# Лукьянов, Валентин Владимирович
Валенти́н Влади́мирович Лукья́нов (укр. Валентин Володимирович Лук'янов; 20 июня 1947, Акмолинск — 18 июня 1995, Хмельницкий) — советский и украинский шахматный композитор; мастер спорта СССР (1980) и международный мастер (1993) по шахматной композиции. Инженер-строитель.
С 1963 опубликовал около 300 задач, преимущественно двухходовки. На конкурсах удостоен около 50 призов, в том числе около 25 — первых. Неоднократный финалист личных чемпионатов СССР, лучшие результаты — 2-е место (1976), 3-е место (1983). Чемпион мира 1980—1983 (WCCT 2) в составе сборной СССР.

## Биография
Валентин Лукьянов родился 20 июня 1947 года в городе Акмолинске Казахской ССР. Позже с семьёй перебрался в город Оху на острове Сахалине. В начале 1966 года после окончания строительного техникума Валентин Лукьянов переехал в Приморский край. Как молодой специалист был направлен в посёлок Тихоокеанский (ныне город Фокино) в 25 км от города Большой Камень. Работал прорабом и мастером на строительстве объектов военного назначения. Заочно обучался в Дальневосточном государственном университете во Владивостоке, где изучал любимую им математику.
В 1969 году вместе с женой переехал на Украину. Жил сначала в городе Каменец-Подольский, где работал инженером, затем заместителем управляющего Каменец-Подольского строительного треста. Позже переехал в Хмельницкий, занимал пост управляющего Хмельницким областным строительным трестом. Загруженность работой уже не позволяла ему активно заниматься шахматами. Начавшаяся перестройка привела к переделу государственной собственности криминальными элементами. Попытка им противостоять привела к его физическому устранению. Валентин Владимирович Лукьянов убит 18 июня 1995 года в городе Хмельницком.

### Семья
Жена Людмила Александровна. Дети: Елена, Наталья.

## Творческий путь
Валентин Лукьянов получил известность как ведущий композитор двухходовых задач. Свою первую шахматную задачу составил в 1963 году, когда жил на Сахалине. Большое влияние на его становление как одного из специалистов двухходового жанра оказало общение с приморским композитором Талипом Амировым. Вместе они изучали шахматные задачи и совместно исследовали тонкости тематики современной композиции. Валентин Лукьянов порой с необыкновенной лёгкостью находил новые механизмы в двухходовой задаче.
После переезда на Украину Лукьянов продолжил занятия шахматной композицией. В 1980 году ему было присвоено звание мастера спорта СССР. В 1993 году он стал международным мастером по шахматной композиции. Большая часть его опубликованных двухходовок завоёвывала отличия на конкурсах составления. Его задачи входят в антологии шахматной композиции, их помещают в статьи по теории современной двухходовки.
Шестикратный финалист личных чемпионатов СССР по разделу двухходовок: 9-й чемпионат (1969) — 8-е место, 12-й (1976) — 2-е, 13-й (1981) — 6-е, 14-й (1983) — 3-е, 16-й (1985) — 4-5-е, 17-й (1987) — 15-е. Победитель 2-го чемпионата мира (1980—1983) в составе сборной СССР.
Рейтинг в Альбомах ФИДЕ на 24 августа 2023 года — 26,50 баллов.

## Избранные композиции

### Двухходовые задачи
|   | a | b | c | d | e | f | g | h |   |
| - | --- | --- | --- | --- | --- | --- | --- | --- | - |
| 8 | a8 чёрная ладья · e8 чёрный король · d7 чёрная пешка · a6 чёрная пешка · b6 белая ладья · g6 белый король · b4 белый слон · d3 чёрная пешка · h3 белый слон · d1 белый ферзь | a8 чёрная ладья · e8 чёрный король · d7 чёрная пешка · a6 чёрная пешка · b6 белая ладья · g6 белый король · b4 белый слон · d3 чёрная пешка · h3 белый слон · d1 белый ферзь | a8 чёрная ладья · e8 чёрный король · d7 чёрная пешка · a6 чёрная пешка · b6 белая ладья · g6 белый король · b4 белый слон · d3 чёрная пешка · h3 белый слон · d1 белый ферзь | a8 чёрная ладья · e8 чёрный король · d7 чёрная пешка · a6 чёрная пешка · b6 белая ладья · g6 белый король · b4 белый слон · d3 чёрная пешка · h3 белый слон · d1 белый ферзь | a8 чёрная ладья · e8 чёрный король · d7 чёрная пешка · a6 чёрная пешка · b6 белая ладья · g6 белый король · b4 белый слон · d3 чёрная пешка · h3 белый слон · d1 белый ферзь | a8 чёрная ладья · e8 чёрный король · d7 чёрная пешка · a6 чёрная пешка · b6 белая ладья · g6 белый король · b4 белый слон · d3 чёрная пешка · h3 белый слон · d1 белый ферзь | a8 чёрная ладья · e8 чёрный король · d7 чёрная пешка · a6 чёрная пешка · b6 белая ладья · g6 белый король · b4 белый слон · d3 чёрная пешка · h3 белый слон · d1 белый ферзь | a8 чёрная ладья · e8 чёрный король · d7 чёрная пешка · a6 чёрная пешка · b6 белая ладья · g6 белый король · b4 белый слон · d3 чёрная пешка · h3 белый слон · d1 белый ферзь | 8 |
| 7 | a8 чёрная ладья · e8 чёрный король · d7 чёрная пешка · a6 чёрная пешка · b6 белая ладья · g6 белый король · b4 белый слон · d3 чёрная пешка · h3 белый слон · d1 белый ферзь | a8 чёрная ладья · e8 чёрный король · d7 чёрная пешка · a6 чёрная пешка · b6 белая ладья · g6 белый король · b4 белый слон · d3 чёрная пешка · h3 белый слон · d1 белый ферзь | a8 чёрная ладья · e8 чёрный король · d7 чёрная пешка · a6 чёрная пешка · b6 белая ладья · g6 белый король · b4 белый слон · d3 чёрная пешка · h3 белый слон · d1 белый ферзь | a8 чёрная ладья · e8 чёрный король · d7 чёрная пешка · a6 чёрная пешка · b6 белая ладья · g6 белый король · b4 белый слон · d3 чёрная пешка · h3 белый слон · d1 белый ферзь | a8 чёрная ладья · e8 чёрный король · d7 чёрная пешка · a6 чёрная пешка · b6 белая ладья · g6 белый король · b4 белый слон · d3 чёрная пешка · h3 белый слон · d1 белый ферзь | a8 чёрная ладья · e8 чёрный король · d7 чёрная пешка · a6 чёрная пешка · b6 белая ладья · g6 белый король · b4 белый слон · d3 чёрная пешка · h3 белый слон · d1 белый ферзь | a8 чёрная ладья · e8 чёрный король · d7 чёрная пешка · a6 чёрная пешка · b6 белая ладья · g6 белый король · b4 белый слон · d3 чёрная пешка · h3 белый слон · d1 белый ферзь | a8 чёрная ладья · e8 чёрный король · d7 чёрная пешка · a6 чёрная пешка · b6 белая ладья · g6 белый король · b4 белый слон · d3 чёрная пешка · h3 белый слон · d1 белый ферзь | 7 |
| 6 | a8 чёрная ладья · e8 чёрный король · d7 чёрная пешка · a6 чёрная пешка · b6 белая ладья · g6 белый король · b4 белый слон · d3 чёрная пешка · h3 белый слон · d1 белый ферзь | a8 чёрная ладья · e8 чёрный король · d7 чёрная пешка · a6 чёрная пешка · b6 белая ладья · g6 белый король · b4 белый слон · d3 чёрная пешка · h3 белый слон · d1 белый ферзь | a8 чёрная ладья · e8 чёрный король · d7 чёрная пешка · a6 чёрная пешка · b6 белая ладья · g6 белый король · b4 белый слон · d3 чёрная пешка · h3 белый слон · d1 белый ферзь | a8 чёрная ладья · e8 чёрный король · d7 чёрная пешка · a6 чёрная пешка · b6 белая ладья · g6 белый король · b4 белый слон · d3 чёрная пешка · h3 белый слон · d1 белый ферзь | a8 чёрная ладья · e8 чёрный король · d7 чёрная пешка · a6 чёрная пешка · b6 белая ладья · g6 белый король · b4 белый слон · d3 чёрная пешка · h3 белый слон · d1 белый ферзь | a8 чёрная ладья · e8 чёрный король · d7 чёрная пешка · a6 чёрная пешка · b6 белая ладья · g6 белый король · b4 белый слон · d3 чёрная пешка · h3 белый слон · d1 белый ферзь | a8 чёрная ладья · e8 чёрный король · d7 чёрная пешка · a6 чёрная пешка · b6 белая ладья · g6 белый король · b4 белый слон · d3 чёрная пешка · h3 белый слон · d1 белый ферзь | a8 чёрная ладья · e8 чёрный король · d7 чёрная пешка · a6 чёрная пешка · b6 белая ладья · g6 белый король · b4 белый слон · d3 чёрная пешка · h3 белый слон · d1 белый ферзь | 6 |
| 5 | a8 чёрная ладья · e8 чёрный король · d7 чёрная пешка · a6 чёрная пешка · b6 белая ладья · g6 белый король · b4 белый слон · d3 чёрная пешка · h3 белый слон · d1 белый ферзь | a8 чёрная ладья · e8 чёрный король · d7 чёрная пешка · a6 чёрная пешка · b6 белая ладья · g6 белый король · b4 белый слон · d3 чёрная пешка · h3 белый слон · d1 белый ферзь | a8 чёрная ладья · e8 чёрный король · d7 чёрная пешка · a6 чёрная пешка · b6 белая ладья · g6 белый король · b4 белый слон · d3 чёрная пешка · h3 белый слон · d1 белый ферзь | a8 чёрная ладья · e8 чёрный король · d7 чёрная пешка · a6 чёрная пешка · b6 белая ладья · g6 белый король · b4 белый слон · d3 чёрная пешка · h3 белый слон · d1 белый ферзь | a8 чёрная ладья · e8 чёрный король · d7 чёрная пешка · a6 чёрная пешка · b6 белая ладья · g6 белый король · b4 белый слон · d3 чёрная пешка · h3 белый слон · d1 белый ферзь | a8 чёрная ладья · e8 чёрный король · d7 чёрная пешка · a6 чёрная пешка · b6 белая ладья · g6 белый король · b4 белый слон · d3 чёрная пешка · h3 белый слон · d1 белый ферзь | a8 чёрная ладья · e8 чёрный король · d7 чёрная пешка · a6 чёрная пешка · b6 белая ладья · g6 белый король · b4 белый слон · d3 чёрная пешка · h3 белый слон · d1 белый ферзь | a8 чёрная ладья · e8 чёрный король · d7 чёрная пешка · a6 чёрная пешка · b6 белая ладья · g6 белый король · b4 белый слон · d3 чёрная пешка · h3 белый слон · d1 белый ферзь | 5 |
| 4 | a8 чёрная ладья · e8 чёрный король · d7 чёрная пешка · a6 чёрная пешка · b6 белая ладья · g6 белый король · b4 белый слон · d3 чёрная пешка · h3 белый слон · d1 белый ферзь | a8 чёрная ладья · e8 чёрный король · d7 чёрная пешка · a6 чёрная пешка · b6 белая ладья · g6 белый король · b4 белый слон · d3 чёрная пешка · h3 белый слон · d1 белый ферзь | a8 чёрная ладья · e8 чёрный король · d7 чёрная пешка · a6 чёрная пешка · b6 белая ладья · g6 белый король · b4 белый слон · d3 чёрная пешка · h3 белый слон · d1 белый ферзь | a8 чёрная ладья · e8 чёрный король · d7 чёрная пешка · a6 чёрная пешка · b6 белая ладья · g6 белый король · b4 белый слон · d3 чёрная пешка · h3 белый слон · d1 белый ферзь | a8 чёрная ладья · e8 чёрный король · d7 чёрная пешка · a6 чёрная пешка · b6 белая ладья · g6 белый король · b4 белый слон · d3 чёрная пешка · h3 белый слон · d1 белый ферзь | a8 чёрная ладья · e8 чёрный король · d7 чёрная пешка · a6 чёрная пешка · b6 белая ладья · g6 белый король · b4 белый слон · d3 чёрная пешка · h3 белый слон · d1 белый ферзь | a8 чёрная ладья · e8 чёрный король · d7 чёрная пешка · a6 чёрная пешка · b6 белая ладья · g6 белый король · b4 белый слон · d3 чёрная пешка · h3 белый слон · d1 белый ферзь | a8 чёрная ладья · e8 чёрный король · d7 чёрная пешка · a6 чёрная пешка · b6 белая ладья · g6 белый король · b4 белый слон · d3 чёрная пешка · h3 белый слон · d1 белый ферзь | 4 |
| 3 | a8 чёрная ладья · e8 чёрный король · d7 чёрная пешка · a6 чёрная пешка · b6 белая ладья · g6 белый король · b4 белый слон · d3 чёрная пешка · h3 белый слон · d1 белый ферзь | a8 чёрная ладья · e8 чёрный король · d7 чёрная пешка · a6 чёрная пешка · b6 белая ладья · g6 белый король · b4 белый слон · d3 чёрная пешка · h3 белый слон · d1 белый ферзь | a8 чёрная ладья · e8 чёрный король · d7 чёрная пешка · a6 чёрная пешка · b6 белая ладья · g6 белый король · b4 белый слон · d3 чёрная пешка · h3 белый слон · d1 белый ферзь | a8 чёрная ладья · e8 чёрный король · d7 чёрная пешка · a6 чёрная пешка · b6 белая ладья · g6 белый король · b4 белый слон · d3 чёрная пешка · h3 белый слон · d1 белый ферзь | a8 чёрная ладья · e8 чёрный король · d7 чёрная пешка · a6 чёрная пешка · b6 белая ладья · g6 белый король · b4 белый слон · d3 чёрная пешка · h3 белый слон · d1 белый ферзь | a8 чёрная ладья · e8 чёрный король · d7 чёрная пешка · a6 чёрная пешка · b6 белая ладья · g6 белый король · b4 белый слон · d3 чёрная пешка · h3 белый слон · d1 белый ферзь | a8 чёрная ладья · e8 чёрный король · d7 чёрная пешка · a6 чёрная пешка · b6 белая ладья · g6 белый король · b4 белый слон · d3 чёрная пешка · h3 белый слон · d1 белый ферзь | a8 чёрная ладья · e8 чёрный король · d7 чёрная пешка · a6 чёрная пешка · b6 белая ладья · g6 белый король · b4 белый слон · d3 чёрная пешка · h3 белый слон · d1 белый ферзь | 3 |
| 2 | a8 чёрная ладья · e8 чёрный король · d7 чёрная пешка · a6 чёрная пешка · b6 белая ладья · g6 белый король · b4 белый слон · d3 чёрная пешка · h3 белый слон · d1 белый ферзь | a8 чёрная ладья · e8 чёрный король · d7 чёрная пешка · a6 чёрная пешка · b6 белая ладья · g6 белый король · b4 белый слон · d3 чёрная пешка · h3 белый слон · d1 белый ферзь | a8 чёрная ладья · e8 чёрный король · d7 чёрная пешка · a6 чёрная пешка · b6 белая ладья · g6 белый король · b4 белый слон · d3 чёрная пешка · h3 белый слон · d1 белый ферзь | a8 чёрная ладья · e8 чёрный король · d7 чёрная пешка · a6 чёрная пешка · b6 белая ладья · g6 белый король · b4 белый слон · d3 чёрная пешка · h3 белый слон · d1 белый ферзь | a8 чёрная ладья · e8 чёрный король · d7 чёрная пешка · a6 чёрная пешка · b6 белая ладья · g6 белый король · b4 белый слон · d3 чёрная пешка · h3 белый слон · d1 белый ферзь | a8 чёрная ладья · e8 чёрный король · d7 чёрная пешка · a6 чёрная пешка · b6 белая ладья · g6 белый король · b4 белый слон · d3 чёрная пешка · h3 белый слон · d1 белый ферзь | a8 чёрная ладья · e8 чёрный король · d7 чёрная пешка · a6 чёрная пешка · b6 белая ладья · g6 белый король · b4 белый слон · d3 чёрная пешка · h3 белый слон · d1 белый ферзь | a8 чёрная ладья · e8 чёрный король · d7 чёрная пешка · a6 чёрная пешка · b6 белая ладья · g6 белый король · b4 белый слон · d3 чёрная пешка · h3 белый слон · d1 белый ферзь | 2 |
| 1 | a8 чёрная ладья · e8 чёрный король · d7 чёрная пешка · a6 чёрная пешка · b6 белая ладья · g6 белый король · b4 белый слон · d3 чёрная пешка · h3 белый слон · d1 белый ферзь | a8 чёрная ладья · e8 чёрный король · d7 чёрная пешка · a6 чёрная пешка · b6 белая ладья · g6 белый король · b4 белый слон · d3 чёрная пешка · h3 белый слон · d1 белый ферзь | a8 чёрная ладья · e8 чёрный король · d7 чёрная пешка · a6 чёрная пешка · b6 белая ладья · g6 белый король · b4 белый слон · d3 чёрная пешка · h3 белый слон · d1 белый ферзь | a8 чёрная ладья · e8 чёрный король · d7 чёрная пешка · a6 чёрная пешка · b6 белая ладья · g6 белый король · b4 белый слон · d3 чёрная пешка · h3 белый слон · d1 белый ферзь | a8 чёрная ладья · e8 чёрный король · d7 чёрная пешка · a6 чёрная пешка · b6 белая ладья · g6 белый король · b4 белый слон · d3 чёрная пешка · h3 белый слон · d1 белый ферзь | a8 чёрная ладья · e8 чёрный король · d7 чёрная пешка · a6 чёрная пешка · b6 белая ладья · g6 белый король · b4 белый слон · d3 чёрная пешка · h3 белый слон · d1 белый ферзь | a8 чёрная ладья · e8 чёрный король · d7 чёрная пешка · a6 чёрная пешка · b6 белая ладья · g6 белый король · b4 белый слон · d3 чёрная пешка · h3 белый слон · d1 белый ферзь | a8 чёрная ладья · e8 чёрный король · d7 чёрная пешка · a6 чёрная пешка · b6 белая ладья · g6 белый король · b4 белый слон · d3 чёрная пешка · h3 белый слон · d1 белый ферзь | 1 |
|   | a | b | c | d | e | f | g | h |   |

Иллюзорная игра:

1...0-0-0 (a) 2.Фc1#

1...Лd8 (b) 2.Фe1#
Ложный след:

1.Фg4? угроза 2.Ф:d7#

1...0-0-0 (a) 2.Фc4#

1...Лd8 (b) 2.Фe4#

но 1...d6!
Решение:

1.Фa4! (угроза 2.Ф:d7#)

1...0-0-0 (a) 2.Фc6#

1...Лd8 (b) 2.Лe6#

(1...Лa7 2.Лb8#)
Черная рокировка и тема Загоруйко.
|   | a | b | c | d | e | f | g | h |   |
| - | --- | --- | --- | --- | --- | --- | --- | --- | - |
| 8 | a7 чёрная пешка · d7 белый слон · a6 чёрный конь · b6 чёрная ладья · d6 чёрная пешка · f6 чёрная пешка · b5 чёрная пешка · c5 белый конь · d5 чёрный король · e5 белая пешка · f5 белая пешка · b4 чёрная пешка · b3 белая пешка · e3 белая ладья · a2 белый король · e2 белый конь · h2 чёрный слон · c1 белая ладья | a7 чёрная пешка · d7 белый слон · a6 чёрный конь · b6 чёрная ладья · d6 чёрная пешка · f6 чёрная пешка · b5 чёрная пешка · c5 белый конь · d5 чёрный король · e5 белая пешка · f5 белая пешка · b4 чёрная пешка · b3 белая пешка · e3 белая ладья · a2 белый король · e2 белый конь · h2 чёрный слон · c1 белая ладья | a7 чёрная пешка · d7 белый слон · a6 чёрный конь · b6 чёрная ладья · d6 чёрная пешка · f6 чёрная пешка · b5 чёрная пешка · c5 белый конь · d5 чёрный король · e5 белая пешка · f5 белая пешка · b4 чёрная пешка · b3 белая пешка · e3 белая ладья · a2 белый король · e2 белый конь · h2 чёрный слон · c1 белая ладья | a7 чёрная пешка · d7 белый слон · a6 чёрный конь · b6 чёрная ладья · d6 чёрная пешка · f6 чёрная пешка · b5 чёрная пешка · c5 белый конь · d5 чёрный король · e5 белая пешка · f5 белая пешка · b4 чёрная пешка · b3 белая пешка · e3 белая ладья · a2 белый король · e2 белый конь · h2 чёрный слон · c1 белая ладья | a7 чёрная пешка · d7 белый слон · a6 чёрный конь · b6 чёрная ладья · d6 чёрная пешка · f6 чёрная пешка · b5 чёрная пешка · c5 белый конь · d5 чёрный король · e5 белая пешка · f5 белая пешка · b4 чёрная пешка · b3 белая пешка · e3 белая ладья · a2 белый король · e2 белый конь · h2 чёрный слон · c1 белая ладья | a7 чёрная пешка · d7 белый слон · a6 чёрный конь · b6 чёрная ладья · d6 чёрная пешка · f6 чёрная пешка · b5 чёрная пешка · c5 белый конь · d5 чёрный король · e5 белая пешка · f5 белая пешка · b4 чёрная пешка · b3 белая пешка · e3 белая ладья · a2 белый король · e2 белый конь · h2 чёрный слон · c1 белая ладья | a7 чёрная пешка · d7 белый слон · a6 чёрный конь · b6 чёрная ладья · d6 чёрная пешка · f6 чёрная пешка · b5 чёрная пешка · c5 белый конь · d5 чёрный король · e5 белая пешка · f5 белая пешка · b4 чёрная пешка · b3 белая пешка · e3 белая ладья · a2 белый король · e2 белый конь · h2 чёрный слон · c1 белая ладья | a7 чёрная пешка · d7 белый слон · a6 чёрный конь · b6 чёрная ладья · d6 чёрная пешка · f6 чёрная пешка · b5 чёрная пешка · c5 белый конь · d5 чёрный король · e5 белая пешка · f5 белая пешка · b4 чёрная пешка · b3 белая пешка · e3 белая ладья · a2 белый король · e2 белый конь · h2 чёрный слон · c1 белая ладья | 8 |
| 7 | a7 чёрная пешка · d7 белый слон · a6 чёрный конь · b6 чёрная ладья · d6 чёрная пешка · f6 чёрная пешка · b5 чёрная пешка · c5 белый конь · d5 чёрный король · e5 белая пешка · f5 белая пешка · b4 чёрная пешка · b3 белая пешка · e3 белая ладья · a2 белый король · e2 белый конь · h2 чёрный слон · c1 белая ладья | a7 чёрная пешка · d7 белый слон · a6 чёрный конь · b6 чёрная ладья · d6 чёрная пешка · f6 чёрная пешка · b5 чёрная пешка · c5 белый конь · d5 чёрный король · e5 белая пешка · f5 белая пешка · b4 чёрная пешка · b3 белая пешка · e3 белая ладья · a2 белый король · e2 белый конь · h2 чёрный слон · c1 белая ладья | a7 чёрная пешка · d7 белый слон · a6 чёрный конь · b6 чёрная ладья · d6 чёрная пешка · f6 чёрная пешка · b5 чёрная пешка · c5 белый конь · d5 чёрный король · e5 белая пешка · f5 белая пешка · b4 чёрная пешка · b3 белая пешка · e3 белая ладья · a2 белый король · e2 белый конь · h2 чёрный слон · c1 белая ладья | a7 чёрная пешка · d7 белый слон · a6 чёрный конь · b6 чёрная ладья · d6 чёрная пешка · f6 чёрная пешка · b5 чёрная пешка · c5 белый конь · d5 чёрный король · e5 белая пешка · f5 белая пешка · b4 чёрная пешка · b3 белая пешка · e3 белая ладья · a2 белый король · e2 белый конь · h2 чёрный слон · c1 белая ладья | a7 чёрная пешка · d7 белый слон · a6 чёрный конь · b6 чёрная ладья · d6 чёрная пешка · f6 чёрная пешка · b5 чёрная пешка · c5 белый конь · d5 чёрный король · e5 белая пешка · f5 белая пешка · b4 чёрная пешка · b3 белая пешка · e3 белая ладья · a2 белый король · e2 белый конь · h2 чёрный слон · c1 белая ладья | a7 чёрная пешка · d7 белый слон · a6 чёрный конь · b6 чёрная ладья · d6 чёрная пешка · f6 чёрная пешка · b5 чёрная пешка · c5 белый конь · d5 чёрный король · e5 белая пешка · f5 белая пешка · b4 чёрная пешка · b3 белая пешка · e3 белая ладья · a2 белый король · e2 белый конь · h2 чёрный слон · c1 белая ладья | a7 чёрная пешка · d7 белый слон · a6 чёрный конь · b6 чёрная ладья · d6 чёрная пешка · f6 чёрная пешка · b5 чёрная пешка · c5 белый конь · d5 чёрный король · e5 белая пешка · f5 белая пешка · b4 чёрная пешка · b3 белая пешка · e3 белая ладья · a2 белый король · e2 белый конь · h2 чёрный слон · c1 белая ладья | a7 чёрная пешка · d7 белый слон · a6 чёрный конь · b6 чёрная ладья · d6 чёрная пешка · f6 чёрная пешка · b5 чёрная пешка · c5 белый конь · d5 чёрный король · e5 белая пешка · f5 белая пешка · b4 чёрная пешка · b3 белая пешка · e3 белая ладья · a2 белый король · e2 белый конь · h2 чёрный слон · c1 белая ладья | 7 |
| 6 | a7 чёрная пешка · d7 белый слон · a6 чёрный конь · b6 чёрная ладья · d6 чёрная пешка · f6 чёрная пешка · b5 чёрная пешка · c5 белый конь · d5 чёрный король · e5 белая пешка · f5 белая пешка · b4 чёрная пешка · b3 белая пешка · e3 белая ладья · a2 белый король · e2 белый конь · h2 чёрный слон · c1 белая ладья | a7 чёрная пешка · d7 белый слон · a6 чёрный конь · b6 чёрная ладья · d6 чёрная пешка · f6 чёрная пешка · b5 чёрная пешка · c5 белый конь · d5 чёрный король · e5 белая пешка · f5 белая пешка · b4 чёрная пешка · b3 белая пешка · e3 белая ладья · a2 белый король · e2 белый конь · h2 чёрный слон · c1 белая ладья | a7 чёрная пешка · d7 белый слон · a6 чёрный конь · b6 чёрная ладья · d6 чёрная пешка · f6 чёрная пешка · b5 чёрная пешка · c5 белый конь · d5 чёрный король · e5 белая пешка · f5 белая пешка · b4 чёрная пешка · b3 белая пешка · e3 белая ладья · a2 белый король · e2 белый конь · h2 чёрный слон · c1 белая ладья | a7 чёрная пешка · d7 белый слон · a6 чёрный конь · b6 чёрная ладья · d6 чёрная пешка · f6 чёрная пешка · b5 чёрная пешка · c5 белый конь · d5 чёрный король · e5 белая пешка · f5 белая пешка · b4 чёрная пешка · b3 белая пешка · e3 белая ладья · a2 белый король · e2 белый конь · h2 чёрный слон · c1 белая ладья | a7 чёрная пешка · d7 белый слон · a6 чёрный конь · b6 чёрная ладья · d6 чёрная пешка · f6 чёрная пешка · b5 чёрная пешка · c5 белый конь · d5 чёрный король · e5 белая пешка · f5 белая пешка · b4 чёрная пешка · b3 белая пешка · e3 белая ладья · a2 белый король · e2 белый конь · h2 чёрный слон · c1 белая ладья | a7 чёрная пешка · d7 белый слон · a6 чёрный конь · b6 чёрная ладья · d6 чёрная пешка · f6 чёрная пешка · b5 чёрная пешка · c5 белый конь · d5 чёрный король · e5 белая пешка · f5 белая пешка · b4 чёрная пешка · b3 белая пешка · e3 белая ладья · a2 белый король · e2 белый конь · h2 чёрный слон · c1 белая ладья | a7 чёрная пешка · d7 белый слон · a6 чёрный конь · b6 чёрная ладья · d6 чёрная пешка · f6 чёрная пешка · b5 чёрная пешка · c5 белый конь · d5 чёрный король · e5 белая пешка · f5 белая пешка · b4 чёрная пешка · b3 белая пешка · e3 белая ладья · a2 белый король · e2 белый конь · h2 чёрный слон · c1 белая ладья | a7 чёрная пешка · d7 белый слон · a6 чёрный конь · b6 чёрная ладья · d6 чёрная пешка · f6 чёрная пешка · b5 чёрная пешка · c5 белый конь · d5 чёрный король · e5 белая пешка · f5 белая пешка · b4 чёрная пешка · b3 белая пешка · e3 белая ладья · a2 белый король · e2 белый конь · h2 чёрный слон · c1 белая ладья | 6 |
| 5 | a7 чёрная пешка · d7 белый слон · a6 чёрный конь · b6 чёрная ладья · d6 чёрная пешка · f6 чёрная пешка · b5 чёрная пешка · c5 белый конь · d5 чёрный король · e5 белая пешка · f5 белая пешка · b4 чёрная пешка · b3 белая пешка · e3 белая ладья · a2 белый король · e2 белый конь · h2 чёрный слон · c1 белая ладья | a7 чёрная пешка · d7 белый слон · a6 чёрный конь · b6 чёрная ладья · d6 чёрная пешка · f6 чёрная пешка · b5 чёрная пешка · c5 белый конь · d5 чёрный король · e5 белая пешка · f5 белая пешка · b4 чёрная пешка · b3 белая пешка · e3 белая ладья · a2 белый король · e2 белый конь · h2 чёрный слон · c1 белая ладья | a7 чёрная пешка · d7 белый слон · a6 чёрный конь · b6 чёрная ладья · d6 чёрная пешка · f6 чёрная пешка · b5 чёрная пешка · c5 белый конь · d5 чёрный король · e5 белая пешка · f5 белая пешка · b4 чёрная пешка · b3 белая пешка · e3 белая ладья · a2 белый король · e2 белый конь · h2 чёрный слон · c1 белая ладья | a7 чёрная пешка · d7 белый слон · a6 чёрный конь · b6 чёрная ладья · d6 чёрная пешка · f6 чёрная пешка · b5 чёрная пешка · c5 белый конь · d5 чёрный король · e5 белая пешка · f5 белая пешка · b4 чёрная пешка · b3 белая пешка · e3 белая ладья · a2 белый король · e2 белый конь · h2 чёрный слон · c1 белая ладья | a7 чёрная пешка · d7 белый слон · a6 чёрный конь · b6 чёрная ладья · d6 чёрная пешка · f6 чёрная пешка · b5 чёрная пешка · c5 белый конь · d5 чёрный король · e5 белая пешка · f5 белая пешка · b4 чёрная пешка · b3 белая пешка · e3 белая ладья · a2 белый король · e2 белый конь · h2 чёрный слон · c1 белая ладья | a7 чёрная пешка · d7 белый слон · a6 чёрный конь · b6 чёрная ладья · d6 чёрная пешка · f6 чёрная пешка · b5 чёрная пешка · c5 белый конь · d5 чёрный король · e5 белая пешка · f5 белая пешка · b4 чёрная пешка · b3 белая пешка · e3 белая ладья · a2 белый король · e2 белый конь · h2 чёрный слон · c1 белая ладья | a7 чёрная пешка · d7 белый слон · a6 чёрный конь · b6 чёрная ладья · d6 чёрная пешка · f6 чёрная пешка · b5 чёрная пешка · c5 белый конь · d5 чёрный король · e5 белая пешка · f5 белая пешка · b4 чёрная пешка · b3 белая пешка · e3 белая ладья · a2 белый король · e2 белый конь · h2 чёрный слон · c1 белая ладья | a7 чёрная пешка · d7 белый слон · a6 чёрный конь · b6 чёрная ладья · d6 чёрная пешка · f6 чёрная пешка · b5 чёрная пешка · c5 белый конь · d5 чёрный король · e5 белая пешка · f5 белая пешка · b4 чёрная пешка · b3 белая пешка · e3 белая ладья · a2 белый король · e2 белый конь · h2 чёрный слон · c1 белая ладья | 5 |
| 4 | a7 чёрная пешка · d7 белый слон · a6 чёрный конь · b6 чёрная ладья · d6 чёрная пешка · f6 чёрная пешка · b5 чёрная пешка · c5 белый конь · d5 чёрный король · e5 белая пешка · f5 белая пешка · b4 чёрная пешка · b3 белая пешка · e3 белая ладья · a2 белый король · e2 белый конь · h2 чёрный слон · c1 белая ладья | a7 чёрная пешка · d7 белый слон · a6 чёрный конь · b6 чёрная ладья · d6 чёрная пешка · f6 чёрная пешка · b5 чёрная пешка · c5 белый конь · d5 чёрный король · e5 белая пешка · f5 белая пешка · b4 чёрная пешка · b3 белая пешка · e3 белая ладья · a2 белый король · e2 белый конь · h2 чёрный слон · c1 белая ладья | a7 чёрная пешка · d7 белый слон · a6 чёрный конь · b6 чёрная ладья · d6 чёрная пешка · f6 чёрная пешка · b5 чёрная пешка · c5 белый конь · d5 чёрный король · e5 белая пешка · f5 белая пешка · b4 чёрная пешка · b3 белая пешка · e3 белая ладья · a2 белый король · e2 белый конь · h2 чёрный слон · c1 белая ладья | a7 чёрная пешка · d7 белый слон · a6 чёрный конь · b6 чёрная ладья · d6 чёрная пешка · f6 чёрная пешка · b5 чёрная пешка · c5 белый конь · d5 чёрный король · e5 белая пешка · f5 белая пешка · b4 чёрная пешка · b3 белая пешка · e3 белая ладья · a2 белый король · e2 белый конь · h2 чёрный слон · c1 белая ладья | a7 чёрная пешка · d7 белый слон · a6 чёрный конь · b6 чёрная ладья · d6 чёрная пешка · f6 чёрная пешка · b5 чёрная пешка · c5 белый конь · d5 чёрный король · e5 белая пешка · f5 белая пешка · b4 чёрная пешка · b3 белая пешка · e3 белая ладья · a2 белый король · e2 белый конь · h2 чёрный слон · c1 белая ладья | a7 чёрная пешка · d7 белый слон · a6 чёрный конь · b6 чёрная ладья · d6 чёрная пешка · f6 чёрная пешка · b5 чёрная пешка · c5 белый конь · d5 чёрный король · e5 белая пешка · f5 белая пешка · b4 чёрная пешка · b3 белая пешка · e3 белая ладья · a2 белый король · e2 белый конь · h2 чёрный слон · c1 белая ладья | a7 чёрная пешка · d7 белый слон · a6 чёрный конь · b6 чёрная ладья · d6 чёрная пешка · f6 чёрная пешка · b5 чёрная пешка · c5 белый конь · d5 чёрный король · e5 белая пешка · f5 белая пешка · b4 чёрная пешка · b3 белая пешка · e3 белая ладья · a2 белый король · e2 белый конь · h2 чёрный слон · c1 белая ладья | a7 чёрная пешка · d7 белый слон · a6 чёрный конь · b6 чёрная ладья · d6 чёрная пешка · f6 чёрная пешка · b5 чёрная пешка · c5 белый конь · d5 чёрный король · e5 белая пешка · f5 белая пешка · b4 чёрная пешка · b3 белая пешка · e3 белая ладья · a2 белый король · e2 белый конь · h2 чёрный слон · c1 белая ладья | 4 |
| 3 | a7 чёрная пешка · d7 белый слон · a6 чёрный конь · b6 чёрная ладья · d6 чёрная пешка · f6 чёрная пешка · b5 чёрная пешка · c5 белый конь · d5 чёрный король · e5 белая пешка · f5 белая пешка · b4 чёрная пешка · b3 белая пешка · e3 белая ладья · a2 белый король · e2 белый конь · h2 чёрный слон · c1 белая ладья | a7 чёрная пешка · d7 белый слон · a6 чёрный конь · b6 чёрная ладья · d6 чёрная пешка · f6 чёрная пешка · b5 чёрная пешка · c5 белый конь · d5 чёрный король · e5 белая пешка · f5 белая пешка · b4 чёрная пешка · b3 белая пешка · e3 белая ладья · a2 белый король · e2 белый конь · h2 чёрный слон · c1 белая ладья | a7 чёрная пешка · d7 белый слон · a6 чёрный конь · b6 чёрная ладья · d6 чёрная пешка · f6 чёрная пешка · b5 чёрная пешка · c5 белый конь · d5 чёрный король · e5 белая пешка · f5 белая пешка · b4 чёрная пешка · b3 белая пешка · e3 белая ладья · a2 белый король · e2 белый конь · h2 чёрный слон · c1 белая ладья | a7 чёрная пешка · d7 белый слон · a6 чёрный конь · b6 чёрная ладья · d6 чёрная пешка · f6 чёрная пешка · b5 чёрная пешка · c5 белый конь · d5 чёрный король · e5 белая пешка · f5 белая пешка · b4 чёрная пешка · b3 белая пешка · e3 белая ладья · a2 белый король · e2 белый конь · h2 чёрный слон · c1 белая ладья | a7 чёрная пешка · d7 белый слон · a6 чёрный конь · b6 чёрная ладья · d6 чёрная пешка · f6 чёрная пешка · b5 чёрная пешка · c5 белый конь · d5 чёрный король · e5 белая пешка · f5 белая пешка · b4 чёрная пешка · b3 белая пешка · e3 белая ладья · a2 белый король · e2 белый конь · h2 чёрный слон · c1 белая ладья | a7 чёрная пешка · d7 белый слон · a6 чёрный конь · b6 чёрная ладья · d6 чёрная пешка · f6 чёрная пешка · b5 чёрная пешка · c5 белый конь · d5 чёрный король · e5 белая пешка · f5 белая пешка · b4 чёрная пешка · b3 белая пешка · e3 белая ладья · a2 белый король · e2 белый конь · h2 чёрный слон · c1 белая ладья | a7 чёрная пешка · d7 белый слон · a6 чёрный конь · b6 чёрная ладья · d6 чёрная пешка · f6 чёрная пешка · b5 чёрная пешка · c5 белый конь · d5 чёрный король · e5 белая пешка · f5 белая пешка · b4 чёрная пешка · b3 белая пешка · e3 белая ладья · a2 белый король · e2 белый конь · h2 чёрный слон · c1 белая ладья | a7 чёрная пешка · d7 белый слон · a6 чёрный конь · b6 чёрная ладья · d6 чёрная пешка · f6 чёрная пешка · b5 чёрная пешка · c5 белый конь · d5 чёрный король · e5 белая пешка · f5 белая пешка · b4 чёрная пешка · b3 белая пешка · e3 белая ладья · a2 белый король · e2 белый конь · h2 чёрный слон · c1 белая ладья | 3 |
| 2 | a7 чёрная пешка · d7 белый слон · a6 чёрный конь · b6 чёрная ладья · d6 чёрная пешка · f6 чёрная пешка · b5 чёрная пешка · c5 белый конь · d5 чёрный король · e5 белая пешка · f5 белая пешка · b4 чёрная пешка · b3 белая пешка · e3 белая ладья · a2 белый король · e2 белый конь · h2 чёрный слон · c1 белая ладья | a7 чёрная пешка · d7 белый слон · a6 чёрный конь · b6 чёрная ладья · d6 чёрная пешка · f6 чёрная пешка · b5 чёрная пешка · c5 белый конь · d5 чёрный король · e5 белая пешка · f5 белая пешка · b4 чёрная пешка · b3 белая пешка · e3 белая ладья · a2 белый король · e2 белый конь · h2 чёрный слон · c1 белая ладья | a7 чёрная пешка · d7 белый слон · a6 чёрный конь · b6 чёрная ладья · d6 чёрная пешка · f6 чёрная пешка · b5 чёрная пешка · c5 белый конь · d5 чёрный король · e5 белая пешка · f5 белая пешка · b4 чёрная пешка · b3 белая пешка · e3 белая ладья · a2 белый король · e2 белый конь · h2 чёрный слон · c1 белая ладья | a7 чёрная пешка · d7 белый слон · a6 чёрный конь · b6 чёрная ладья · d6 чёрная пешка · f6 чёрная пешка · b5 чёрная пешка · c5 белый конь · d5 чёрный король · e5 белая пешка · f5 белая пешка · b4 чёрная пешка · b3 белая пешка · e3 белая ладья · a2 белый король · e2 белый конь · h2 чёрный слон · c1 белая ладья | a7 чёрная пешка · d7 белый слон · a6 чёрный конь · b6 чёрная ладья · d6 чёрная пешка · f6 чёрная пешка · b5 чёрная пешка · c5 белый конь · d5 чёрный король · e5 белая пешка · f5 белая пешка · b4 чёрная пешка · b3 белая пешка · e3 белая ладья · a2 белый король · e2 белый конь · h2 чёрный слон · c1 белая ладья | a7 чёрная пешка · d7 белый слон · a6 чёрный конь · b6 чёрная ладья · d6 чёрная пешка · f6 чёрная пешка · b5 чёрная пешка · c5 белый конь · d5 чёрный король · e5 белая пешка · f5 белая пешка · b4 чёрная пешка · b3 белая пешка · e3 белая ладья · a2 белый король · e2 белый конь · h2 чёрный слон · c1 белая ладья | a7 чёрная пешка · d7 белый слон · a6 чёрный конь · b6 чёрная ладья · d6 чёрная пешка · f6 чёрная пешка · b5 чёрная пешка · c5 белый конь · d5 чёрный король · e5 белая пешка · f5 белая пешка · b4 чёрная пешка · b3 белая пешка · e3 белая ладья · a2 белый король · e2 белый конь · h2 чёрный слон · c1 белая ладья | a7 чёрная пешка · d7 белый слон · a6 чёрный конь · b6 чёрная ладья · d6 чёрная пешка · f6 чёрная пешка · b5 чёрная пешка · c5 белый конь · d5 чёрный король · e5 белая пешка · f5 белая пешка · b4 чёрная пешка · b3 белая пешка · e3 белая ладья · a2 белый король · e2 белый конь · h2 чёрный слон · c1 белая ладья | 2 |
| 1 | a7 чёрная пешка · d7 белый слон · a6 чёрный конь · b6 чёрная ладья · d6 чёрная пешка · f6 чёрная пешка · b5 чёрная пешка · c5 белый конь · d5 чёрный король · e5 белая пешка · f5 белая пешка · b4 чёрная пешка · b3 белая пешка · e3 белая ладья · a2 белый король · e2 белый конь · h2 чёрный слон · c1 белая ладья | a7 чёрная пешка · d7 белый слон · a6 чёрный конь · b6 чёрная ладья · d6 чёрная пешка · f6 чёрная пешка · b5 чёрная пешка · c5 белый конь · d5 чёрный король · e5 белая пешка · f5 белая пешка · b4 чёрная пешка · b3 белая пешка · e3 белая ладья · a2 белый король · e2 белый конь · h2 чёрный слон · c1 белая ладья | a7 чёрная пешка · d7 белый слон · a6 чёрный конь · b6 чёрная ладья · d6 чёрная пешка · f6 чёрная пешка · b5 чёрная пешка · c5 белый конь · d5 чёрный король · e5 белая пешка · f5 белая пешка · b4 чёрная пешка · b3 белая пешка · e3 белая ладья · a2 белый король · e2 белый конь · h2 чёрный слон · c1 белая ладья | a7 чёрная пешка · d7 белый слон · a6 чёрный конь · b6 чёрная ладья · d6 чёрная пешка · f6 чёрная пешка · b5 чёрная пешка · c5 белый конь · d5 чёрный король · e5 белая пешка · f5 белая пешка · b4 чёрная пешка · b3 белая пешка · e3 белая ладья · a2 белый король · e2 белый конь · h2 чёрный слон · c1 белая ладья | a7 чёрная пешка · d7 белый слон · a6 чёрный конь · b6 чёрная ладья · d6 чёрная пешка · f6 чёрная пешка · b5 чёрная пешка · c5 белый конь · d5 чёрный король · e5 белая пешка · f5 белая пешка · b4 чёрная пешка · b3 белая пешка · e3 белая ладья · a2 белый король · e2 белый конь · h2 чёрный слон · c1 белая ладья | a7 чёрная пешка · d7 белый слон · a6 чёрный конь · b6 чёрная ладья · d6 чёрная пешка · f6 чёрная пешка · b5 чёрная пешка · c5 белый конь · d5 чёрный король · e5 белая пешка · f5 белая пешка · b4 чёрная пешка · b3 белая пешка · e3 белая ладья · a2 белый король · e2 белый конь · h2 чёрный слон · c1 белая ладья | a7 чёрная пешка · d7 белый слон · a6 чёрный конь · b6 чёрная ладья · d6 чёрная пешка · f6 чёрная пешка · b5 чёрная пешка · c5 белый конь · d5 чёрный король · e5 белая пешка · f5 белая пешка · b4 чёрная пешка · b3 белая пешка · e3 белая ладья · a2 белый король · e2 белый конь · h2 чёрный слон · c1 белая ладья | a7 чёрная пешка · d7 белый слон · a6 чёрный конь · b6 чёрная ладья · d6 чёрная пешка · f6 чёрная пешка · b5 чёрная пешка · c5 белый конь · d5 чёрный король · e5 белая пешка · f5 белая пешка · b4 чёрная пешка · b3 белая пешка · e3 белая ладья · a2 белый король · e2 белый конь · h2 чёрный слон · c1 белая ладья | 1 |
|   | a | b | c | d | e | f | g | h |   |

Иллюзорная игра:

1...dc 2.Лd1# (A)

1...Лc6 2.Ce6# (B)

1...de 2.Лd3#
1.Kc~? с угрозами 2.Лd1# (A) и 2.Ce6# (B), но 1...Kc5!
1.Ke6? угроза 2.Лd1# (A) (2.Ce6?)

1...Kc5 2.Kc7#, но 1...С:e5! (a)
1.Kd3? угроза 2.Ce6# (B) (2.Лd1?)

1...Kc5 2.K:b4#, но 1...de! (b)
1.Ke4! угроза 2.K:f6# (2.Лd1? 2.Ce6?)

1...de (b) 2.Лd1# (A)

1...С:e5 (a) 2.Ce6# (B)

1...Kр:e5 2.Kc3#
Белая коррекция, коррекция угроз, темы Барнса и Ханнелиуса. В решении — игра чёрных на одно и то же поле.
|   | a | b | c | d | e | f | g | h |   |
| - | --- | --- | --- | --- | --- | --- | --- | --- | - |
| 8 | a8 чёрный слон · b8 чёрный слон · f7 белый ферзь · g6 чёрная пешка · c5 белая ладья · d5 белая пешка · g5 белый слон · d4 белая пешка · e4 чёрный король · g4 чёрная пешка · b3 белый конь · f3 белый конь · a2 белый король · c2 белая пешка · f1 чёрный конь | a8 чёрный слон · b8 чёрный слон · f7 белый ферзь · g6 чёрная пешка · c5 белая ладья · d5 белая пешка · g5 белый слон · d4 белая пешка · e4 чёрный король · g4 чёрная пешка · b3 белый конь · f3 белый конь · a2 белый король · c2 белая пешка · f1 чёрный конь | a8 чёрный слон · b8 чёрный слон · f7 белый ферзь · g6 чёрная пешка · c5 белая ладья · d5 белая пешка · g5 белый слон · d4 белая пешка · e4 чёрный король · g4 чёрная пешка · b3 белый конь · f3 белый конь · a2 белый король · c2 белая пешка · f1 чёрный конь | a8 чёрный слон · b8 чёрный слон · f7 белый ферзь · g6 чёрная пешка · c5 белая ладья · d5 белая пешка · g5 белый слон · d4 белая пешка · e4 чёрный король · g4 чёрная пешка · b3 белый конь · f3 белый конь · a2 белый король · c2 белая пешка · f1 чёрный конь | a8 чёрный слон · b8 чёрный слон · f7 белый ферзь · g6 чёрная пешка · c5 белая ладья · d5 белая пешка · g5 белый слон · d4 белая пешка · e4 чёрный король · g4 чёрная пешка · b3 белый конь · f3 белый конь · a2 белый король · c2 белая пешка · f1 чёрный конь | a8 чёрный слон · b8 чёрный слон · f7 белый ферзь · g6 чёрная пешка · c5 белая ладья · d5 белая пешка · g5 белый слон · d4 белая пешка · e4 чёрный король · g4 чёрная пешка · b3 белый конь · f3 белый конь · a2 белый король · c2 белая пешка · f1 чёрный конь | a8 чёрный слон · b8 чёрный слон · f7 белый ферзь · g6 чёрная пешка · c5 белая ладья · d5 белая пешка · g5 белый слон · d4 белая пешка · e4 чёрный король · g4 чёрная пешка · b3 белый конь · f3 белый конь · a2 белый король · c2 белая пешка · f1 чёрный конь | a8 чёрный слон · b8 чёрный слон · f7 белый ферзь · g6 чёрная пешка · c5 белая ладья · d5 белая пешка · g5 белый слон · d4 белая пешка · e4 чёрный король · g4 чёрная пешка · b3 белый конь · f3 белый конь · a2 белый король · c2 белая пешка · f1 чёрный конь | 8 |
| 7 | a8 чёрный слон · b8 чёрный слон · f7 белый ферзь · g6 чёрная пешка · c5 белая ладья · d5 белая пешка · g5 белый слон · d4 белая пешка · e4 чёрный король · g4 чёрная пешка · b3 белый конь · f3 белый конь · a2 белый король · c2 белая пешка · f1 чёрный конь | a8 чёрный слон · b8 чёрный слон · f7 белый ферзь · g6 чёрная пешка · c5 белая ладья · d5 белая пешка · g5 белый слон · d4 белая пешка · e4 чёрный король · g4 чёрная пешка · b3 белый конь · f3 белый конь · a2 белый король · c2 белая пешка · f1 чёрный конь | a8 чёрный слон · b8 чёрный слон · f7 белый ферзь · g6 чёрная пешка · c5 белая ладья · d5 белая пешка · g5 белый слон · d4 белая пешка · e4 чёрный король · g4 чёрная пешка · b3 белый конь · f3 белый конь · a2 белый король · c2 белая пешка · f1 чёрный конь | a8 чёрный слон · b8 чёрный слон · f7 белый ферзь · g6 чёрная пешка · c5 белая ладья · d5 белая пешка · g5 белый слон · d4 белая пешка · e4 чёрный король · g4 чёрная пешка · b3 белый конь · f3 белый конь · a2 белый король · c2 белая пешка · f1 чёрный конь | a8 чёрный слон · b8 чёрный слон · f7 белый ферзь · g6 чёрная пешка · c5 белая ладья · d5 белая пешка · g5 белый слон · d4 белая пешка · e4 чёрный король · g4 чёрная пешка · b3 белый конь · f3 белый конь · a2 белый король · c2 белая пешка · f1 чёрный конь | a8 чёрный слон · b8 чёрный слон · f7 белый ферзь · g6 чёрная пешка · c5 белая ладья · d5 белая пешка · g5 белый слон · d4 белая пешка · e4 чёрный король · g4 чёрная пешка · b3 белый конь · f3 белый конь · a2 белый король · c2 белая пешка · f1 чёрный конь | a8 чёрный слон · b8 чёрный слон · f7 белый ферзь · g6 чёрная пешка · c5 белая ладья · d5 белая пешка · g5 белый слон · d4 белая пешка · e4 чёрный король · g4 чёрная пешка · b3 белый конь · f3 белый конь · a2 белый король · c2 белая пешка · f1 чёрный конь | a8 чёрный слон · b8 чёрный слон · f7 белый ферзь · g6 чёрная пешка · c5 белая ладья · d5 белая пешка · g5 белый слон · d4 белая пешка · e4 чёрный король · g4 чёрная пешка · b3 белый конь · f3 белый конь · a2 белый король · c2 белая пешка · f1 чёрный конь | 7 |
| 6 | a8 чёрный слон · b8 чёрный слон · f7 белый ферзь · g6 чёрная пешка · c5 белая ладья · d5 белая пешка · g5 белый слон · d4 белая пешка · e4 чёрный король · g4 чёрная пешка · b3 белый конь · f3 белый конь · a2 белый король · c2 белая пешка · f1 чёрный конь | a8 чёрный слон · b8 чёрный слон · f7 белый ферзь · g6 чёрная пешка · c5 белая ладья · d5 белая пешка · g5 белый слон · d4 белая пешка · e4 чёрный король · g4 чёрная пешка · b3 белый конь · f3 белый конь · a2 белый король · c2 белая пешка · f1 чёрный конь | a8 чёрный слон · b8 чёрный слон · f7 белый ферзь · g6 чёрная пешка · c5 белая ладья · d5 белая пешка · g5 белый слон · d4 белая пешка · e4 чёрный король · g4 чёрная пешка · b3 белый конь · f3 белый конь · a2 белый король · c2 белая пешка · f1 чёрный конь | a8 чёрный слон · b8 чёрный слон · f7 белый ферзь · g6 чёрная пешка · c5 белая ладья · d5 белая пешка · g5 белый слон · d4 белая пешка · e4 чёрный король · g4 чёрная пешка · b3 белый конь · f3 белый конь · a2 белый король · c2 белая пешка · f1 чёрный конь | a8 чёрный слон · b8 чёрный слон · f7 белый ферзь · g6 чёрная пешка · c5 белая ладья · d5 белая пешка · g5 белый слон · d4 белая пешка · e4 чёрный король · g4 чёрная пешка · b3 белый конь · f3 белый конь · a2 белый король · c2 белая пешка · f1 чёрный конь | a8 чёрный слон · b8 чёрный слон · f7 белый ферзь · g6 чёрная пешка · c5 белая ладья · d5 белая пешка · g5 белый слон · d4 белая пешка · e4 чёрный король · g4 чёрная пешка · b3 белый конь · f3 белый конь · a2 белый король · c2 белая пешка · f1 чёрный конь | a8 чёрный слон · b8 чёрный слон · f7 белый ферзь · g6 чёрная пешка · c5 белая ладья · d5 белая пешка · g5 белый слон · d4 белая пешка · e4 чёрный король · g4 чёрная пешка · b3 белый конь · f3 белый конь · a2 белый король · c2 белая пешка · f1 чёрный конь | a8 чёрный слон · b8 чёрный слон · f7 белый ферзь · g6 чёрная пешка · c5 белая ладья · d5 белая пешка · g5 белый слон · d4 белая пешка · e4 чёрный король · g4 чёрная пешка · b3 белый конь · f3 белый конь · a2 белый король · c2 белая пешка · f1 чёрный конь | 6 |
| 5 | a8 чёрный слон · b8 чёрный слон · f7 белый ферзь · g6 чёрная пешка · c5 белая ладья · d5 белая пешка · g5 белый слон · d4 белая пешка · e4 чёрный король · g4 чёрная пешка · b3 белый конь · f3 белый конь · a2 белый король · c2 белая пешка · f1 чёрный конь | a8 чёрный слон · b8 чёрный слон · f7 белый ферзь · g6 чёрная пешка · c5 белая ладья · d5 белая пешка · g5 белый слон · d4 белая пешка · e4 чёрный король · g4 чёрная пешка · b3 белый конь · f3 белый конь · a2 белый король · c2 белая пешка · f1 чёрный конь | a8 чёрный слон · b8 чёрный слон · f7 белый ферзь · g6 чёрная пешка · c5 белая ладья · d5 белая пешка · g5 белый слон · d4 белая пешка · e4 чёрный король · g4 чёрная пешка · b3 белый конь · f3 белый конь · a2 белый король · c2 белая пешка · f1 чёрный конь | a8 чёрный слон · b8 чёрный слон · f7 белый ферзь · g6 чёрная пешка · c5 белая ладья · d5 белая пешка · g5 белый слон · d4 белая пешка · e4 чёрный король · g4 чёрная пешка · b3 белый конь · f3 белый конь · a2 белый король · c2 белая пешка · f1 чёрный конь | a8 чёрный слон · b8 чёрный слон · f7 белый ферзь · g6 чёрная пешка · c5 белая ладья · d5 белая пешка · g5 белый слон · d4 белая пешка · e4 чёрный король · g4 чёрная пешка · b3 белый конь · f3 белый конь · a2 белый король · c2 белая пешка · f1 чёрный конь | a8 чёрный слон · b8 чёрный слон · f7 белый ферзь · g6 чёрная пешка · c5 белая ладья · d5 белая пешка · g5 белый слон · d4 белая пешка · e4 чёрный король · g4 чёрная пешка · b3 белый конь · f3 белый конь · a2 белый король · c2 белая пешка · f1 чёрный конь | a8 чёрный слон · b8 чёрный слон · f7 белый ферзь · g6 чёрная пешка · c5 белая ладья · d5 белая пешка · g5 белый слон · d4 белая пешка · e4 чёрный король · g4 чёрная пешка · b3 белый конь · f3 белый конь · a2 белый король · c2 белая пешка · f1 чёрный конь | a8 чёрный слон · b8 чёрный слон · f7 белый ферзь · g6 чёрная пешка · c5 белая ладья · d5 белая пешка · g5 белый слон · d4 белая пешка · e4 чёрный король · g4 чёрная пешка · b3 белый конь · f3 белый конь · a2 белый король · c2 белая пешка · f1 чёрный конь | 5 |
| 4 | a8 чёрный слон · b8 чёрный слон · f7 белый ферзь · g6 чёрная пешка · c5 белая ладья · d5 белая пешка · g5 белый слон · d4 белая пешка · e4 чёрный король · g4 чёрная пешка · b3 белый конь · f3 белый конь · a2 белый король · c2 белая пешка · f1 чёрный конь | a8 чёрный слон · b8 чёрный слон · f7 белый ферзь · g6 чёрная пешка · c5 белая ладья · d5 белая пешка · g5 белый слон · d4 белая пешка · e4 чёрный король · g4 чёрная пешка · b3 белый конь · f3 белый конь · a2 белый король · c2 белая пешка · f1 чёрный конь | a8 чёрный слон · b8 чёрный слон · f7 белый ферзь · g6 чёрная пешка · c5 белая ладья · d5 белая пешка · g5 белый слон · d4 белая пешка · e4 чёрный король · g4 чёрная пешка · b3 белый конь · f3 белый конь · a2 белый король · c2 белая пешка · f1 чёрный конь | a8 чёрный слон · b8 чёрный слон · f7 белый ферзь · g6 чёрная пешка · c5 белая ладья · d5 белая пешка · g5 белый слон · d4 белая пешка · e4 чёрный король · g4 чёрная пешка · b3 белый конь · f3 белый конь · a2 белый король · c2 белая пешка · f1 чёрный конь | a8 чёрный слон · b8 чёрный слон · f7 белый ферзь · g6 чёрная пешка · c5 белая ладья · d5 белая пешка · g5 белый слон · d4 белая пешка · e4 чёрный король · g4 чёрная пешка · b3 белый конь · f3 белый конь · a2 белый король · c2 белая пешка · f1 чёрный конь | a8 чёрный слон · b8 чёрный слон · f7 белый ферзь · g6 чёрная пешка · c5 белая ладья · d5 белая пешка · g5 белый слон · d4 белая пешка · e4 чёрный король · g4 чёрная пешка · b3 белый конь · f3 белый конь · a2 белый король · c2 белая пешка · f1 чёрный конь | a8 чёрный слон · b8 чёрный слон · f7 белый ферзь · g6 чёрная пешка · c5 белая ладья · d5 белая пешка · g5 белый слон · d4 белая пешка · e4 чёрный король · g4 чёрная пешка · b3 белый конь · f3 белый конь · a2 белый король · c2 белая пешка · f1 чёрный конь | a8 чёрный слон · b8 чёрный слон · f7 белый ферзь · g6 чёрная пешка · c5 белая ладья · d5 белая пешка · g5 белый слон · d4 белая пешка · e4 чёрный король · g4 чёрная пешка · b3 белый конь · f3 белый конь · a2 белый король · c2 белая пешка · f1 чёрный конь | 4 |
| 3 | a8 чёрный слон · b8 чёрный слон · f7 белый ферзь · g6 чёрная пешка · c5 белая ладья · d5 белая пешка · g5 белый слон · d4 белая пешка · e4 чёрный король · g4 чёрная пешка · b3 белый конь · f3 белый конь · a2 белый король · c2 белая пешка · f1 чёрный конь | a8 чёрный слон · b8 чёрный слон · f7 белый ферзь · g6 чёрная пешка · c5 белая ладья · d5 белая пешка · g5 белый слон · d4 белая пешка · e4 чёрный король · g4 чёрная пешка · b3 белый конь · f3 белый конь · a2 белый король · c2 белая пешка · f1 чёрный конь | a8 чёрный слон · b8 чёрный слон · f7 белый ферзь · g6 чёрная пешка · c5 белая ладья · d5 белая пешка · g5 белый слон · d4 белая пешка · e4 чёрный король · g4 чёрная пешка · b3 белый конь · f3 белый конь · a2 белый король · c2 белая пешка · f1 чёрный конь | a8 чёрный слон · b8 чёрный слон · f7 белый ферзь · g6 чёрная пешка · c5 белая ладья · d5 белая пешка · g5 белый слон · d4 белая пешка · e4 чёрный король · g4 чёрная пешка · b3 белый конь · f3 белый конь · a2 белый король · c2 белая пешка · f1 чёрный конь | a8 чёрный слон · b8 чёрный слон · f7 белый ферзь · g6 чёрная пешка · c5 белая ладья · d5 белая пешка · g5 белый слон · d4 белая пешка · e4 чёрный король · g4 чёрная пешка · b3 белый конь · f3 белый конь · a2 белый король · c2 белая пешка · f1 чёрный конь | a8 чёрный слон · b8 чёрный слон · f7 белый ферзь · g6 чёрная пешка · c5 белая ладья · d5 белая пешка · g5 белый слон · d4 белая пешка · e4 чёрный король · g4 чёрная пешка · b3 белый конь · f3 белый конь · a2 белый король · c2 белая пешка · f1 чёрный конь | a8 чёрный слон · b8 чёрный слон · f7 белый ферзь · g6 чёрная пешка · c5 белая ладья · d5 белая пешка · g5 белый слон · d4 белая пешка · e4 чёрный король · g4 чёрная пешка · b3 белый конь · f3 белый конь · a2 белый король · c2 белая пешка · f1 чёрный конь | a8 чёрный слон · b8 чёрный слон · f7 белый ферзь · g6 чёрная пешка · c5 белая ладья · d5 белая пешка · g5 белый слон · d4 белая пешка · e4 чёрный король · g4 чёрная пешка · b3 белый конь · f3 белый конь · a2 белый король · c2 белая пешка · f1 чёрный конь | 3 |
| 2 | a8 чёрный слон · b8 чёрный слон · f7 белый ферзь · g6 чёрная пешка · c5 белая ладья · d5 белая пешка · g5 белый слон · d4 белая пешка · e4 чёрный король · g4 чёрная пешка · b3 белый конь · f3 белый конь · a2 белый король · c2 белая пешка · f1 чёрный конь | a8 чёрный слон · b8 чёрный слон · f7 белый ферзь · g6 чёрная пешка · c5 белая ладья · d5 белая пешка · g5 белый слон · d4 белая пешка · e4 чёрный король · g4 чёрная пешка · b3 белый конь · f3 белый конь · a2 белый король · c2 белая пешка · f1 чёрный конь | a8 чёрный слон · b8 чёрный слон · f7 белый ферзь · g6 чёрная пешка · c5 белая ладья · d5 белая пешка · g5 белый слон · d4 белая пешка · e4 чёрный король · g4 чёрная пешка · b3 белый конь · f3 белый конь · a2 белый король · c2 белая пешка · f1 чёрный конь | a8 чёрный слон · b8 чёрный слон · f7 белый ферзь · g6 чёрная пешка · c5 белая ладья · d5 белая пешка · g5 белый слон · d4 белая пешка · e4 чёрный король · g4 чёрная пешка · b3 белый конь · f3 белый конь · a2 белый король · c2 белая пешка · f1 чёрный конь | a8 чёрный слон · b8 чёрный слон · f7 белый ферзь · g6 чёрная пешка · c5 белая ладья · d5 белая пешка · g5 белый слон · d4 белая пешка · e4 чёрный король · g4 чёрная пешка · b3 белый конь · f3 белый конь · a2 белый король · c2 белая пешка · f1 чёрный конь | a8 чёрный слон · b8 чёрный слон · f7 белый ферзь · g6 чёрная пешка · c5 белая ладья · d5 белая пешка · g5 белый слон · d4 белая пешка · e4 чёрный король · g4 чёрная пешка · b3 белый конь · f3 белый конь · a2 белый король · c2 белая пешка · f1 чёрный конь | a8 чёрный слон · b8 чёрный слон · f7 белый ферзь · g6 чёрная пешка · c5 белая ладья · d5 белая пешка · g5 белый слон · d4 белая пешка · e4 чёрный король · g4 чёрная пешка · b3 белый конь · f3 белый конь · a2 белый король · c2 белая пешка · f1 чёрный конь | a8 чёрный слон · b8 чёрный слон · f7 белый ферзь · g6 чёрная пешка · c5 белая ладья · d5 белая пешка · g5 белый слон · d4 белая пешка · e4 чёрный король · g4 чёрная пешка · b3 белый конь · f3 белый конь · a2 белый король · c2 белая пешка · f1 чёрный конь | 2 |
| 1 | a8 чёрный слон · b8 чёрный слон · f7 белый ферзь · g6 чёрная пешка · c5 белая ладья · d5 белая пешка · g5 белый слон · d4 белая пешка · e4 чёрный король · g4 чёрная пешка · b3 белый конь · f3 белый конь · a2 белый король · c2 белая пешка · f1 чёрный конь | a8 чёрный слон · b8 чёрный слон · f7 белый ферзь · g6 чёрная пешка · c5 белая ладья · d5 белая пешка · g5 белый слон · d4 белая пешка · e4 чёрный король · g4 чёрная пешка · b3 белый конь · f3 белый конь · a2 белый король · c2 белая пешка · f1 чёрный конь | a8 чёрный слон · b8 чёрный слон · f7 белый ферзь · g6 чёрная пешка · c5 белая ладья · d5 белая пешка · g5 белый слон · d4 белая пешка · e4 чёрный король · g4 чёрная пешка · b3 белый конь · f3 белый конь · a2 белый король · c2 белая пешка · f1 чёрный конь | a8 чёрный слон · b8 чёрный слон · f7 белый ферзь · g6 чёрная пешка · c5 белая ладья · d5 белая пешка · g5 белый слон · d4 белая пешка · e4 чёрный король · g4 чёрная пешка · b3 белый конь · f3 белый конь · a2 белый король · c2 белая пешка · f1 чёрный конь | a8 чёрный слон · b8 чёрный слон · f7 белый ферзь · g6 чёрная пешка · c5 белая ладья · d5 белая пешка · g5 белый слон · d4 белая пешка · e4 чёрный король · g4 чёрная пешка · b3 белый конь · f3 белый конь · a2 белый король · c2 белая пешка · f1 чёрный конь | a8 чёрный слон · b8 чёрный слон · f7 белый ферзь · g6 чёрная пешка · c5 белая ладья · d5 белая пешка · g5 белый слон · d4 белая пешка · e4 чёрный король · g4 чёрная пешка · b3 белый конь · f3 белый конь · a2 белый король · c2 белая пешка · f1 чёрный конь | a8 чёрный слон · b8 чёрный слон · f7 белый ферзь · g6 чёрная пешка · c5 белая ладья · d5 белая пешка · g5 белый слон · d4 белая пешка · e4 чёрный король · g4 чёрная пешка · b3 белый конь · f3 белый конь · a2 белый король · c2 белая пешка · f1 чёрный конь | a8 чёрный слон · b8 чёрный слон · f7 белый ферзь · g6 чёрная пешка · c5 белая ладья · d5 белая пешка · g5 белый слон · d4 белая пешка · e4 чёрный король · g4 чёрная пешка · b3 белый конь · f3 белый конь · a2 белый король · c2 белая пешка · f1 чёрный конь | 1 |
|   | a | b | c | d | e | f | g | h |   |

Иллюзорная игра:

1...gf (a) 2.Ф:g6# (A)

1...Ca7 (b) 2.Фf4# (B)

1...С:d5 (c) 2.Ф:d5#
Ложный след:

1.Лc3? угроза 2.Kc5#

1...gf (a) 2.Ф:f3#

1...Ca7 (b) 2.Фe6# (C)

1...С:d5 (c) 2.Ф:g6# (A), но 1...Cd6!
Решение:

1.Лc7! (угроза 2.Kc5#)

1...gf (a) 2.Фe6# (C)

1...Ca7 (b) 2.Лe7#

1...С:d5 (c) 2.Фf4# (B)
Циклическое чередование защит и матов, тема Загоруйко.
|   | a | b | c | d | e | f | g | h |   |
| - | --- | --- | --- | --- | --- | --- | --- | --- | - |
| 8 | a8 чёрный слон · b8 чёрный ферзь · c8 белая ладья · d7 белая ладья · c6 белая пешка · f6 чёрный конь · g6 чёрный конь · a5 белая пешка · c5 чёрный король · f5 белый конь · a4 белая пешка · b4 чёрная пешка · h4 чёрная ладья · b3 белая пешка · e3 белая пешка · f3 белый слон · c2 белый король · e2 белый ферзь · e1 белый слон | a8 чёрный слон · b8 чёрный ферзь · c8 белая ладья · d7 белая ладья · c6 белая пешка · f6 чёрный конь · g6 чёрный конь · a5 белая пешка · c5 чёрный король · f5 белый конь · a4 белая пешка · b4 чёрная пешка · h4 чёрная ладья · b3 белая пешка · e3 белая пешка · f3 белый слон · c2 белый король · e2 белый ферзь · e1 белый слон | a8 чёрный слон · b8 чёрный ферзь · c8 белая ладья · d7 белая ладья · c6 белая пешка · f6 чёрный конь · g6 чёрный конь · a5 белая пешка · c5 чёрный король · f5 белый конь · a4 белая пешка · b4 чёрная пешка · h4 чёрная ладья · b3 белая пешка · e3 белая пешка · f3 белый слон · c2 белый король · e2 белый ферзь · e1 белый слон | a8 чёрный слон · b8 чёрный ферзь · c8 белая ладья · d7 белая ладья · c6 белая пешка · f6 чёрный конь · g6 чёрный конь · a5 белая пешка · c5 чёрный король · f5 белый конь · a4 белая пешка · b4 чёрная пешка · h4 чёрная ладья · b3 белая пешка · e3 белая пешка · f3 белый слон · c2 белый король · e2 белый ферзь · e1 белый слон | a8 чёрный слон · b8 чёрный ферзь · c8 белая ладья · d7 белая ладья · c6 белая пешка · f6 чёрный конь · g6 чёрный конь · a5 белая пешка · c5 чёрный король · f5 белый конь · a4 белая пешка · b4 чёрная пешка · h4 чёрная ладья · b3 белая пешка · e3 белая пешка · f3 белый слон · c2 белый король · e2 белый ферзь · e1 белый слон | a8 чёрный слон · b8 чёрный ферзь · c8 белая ладья · d7 белая ладья · c6 белая пешка · f6 чёрный конь · g6 чёрный конь · a5 белая пешка · c5 чёрный король · f5 белый конь · a4 белая пешка · b4 чёрная пешка · h4 чёрная ладья · b3 белая пешка · e3 белая пешка · f3 белый слон · c2 белый король · e2 белый ферзь · e1 белый слон | a8 чёрный слон · b8 чёрный ферзь · c8 белая ладья · d7 белая ладья · c6 белая пешка · f6 чёрный конь · g6 чёрный конь · a5 белая пешка · c5 чёрный король · f5 белый конь · a4 белая пешка · b4 чёрная пешка · h4 чёрная ладья · b3 белая пешка · e3 белая пешка · f3 белый слон · c2 белый король · e2 белый ферзь · e1 белый слон | a8 чёрный слон · b8 чёрный ферзь · c8 белая ладья · d7 белая ладья · c6 белая пешка · f6 чёрный конь · g6 чёрный конь · a5 белая пешка · c5 чёрный король · f5 белый конь · a4 белая пешка · b4 чёрная пешка · h4 чёрная ладья · b3 белая пешка · e3 белая пешка · f3 белый слон · c2 белый король · e2 белый ферзь · e1 белый слон | 8 |
| 7 | a8 чёрный слон · b8 чёрный ферзь · c8 белая ладья · d7 белая ладья · c6 белая пешка · f6 чёрный конь · g6 чёрный конь · a5 белая пешка · c5 чёрный король · f5 белый конь · a4 белая пешка · b4 чёрная пешка · h4 чёрная ладья · b3 белая пешка · e3 белая пешка · f3 белый слон · c2 белый король · e2 белый ферзь · e1 белый слон | a8 чёрный слон · b8 чёрный ферзь · c8 белая ладья · d7 белая ладья · c6 белая пешка · f6 чёрный конь · g6 чёрный конь · a5 белая пешка · c5 чёрный король · f5 белый конь · a4 белая пешка · b4 чёрная пешка · h4 чёрная ладья · b3 белая пешка · e3 белая пешка · f3 белый слон · c2 белый король · e2 белый ферзь · e1 белый слон | a8 чёрный слон · b8 чёрный ферзь · c8 белая ладья · d7 белая ладья · c6 белая пешка · f6 чёрный конь · g6 чёрный конь · a5 белая пешка · c5 чёрный король · f5 белый конь · a4 белая пешка · b4 чёрная пешка · h4 чёрная ладья · b3 белая пешка · e3 белая пешка · f3 белый слон · c2 белый король · e2 белый ферзь · e1 белый слон | a8 чёрный слон · b8 чёрный ферзь · c8 белая ладья · d7 белая ладья · c6 белая пешка · f6 чёрный конь · g6 чёрный конь · a5 белая пешка · c5 чёрный король · f5 белый конь · a4 белая пешка · b4 чёрная пешка · h4 чёрная ладья · b3 белая пешка · e3 белая пешка · f3 белый слон · c2 белый король · e2 белый ферзь · e1 белый слон | a8 чёрный слон · b8 чёрный ферзь · c8 белая ладья · d7 белая ладья · c6 белая пешка · f6 чёрный конь · g6 чёрный конь · a5 белая пешка · c5 чёрный король · f5 белый конь · a4 белая пешка · b4 чёрная пешка · h4 чёрная ладья · b3 белая пешка · e3 белая пешка · f3 белый слон · c2 белый король · e2 белый ферзь · e1 белый слон | a8 чёрный слон · b8 чёрный ферзь · c8 белая ладья · d7 белая ладья · c6 белая пешка · f6 чёрный конь · g6 чёрный конь · a5 белая пешка · c5 чёрный король · f5 белый конь · a4 белая пешка · b4 чёрная пешка · h4 чёрная ладья · b3 белая пешка · e3 белая пешка · f3 белый слон · c2 белый король · e2 белый ферзь · e1 белый слон | a8 чёрный слон · b8 чёрный ферзь · c8 белая ладья · d7 белая ладья · c6 белая пешка · f6 чёрный конь · g6 чёрный конь · a5 белая пешка · c5 чёрный король · f5 белый конь · a4 белая пешка · b4 чёрная пешка · h4 чёрная ладья · b3 белая пешка · e3 белая пешка · f3 белый слон · c2 белый король · e2 белый ферзь · e1 белый слон | a8 чёрный слон · b8 чёрный ферзь · c8 белая ладья · d7 белая ладья · c6 белая пешка · f6 чёрный конь · g6 чёрный конь · a5 белая пешка · c5 чёрный король · f5 белый конь · a4 белая пешка · b4 чёрная пешка · h4 чёрная ладья · b3 белая пешка · e3 белая пешка · f3 белый слон · c2 белый король · e2 белый ферзь · e1 белый слон | 7 |
| 6 | a8 чёрный слон · b8 чёрный ферзь · c8 белая ладья · d7 белая ладья · c6 белая пешка · f6 чёрный конь · g6 чёрный конь · a5 белая пешка · c5 чёрный король · f5 белый конь · a4 белая пешка · b4 чёрная пешка · h4 чёрная ладья · b3 белая пешка · e3 белая пешка · f3 белый слон · c2 белый король · e2 белый ферзь · e1 белый слон | a8 чёрный слон · b8 чёрный ферзь · c8 белая ладья · d7 белая ладья · c6 белая пешка · f6 чёрный конь · g6 чёрный конь · a5 белая пешка · c5 чёрный король · f5 белый конь · a4 белая пешка · b4 чёрная пешка · h4 чёрная ладья · b3 белая пешка · e3 белая пешка · f3 белый слон · c2 белый король · e2 белый ферзь · e1 белый слон | a8 чёрный слон · b8 чёрный ферзь · c8 белая ладья · d7 белая ладья · c6 белая пешка · f6 чёрный конь · g6 чёрный конь · a5 белая пешка · c5 чёрный король · f5 белый конь · a4 белая пешка · b4 чёрная пешка · h4 чёрная ладья · b3 белая пешка · e3 белая пешка · f3 белый слон · c2 белый король · e2 белый ферзь · e1 белый слон | a8 чёрный слон · b8 чёрный ферзь · c8 белая ладья · d7 белая ладья · c6 белая пешка · f6 чёрный конь · g6 чёрный конь · a5 белая пешка · c5 чёрный король · f5 белый конь · a4 белая пешка · b4 чёрная пешка · h4 чёрная ладья · b3 белая пешка · e3 белая пешка · f3 белый слон · c2 белый король · e2 белый ферзь · e1 белый слон | a8 чёрный слон · b8 чёрный ферзь · c8 белая ладья · d7 белая ладья · c6 белая пешка · f6 чёрный конь · g6 чёрный конь · a5 белая пешка · c5 чёрный король · f5 белый конь · a4 белая пешка · b4 чёрная пешка · h4 чёрная ладья · b3 белая пешка · e3 белая пешка · f3 белый слон · c2 белый король · e2 белый ферзь · e1 белый слон | a8 чёрный слон · b8 чёрный ферзь · c8 белая ладья · d7 белая ладья · c6 белая пешка · f6 чёрный конь · g6 чёрный конь · a5 белая пешка · c5 чёрный король · f5 белый конь · a4 белая пешка · b4 чёрная пешка · h4 чёрная ладья · b3 белая пешка · e3 белая пешка · f3 белый слон · c2 белый король · e2 белый ферзь · e1 белый слон | a8 чёрный слон · b8 чёрный ферзь · c8 белая ладья · d7 белая ладья · c6 белая пешка · f6 чёрный конь · g6 чёрный конь · a5 белая пешка · c5 чёрный король · f5 белый конь · a4 белая пешка · b4 чёрная пешка · h4 чёрная ладья · b3 белая пешка · e3 белая пешка · f3 белый слон · c2 белый король · e2 белый ферзь · e1 белый слон | a8 чёрный слон · b8 чёрный ферзь · c8 белая ладья · d7 белая ладья · c6 белая пешка · f6 чёрный конь · g6 чёрный конь · a5 белая пешка · c5 чёрный король · f5 белый конь · a4 белая пешка · b4 чёрная пешка · h4 чёрная ладья · b3 белая пешка · e3 белая пешка · f3 белый слон · c2 белый король · e2 белый ферзь · e1 белый слон | 6 |
| 5 | a8 чёрный слон · b8 чёрный ферзь · c8 белая ладья · d7 белая ладья · c6 белая пешка · f6 чёрный конь · g6 чёрный конь · a5 белая пешка · c5 чёрный король · f5 белый конь · a4 белая пешка · b4 чёрная пешка · h4 чёрная ладья · b3 белая пешка · e3 белая пешка · f3 белый слон · c2 белый король · e2 белый ферзь · e1 белый слон | a8 чёрный слон · b8 чёрный ферзь · c8 белая ладья · d7 белая ладья · c6 белая пешка · f6 чёрный конь · g6 чёрный конь · a5 белая пешка · c5 чёрный король · f5 белый конь · a4 белая пешка · b4 чёрная пешка · h4 чёрная ладья · b3 белая пешка · e3 белая пешка · f3 белый слон · c2 белый король · e2 белый ферзь · e1 белый слон | a8 чёрный слон · b8 чёрный ферзь · c8 белая ладья · d7 белая ладья · c6 белая пешка · f6 чёрный конь · g6 чёрный конь · a5 белая пешка · c5 чёрный король · f5 белый конь · a4 белая пешка · b4 чёрная пешка · h4 чёрная ладья · b3 белая пешка · e3 белая пешка · f3 белый слон · c2 белый король · e2 белый ферзь · e1 белый слон | a8 чёрный слон · b8 чёрный ферзь · c8 белая ладья · d7 белая ладья · c6 белая пешка · f6 чёрный конь · g6 чёрный конь · a5 белая пешка · c5 чёрный король · f5 белый конь · a4 белая пешка · b4 чёрная пешка · h4 чёрная ладья · b3 белая пешка · e3 белая пешка · f3 белый слон · c2 белый король · e2 белый ферзь · e1 белый слон | a8 чёрный слон · b8 чёрный ферзь · c8 белая ладья · d7 белая ладья · c6 белая пешка · f6 чёрный конь · g6 чёрный конь · a5 белая пешка · c5 чёрный король · f5 белый конь · a4 белая пешка · b4 чёрная пешка · h4 чёрная ладья · b3 белая пешка · e3 белая пешка · f3 белый слон · c2 белый король · e2 белый ферзь · e1 белый слон | a8 чёрный слон · b8 чёрный ферзь · c8 белая ладья · d7 белая ладья · c6 белая пешка · f6 чёрный конь · g6 чёрный конь · a5 белая пешка · c5 чёрный король · f5 белый конь · a4 белая пешка · b4 чёрная пешка · h4 чёрная ладья · b3 белая пешка · e3 белая пешка · f3 белый слон · c2 белый король · e2 белый ферзь · e1 белый слон | a8 чёрный слон · b8 чёрный ферзь · c8 белая ладья · d7 белая ладья · c6 белая пешка · f6 чёрный конь · g6 чёрный конь · a5 белая пешка · c5 чёрный король · f5 белый конь · a4 белая пешка · b4 чёрная пешка · h4 чёрная ладья · b3 белая пешка · e3 белая пешка · f3 белый слон · c2 белый король · e2 белый ферзь · e1 белый слон | a8 чёрный слон · b8 чёрный ферзь · c8 белая ладья · d7 белая ладья · c6 белая пешка · f6 чёрный конь · g6 чёрный конь · a5 белая пешка · c5 чёрный король · f5 белый конь · a4 белая пешка · b4 чёрная пешка · h4 чёрная ладья · b3 белая пешка · e3 белая пешка · f3 белый слон · c2 белый король · e2 белый ферзь · e1 белый слон | 5 |
| 4 | a8 чёрный слон · b8 чёрный ферзь · c8 белая ладья · d7 белая ладья · c6 белая пешка · f6 чёрный конь · g6 чёрный конь · a5 белая пешка · c5 чёрный король · f5 белый конь · a4 белая пешка · b4 чёрная пешка · h4 чёрная ладья · b3 белая пешка · e3 белая пешка · f3 белый слон · c2 белый король · e2 белый ферзь · e1 белый слон | a8 чёрный слон · b8 чёрный ферзь · c8 белая ладья · d7 белая ладья · c6 белая пешка · f6 чёрный конь · g6 чёрный конь · a5 белая пешка · c5 чёрный король · f5 белый конь · a4 белая пешка · b4 чёрная пешка · h4 чёрная ладья · b3 белая пешка · e3 белая пешка · f3 белый слон · c2 белый король · e2 белый ферзь · e1 белый слон | a8 чёрный слон · b8 чёрный ферзь · c8 белая ладья · d7 белая ладья · c6 белая пешка · f6 чёрный конь · g6 чёрный конь · a5 белая пешка · c5 чёрный король · f5 белый конь · a4 белая пешка · b4 чёрная пешка · h4 чёрная ладья · b3 белая пешка · e3 белая пешка · f3 белый слон · c2 белый король · e2 белый ферзь · e1 белый слон | a8 чёрный слон · b8 чёрный ферзь · c8 белая ладья · d7 белая ладья · c6 белая пешка · f6 чёрный конь · g6 чёрный конь · a5 белая пешка · c5 чёрный король · f5 белый конь · a4 белая пешка · b4 чёрная пешка · h4 чёрная ладья · b3 белая пешка · e3 белая пешка · f3 белый слон · c2 белый король · e2 белый ферзь · e1 белый слон | a8 чёрный слон · b8 чёрный ферзь · c8 белая ладья · d7 белая ладья · c6 белая пешка · f6 чёрный конь · g6 чёрный конь · a5 белая пешка · c5 чёрный король · f5 белый конь · a4 белая пешка · b4 чёрная пешка · h4 чёрная ладья · b3 белая пешка · e3 белая пешка · f3 белый слон · c2 белый король · e2 белый ферзь · e1 белый слон | a8 чёрный слон · b8 чёрный ферзь · c8 белая ладья · d7 белая ладья · c6 белая пешка · f6 чёрный конь · g6 чёрный конь · a5 белая пешка · c5 чёрный король · f5 белый конь · a4 белая пешка · b4 чёрная пешка · h4 чёрная ладья · b3 белая пешка · e3 белая пешка · f3 белый слон · c2 белый король · e2 белый ферзь · e1 белый слон | a8 чёрный слон · b8 чёрный ферзь · c8 белая ладья · d7 белая ладья · c6 белая пешка · f6 чёрный конь · g6 чёрный конь · a5 белая пешка · c5 чёрный король · f5 белый конь · a4 белая пешка · b4 чёрная пешка · h4 чёрная ладья · b3 белая пешка · e3 белая пешка · f3 белый слон · c2 белый король · e2 белый ферзь · e1 белый слон | a8 чёрный слон · b8 чёрный ферзь · c8 белая ладья · d7 белая ладья · c6 белая пешка · f6 чёрный конь · g6 чёрный конь · a5 белая пешка · c5 чёрный король · f5 белый конь · a4 белая пешка · b4 чёрная пешка · h4 чёрная ладья · b3 белая пешка · e3 белая пешка · f3 белый слон · c2 белый король · e2 белый ферзь · e1 белый слон | 4 |
| 3 | a8 чёрный слон · b8 чёрный ферзь · c8 белая ладья · d7 белая ладья · c6 белая пешка · f6 чёрный конь · g6 чёрный конь · a5 белая пешка · c5 чёрный король · f5 белый конь · a4 белая пешка · b4 чёрная пешка · h4 чёрная ладья · b3 белая пешка · e3 белая пешка · f3 белый слон · c2 белый король · e2 белый ферзь · e1 белый слон | a8 чёрный слон · b8 чёрный ферзь · c8 белая ладья · d7 белая ладья · c6 белая пешка · f6 чёрный конь · g6 чёрный конь · a5 белая пешка · c5 чёрный король · f5 белый конь · a4 белая пешка · b4 чёрная пешка · h4 чёрная ладья · b3 белая пешка · e3 белая пешка · f3 белый слон · c2 белый король · e2 белый ферзь · e1 белый слон | a8 чёрный слон · b8 чёрный ферзь · c8 белая ладья · d7 белая ладья · c6 белая пешка · f6 чёрный конь · g6 чёрный конь · a5 белая пешка · c5 чёрный король · f5 белый конь · a4 белая пешка · b4 чёрная пешка · h4 чёрная ладья · b3 белая пешка · e3 белая пешка · f3 белый слон · c2 белый король · e2 белый ферзь · e1 белый слон | a8 чёрный слон · b8 чёрный ферзь · c8 белая ладья · d7 белая ладья · c6 белая пешка · f6 чёрный конь · g6 чёрный конь · a5 белая пешка · c5 чёрный король · f5 белый конь · a4 белая пешка · b4 чёрная пешка · h4 чёрная ладья · b3 белая пешка · e3 белая пешка · f3 белый слон · c2 белый король · e2 белый ферзь · e1 белый слон | a8 чёрный слон · b8 чёрный ферзь · c8 белая ладья · d7 белая ладья · c6 белая пешка · f6 чёрный конь · g6 чёрный конь · a5 белая пешка · c5 чёрный король · f5 белый конь · a4 белая пешка · b4 чёрная пешка · h4 чёрная ладья · b3 белая пешка · e3 белая пешка · f3 белый слон · c2 белый король · e2 белый ферзь · e1 белый слон | a8 чёрный слон · b8 чёрный ферзь · c8 белая ладья · d7 белая ладья · c6 белая пешка · f6 чёрный конь · g6 чёрный конь · a5 белая пешка · c5 чёрный король · f5 белый конь · a4 белая пешка · b4 чёрная пешка · h4 чёрная ладья · b3 белая пешка · e3 белая пешка · f3 белый слон · c2 белый король · e2 белый ферзь · e1 белый слон | a8 чёрный слон · b8 чёрный ферзь · c8 белая ладья · d7 белая ладья · c6 белая пешка · f6 чёрный конь · g6 чёрный конь · a5 белая пешка · c5 чёрный король · f5 белый конь · a4 белая пешка · b4 чёрная пешка · h4 чёрная ладья · b3 белая пешка · e3 белая пешка · f3 белый слон · c2 белый король · e2 белый ферзь · e1 белый слон | a8 чёрный слон · b8 чёрный ферзь · c8 белая ладья · d7 белая ладья · c6 белая пешка · f6 чёрный конь · g6 чёрный конь · a5 белая пешка · c5 чёрный король · f5 белый конь · a4 белая пешка · b4 чёрная пешка · h4 чёрная ладья · b3 белая пешка · e3 белая пешка · f3 белый слон · c2 белый король · e2 белый ферзь · e1 белый слон | 3 |
| 2 | a8 чёрный слон · b8 чёрный ферзь · c8 белая ладья · d7 белая ладья · c6 белая пешка · f6 чёрный конь · g6 чёрный конь · a5 белая пешка · c5 чёрный король · f5 белый конь · a4 белая пешка · b4 чёрная пешка · h4 чёрная ладья · b3 белая пешка · e3 белая пешка · f3 белый слон · c2 белый король · e2 белый ферзь · e1 белый слон | a8 чёрный слон · b8 чёрный ферзь · c8 белая ладья · d7 белая ладья · c6 белая пешка · f6 чёрный конь · g6 чёрный конь · a5 белая пешка · c5 чёрный король · f5 белый конь · a4 белая пешка · b4 чёрная пешка · h4 чёрная ладья · b3 белая пешка · e3 белая пешка · f3 белый слон · c2 белый король · e2 белый ферзь · e1 белый слон | a8 чёрный слон · b8 чёрный ферзь · c8 белая ладья · d7 белая ладья · c6 белая пешка · f6 чёрный конь · g6 чёрный конь · a5 белая пешка · c5 чёрный король · f5 белый конь · a4 белая пешка · b4 чёрная пешка · h4 чёрная ладья · b3 белая пешка · e3 белая пешка · f3 белый слон · c2 белый король · e2 белый ферзь · e1 белый слон | a8 чёрный слон · b8 чёрный ферзь · c8 белая ладья · d7 белая ладья · c6 белая пешка · f6 чёрный конь · g6 чёрный конь · a5 белая пешка · c5 чёрный король · f5 белый конь · a4 белая пешка · b4 чёрная пешка · h4 чёрная ладья · b3 белая пешка · e3 белая пешка · f3 белый слон · c2 белый король · e2 белый ферзь · e1 белый слон | a8 чёрный слон · b8 чёрный ферзь · c8 белая ладья · d7 белая ладья · c6 белая пешка · f6 чёрный конь · g6 чёрный конь · a5 белая пешка · c5 чёрный король · f5 белый конь · a4 белая пешка · b4 чёрная пешка · h4 чёрная ладья · b3 белая пешка · e3 белая пешка · f3 белый слон · c2 белый король · e2 белый ферзь · e1 белый слон | a8 чёрный слон · b8 чёрный ферзь · c8 белая ладья · d7 белая ладья · c6 белая пешка · f6 чёрный конь · g6 чёрный конь · a5 белая пешка · c5 чёрный король · f5 белый конь · a4 белая пешка · b4 чёрная пешка · h4 чёрная ладья · b3 белая пешка · e3 белая пешка · f3 белый слон · c2 белый король · e2 белый ферзь · e1 белый слон | a8 чёрный слон · b8 чёрный ферзь · c8 белая ладья · d7 белая ладья · c6 белая пешка · f6 чёрный конь · g6 чёрный конь · a5 белая пешка · c5 чёрный король · f5 белый конь · a4 белая пешка · b4 чёрная пешка · h4 чёрная ладья · b3 белая пешка · e3 белая пешка · f3 белый слон · c2 белый король · e2 белый ферзь · e1 белый слон | a8 чёрный слон · b8 чёрный ферзь · c8 белая ладья · d7 белая ладья · c6 белая пешка · f6 чёрный конь · g6 чёрный конь · a5 белая пешка · c5 чёрный король · f5 белый конь · a4 белая пешка · b4 чёрная пешка · h4 чёрная ладья · b3 белая пешка · e3 белая пешка · f3 белый слон · c2 белый король · e2 белый ферзь · e1 белый слон | 2 |
| 1 | a8 чёрный слон · b8 чёрный ферзь · c8 белая ладья · d7 белая ладья · c6 белая пешка · f6 чёрный конь · g6 чёрный конь · a5 белая пешка · c5 чёрный король · f5 белый конь · a4 белая пешка · b4 чёрная пешка · h4 чёрная ладья · b3 белая пешка · e3 белая пешка · f3 белый слон · c2 белый король · e2 белый ферзь · e1 белый слон | a8 чёрный слон · b8 чёрный ферзь · c8 белая ладья · d7 белая ладья · c6 белая пешка · f6 чёрный конь · g6 чёрный конь · a5 белая пешка · c5 чёрный король · f5 белый конь · a4 белая пешка · b4 чёрная пешка · h4 чёрная ладья · b3 белая пешка · e3 белая пешка · f3 белый слон · c2 белый король · e2 белый ферзь · e1 белый слон | a8 чёрный слон · b8 чёрный ферзь · c8 белая ладья · d7 белая ладья · c6 белая пешка · f6 чёрный конь · g6 чёрный конь · a5 белая пешка · c5 чёрный король · f5 белый конь · a4 белая пешка · b4 чёрная пешка · h4 чёрная ладья · b3 белая пешка · e3 белая пешка · f3 белый слон · c2 белый король · e2 белый ферзь · e1 белый слон | a8 чёрный слон · b8 чёрный ферзь · c8 белая ладья · d7 белая ладья · c6 белая пешка · f6 чёрный конь · g6 чёрный конь · a5 белая пешка · c5 чёрный король · f5 белый конь · a4 белая пешка · b4 чёрная пешка · h4 чёрная ладья · b3 белая пешка · e3 белая пешка · f3 белый слон · c2 белый король · e2 белый ферзь · e1 белый слон | a8 чёрный слон · b8 чёрный ферзь · c8 белая ладья · d7 белая ладья · c6 белая пешка · f6 чёрный конь · g6 чёрный конь · a5 белая пешка · c5 чёрный король · f5 белый конь · a4 белая пешка · b4 чёрная пешка · h4 чёрная ладья · b3 белая пешка · e3 белая пешка · f3 белый слон · c2 белый король · e2 белый ферзь · e1 белый слон | a8 чёрный слон · b8 чёрный ферзь · c8 белая ладья · d7 белая ладья · c6 белая пешка · f6 чёрный конь · g6 чёрный конь · a5 белая пешка · c5 чёрный король · f5 белый конь · a4 белая пешка · b4 чёрная пешка · h4 чёрная ладья · b3 белая пешка · e3 белая пешка · f3 белый слон · c2 белый король · e2 белый ферзь · e1 белый слон | a8 чёрный слон · b8 чёрный ферзь · c8 белая ладья · d7 белая ладья · c6 белая пешка · f6 чёрный конь · g6 чёрный конь · a5 белая пешка · c5 чёрный король · f5 белый конь · a4 белая пешка · b4 чёрная пешка · h4 чёрная ладья · b3 белая пешка · e3 белая пешка · f3 белый слон · c2 белый король · e2 белый ферзь · e1 белый слон | a8 чёрный слон · b8 чёрный ферзь · c8 белая ладья · d7 белая ладья · c6 белая пешка · f6 чёрный конь · g6 чёрный конь · a5 белая пешка · c5 чёрный король · f5 белый конь · a4 белая пешка · b4 чёрная пешка · h4 чёрная ладья · b3 белая пешка · e3 белая пешка · f3 белый слон · c2 белый король · e2 белый ферзь · e1 белый слон | 1 |
|   | a | b | c | d | e | f | g | h |   |

1.Cf2? угроза 2.e4#

1...Фh2 (a) 2.Фb5# (A)

1...Лh2 (b) 2.Фc4# (B), но 1...Лe4!
1.Лd4? угроза 2.Фc4# (B)

1...Фh2 (a) 2.C:b4# (C)

1...Лh2 (b) 2.Лc4#

1...Л:d4 2.ed#, но 1...Ke5!
1.Лb7! угроза 2.Фb5# (A)

1...Фh2 (a) 2.Лb5#

1...Лh2 (b) 2.C:b4# (C)

1...Ф:b7 2.cb#
Темы Загоруйко, Домбровскиса, Ханнелиуса.

### Трёхходовые задачи
|   | a | b | c | d | e | f | g | h |   |
| - | --- | --- | --- | --- | --- | --- | --- | --- | - |
| 8 | g7 чёрный конь · c6 белый конь · e6 чёрный конь · f5 белая ладья · h5 чёрный ферзь · c4 белый король · d4 чёрная пешка · e4 чёрный король · f4 чёрная пешка · g4 белый слон · h4 чёрная пешка · d3 белый конь · h3 белая ладья · e2 белая пешка · h2 белый ферзь · c1 чёрный слон · d1 чёрная ладья · f1 чёрная ладья | g7 чёрный конь · c6 белый конь · e6 чёрный конь · f5 белая ладья · h5 чёрный ферзь · c4 белый король · d4 чёрная пешка · e4 чёрный король · f4 чёрная пешка · g4 белый слон · h4 чёрная пешка · d3 белый конь · h3 белая ладья · e2 белая пешка · h2 белый ферзь · c1 чёрный слон · d1 чёрная ладья · f1 чёрная ладья | g7 чёрный конь · c6 белый конь · e6 чёрный конь · f5 белая ладья · h5 чёрный ферзь · c4 белый король · d4 чёрная пешка · e4 чёрный король · f4 чёрная пешка · g4 белый слон · h4 чёрная пешка · d3 белый конь · h3 белая ладья · e2 белая пешка · h2 белый ферзь · c1 чёрный слон · d1 чёрная ладья · f1 чёрная ладья | g7 чёрный конь · c6 белый конь · e6 чёрный конь · f5 белая ладья · h5 чёрный ферзь · c4 белый король · d4 чёрная пешка · e4 чёрный король · f4 чёрная пешка · g4 белый слон · h4 чёрная пешка · d3 белый конь · h3 белая ладья · e2 белая пешка · h2 белый ферзь · c1 чёрный слон · d1 чёрная ладья · f1 чёрная ладья | g7 чёрный конь · c6 белый конь · e6 чёрный конь · f5 белая ладья · h5 чёрный ферзь · c4 белый король · d4 чёрная пешка · e4 чёрный король · f4 чёрная пешка · g4 белый слон · h4 чёрная пешка · d3 белый конь · h3 белая ладья · e2 белая пешка · h2 белый ферзь · c1 чёрный слон · d1 чёрная ладья · f1 чёрная ладья | g7 чёрный конь · c6 белый конь · e6 чёрный конь · f5 белая ладья · h5 чёрный ферзь · c4 белый король · d4 чёрная пешка · e4 чёрный король · f4 чёрная пешка · g4 белый слон · h4 чёрная пешка · d3 белый конь · h3 белая ладья · e2 белая пешка · h2 белый ферзь · c1 чёрный слон · d1 чёрная ладья · f1 чёрная ладья | g7 чёрный конь · c6 белый конь · e6 чёрный конь · f5 белая ладья · h5 чёрный ферзь · c4 белый король · d4 чёрная пешка · e4 чёрный король · f4 чёрная пешка · g4 белый слон · h4 чёрная пешка · d3 белый конь · h3 белая ладья · e2 белая пешка · h2 белый ферзь · c1 чёрный слон · d1 чёрная ладья · f1 чёрная ладья | g7 чёрный конь · c6 белый конь · e6 чёрный конь · f5 белая ладья · h5 чёрный ферзь · c4 белый король · d4 чёрная пешка · e4 чёрный король · f4 чёрная пешка · g4 белый слон · h4 чёрная пешка · d3 белый конь · h3 белая ладья · e2 белая пешка · h2 белый ферзь · c1 чёрный слон · d1 чёрная ладья · f1 чёрная ладья | 8 |
| 7 | g7 чёрный конь · c6 белый конь · e6 чёрный конь · f5 белая ладья · h5 чёрный ферзь · c4 белый король · d4 чёрная пешка · e4 чёрный король · f4 чёрная пешка · g4 белый слон · h4 чёрная пешка · d3 белый конь · h3 белая ладья · e2 белая пешка · h2 белый ферзь · c1 чёрный слон · d1 чёрная ладья · f1 чёрная ладья | g7 чёрный конь · c6 белый конь · e6 чёрный конь · f5 белая ладья · h5 чёрный ферзь · c4 белый король · d4 чёрная пешка · e4 чёрный король · f4 чёрная пешка · g4 белый слон · h4 чёрная пешка · d3 белый конь · h3 белая ладья · e2 белая пешка · h2 белый ферзь · c1 чёрный слон · d1 чёрная ладья · f1 чёрная ладья | g7 чёрный конь · c6 белый конь · e6 чёрный конь · f5 белая ладья · h5 чёрный ферзь · c4 белый король · d4 чёрная пешка · e4 чёрный король · f4 чёрная пешка · g4 белый слон · h4 чёрная пешка · d3 белый конь · h3 белая ладья · e2 белая пешка · h2 белый ферзь · c1 чёрный слон · d1 чёрная ладья · f1 чёрная ладья | g7 чёрный конь · c6 белый конь · e6 чёрный конь · f5 белая ладья · h5 чёрный ферзь · c4 белый король · d4 чёрная пешка · e4 чёрный король · f4 чёрная пешка · g4 белый слон · h4 чёрная пешка · d3 белый конь · h3 белая ладья · e2 белая пешка · h2 белый ферзь · c1 чёрный слон · d1 чёрная ладья · f1 чёрная ладья | g7 чёрный конь · c6 белый конь · e6 чёрный конь · f5 белая ладья · h5 чёрный ферзь · c4 белый король · d4 чёрная пешка · e4 чёрный король · f4 чёрная пешка · g4 белый слон · h4 чёрная пешка · d3 белый конь · h3 белая ладья · e2 белая пешка · h2 белый ферзь · c1 чёрный слон · d1 чёрная ладья · f1 чёрная ладья | g7 чёрный конь · c6 белый конь · e6 чёрный конь · f5 белая ладья · h5 чёрный ферзь · c4 белый король · d4 чёрная пешка · e4 чёрный король · f4 чёрная пешка · g4 белый слон · h4 чёрная пешка · d3 белый конь · h3 белая ладья · e2 белая пешка · h2 белый ферзь · c1 чёрный слон · d1 чёрная ладья · f1 чёрная ладья | g7 чёрный конь · c6 белый конь · e6 чёрный конь · f5 белая ладья · h5 чёрный ферзь · c4 белый король · d4 чёрная пешка · e4 чёрный король · f4 чёрная пешка · g4 белый слон · h4 чёрная пешка · d3 белый конь · h3 белая ладья · e2 белая пешка · h2 белый ферзь · c1 чёрный слон · d1 чёрная ладья · f1 чёрная ладья | g7 чёрный конь · c6 белый конь · e6 чёрный конь · f5 белая ладья · h5 чёрный ферзь · c4 белый король · d4 чёрная пешка · e4 чёрный король · f4 чёрная пешка · g4 белый слон · h4 чёрная пешка · d3 белый конь · h3 белая ладья · e2 белая пешка · h2 белый ферзь · c1 чёрный слон · d1 чёрная ладья · f1 чёрная ладья | 7 |
| 6 | g7 чёрный конь · c6 белый конь · e6 чёрный конь · f5 белая ладья · h5 чёрный ферзь · c4 белый король · d4 чёрная пешка · e4 чёрный король · f4 чёрная пешка · g4 белый слон · h4 чёрная пешка · d3 белый конь · h3 белая ладья · e2 белая пешка · h2 белый ферзь · c1 чёрный слон · d1 чёрная ладья · f1 чёрная ладья | g7 чёрный конь · c6 белый конь · e6 чёрный конь · f5 белая ладья · h5 чёрный ферзь · c4 белый король · d4 чёрная пешка · e4 чёрный король · f4 чёрная пешка · g4 белый слон · h4 чёрная пешка · d3 белый конь · h3 белая ладья · e2 белая пешка · h2 белый ферзь · c1 чёрный слон · d1 чёрная ладья · f1 чёрная ладья | g7 чёрный конь · c6 белый конь · e6 чёрный конь · f5 белая ладья · h5 чёрный ферзь · c4 белый король · d4 чёрная пешка · e4 чёрный король · f4 чёрная пешка · g4 белый слон · h4 чёрная пешка · d3 белый конь · h3 белая ладья · e2 белая пешка · h2 белый ферзь · c1 чёрный слон · d1 чёрная ладья · f1 чёрная ладья | g7 чёрный конь · c6 белый конь · e6 чёрный конь · f5 белая ладья · h5 чёрный ферзь · c4 белый король · d4 чёрная пешка · e4 чёрный король · f4 чёрная пешка · g4 белый слон · h4 чёрная пешка · d3 белый конь · h3 белая ладья · e2 белая пешка · h2 белый ферзь · c1 чёрный слон · d1 чёрная ладья · f1 чёрная ладья | g7 чёрный конь · c6 белый конь · e6 чёрный конь · f5 белая ладья · h5 чёрный ферзь · c4 белый король · d4 чёрная пешка · e4 чёрный король · f4 чёрная пешка · g4 белый слон · h4 чёрная пешка · d3 белый конь · h3 белая ладья · e2 белая пешка · h2 белый ферзь · c1 чёрный слон · d1 чёрная ладья · f1 чёрная ладья | g7 чёрный конь · c6 белый конь · e6 чёрный конь · f5 белая ладья · h5 чёрный ферзь · c4 белый король · d4 чёрная пешка · e4 чёрный король · f4 чёрная пешка · g4 белый слон · h4 чёрная пешка · d3 белый конь · h3 белая ладья · e2 белая пешка · h2 белый ферзь · c1 чёрный слон · d1 чёрная ладья · f1 чёрная ладья | g7 чёрный конь · c6 белый конь · e6 чёрный конь · f5 белая ладья · h5 чёрный ферзь · c4 белый король · d4 чёрная пешка · e4 чёрный король · f4 чёрная пешка · g4 белый слон · h4 чёрная пешка · d3 белый конь · h3 белая ладья · e2 белая пешка · h2 белый ферзь · c1 чёрный слон · d1 чёрная ладья · f1 чёрная ладья | g7 чёрный конь · c6 белый конь · e6 чёрный конь · f5 белая ладья · h5 чёрный ферзь · c4 белый король · d4 чёрная пешка · e4 чёрный король · f4 чёрная пешка · g4 белый слон · h4 чёрная пешка · d3 белый конь · h3 белая ладья · e2 белая пешка · h2 белый ферзь · c1 чёрный слон · d1 чёрная ладья · f1 чёрная ладья | 6 |
| 5 | g7 чёрный конь · c6 белый конь · e6 чёрный конь · f5 белая ладья · h5 чёрный ферзь · c4 белый король · d4 чёрная пешка · e4 чёрный король · f4 чёрная пешка · g4 белый слон · h4 чёрная пешка · d3 белый конь · h3 белая ладья · e2 белая пешка · h2 белый ферзь · c1 чёрный слон · d1 чёрная ладья · f1 чёрная ладья | g7 чёрный конь · c6 белый конь · e6 чёрный конь · f5 белая ладья · h5 чёрный ферзь · c4 белый король · d4 чёрная пешка · e4 чёрный король · f4 чёрная пешка · g4 белый слон · h4 чёрная пешка · d3 белый конь · h3 белая ладья · e2 белая пешка · h2 белый ферзь · c1 чёрный слон · d1 чёрная ладья · f1 чёрная ладья | g7 чёрный конь · c6 белый конь · e6 чёрный конь · f5 белая ладья · h5 чёрный ферзь · c4 белый король · d4 чёрная пешка · e4 чёрный король · f4 чёрная пешка · g4 белый слон · h4 чёрная пешка · d3 белый конь · h3 белая ладья · e2 белая пешка · h2 белый ферзь · c1 чёрный слон · d1 чёрная ладья · f1 чёрная ладья | g7 чёрный конь · c6 белый конь · e6 чёрный конь · f5 белая ладья · h5 чёрный ферзь · c4 белый король · d4 чёрная пешка · e4 чёрный король · f4 чёрная пешка · g4 белый слон · h4 чёрная пешка · d3 белый конь · h3 белая ладья · e2 белая пешка · h2 белый ферзь · c1 чёрный слон · d1 чёрная ладья · f1 чёрная ладья | g7 чёрный конь · c6 белый конь · e6 чёрный конь · f5 белая ладья · h5 чёрный ферзь · c4 белый король · d4 чёрная пешка · e4 чёрный король · f4 чёрная пешка · g4 белый слон · h4 чёрная пешка · d3 белый конь · h3 белая ладья · e2 белая пешка · h2 белый ферзь · c1 чёрный слон · d1 чёрная ладья · f1 чёрная ладья | g7 чёрный конь · c6 белый конь · e6 чёрный конь · f5 белая ладья · h5 чёрный ферзь · c4 белый король · d4 чёрная пешка · e4 чёрный король · f4 чёрная пешка · g4 белый слон · h4 чёрная пешка · d3 белый конь · h3 белая ладья · e2 белая пешка · h2 белый ферзь · c1 чёрный слон · d1 чёрная ладья · f1 чёрная ладья | g7 чёрный конь · c6 белый конь · e6 чёрный конь · f5 белая ладья · h5 чёрный ферзь · c4 белый король · d4 чёрная пешка · e4 чёрный король · f4 чёрная пешка · g4 белый слон · h4 чёрная пешка · d3 белый конь · h3 белая ладья · e2 белая пешка · h2 белый ферзь · c1 чёрный слон · d1 чёрная ладья · f1 чёрная ладья | g7 чёрный конь · c6 белый конь · e6 чёрный конь · f5 белая ладья · h5 чёрный ферзь · c4 белый король · d4 чёрная пешка · e4 чёрный король · f4 чёрная пешка · g4 белый слон · h4 чёрная пешка · d3 белый конь · h3 белая ладья · e2 белая пешка · h2 белый ферзь · c1 чёрный слон · d1 чёрная ладья · f1 чёрная ладья | 5 |
| 4 | g7 чёрный конь · c6 белый конь · e6 чёрный конь · f5 белая ладья · h5 чёрный ферзь · c4 белый король · d4 чёрная пешка · e4 чёрный король · f4 чёрная пешка · g4 белый слон · h4 чёрная пешка · d3 белый конь · h3 белая ладья · e2 белая пешка · h2 белый ферзь · c1 чёрный слон · d1 чёрная ладья · f1 чёрная ладья | g7 чёрный конь · c6 белый конь · e6 чёрный конь · f5 белая ладья · h5 чёрный ферзь · c4 белый король · d4 чёрная пешка · e4 чёрный король · f4 чёрная пешка · g4 белый слон · h4 чёрная пешка · d3 белый конь · h3 белая ладья · e2 белая пешка · h2 белый ферзь · c1 чёрный слон · d1 чёрная ладья · f1 чёрная ладья | g7 чёрный конь · c6 белый конь · e6 чёрный конь · f5 белая ладья · h5 чёрный ферзь · c4 белый король · d4 чёрная пешка · e4 чёрный король · f4 чёрная пешка · g4 белый слон · h4 чёрная пешка · d3 белый конь · h3 белая ладья · e2 белая пешка · h2 белый ферзь · c1 чёрный слон · d1 чёрная ладья · f1 чёрная ладья | g7 чёрный конь · c6 белый конь · e6 чёрный конь · f5 белая ладья · h5 чёрный ферзь · c4 белый король · d4 чёрная пешка · e4 чёрный король · f4 чёрная пешка · g4 белый слон · h4 чёрная пешка · d3 белый конь · h3 белая ладья · e2 белая пешка · h2 белый ферзь · c1 чёрный слон · d1 чёрная ладья · f1 чёрная ладья | g7 чёрный конь · c6 белый конь · e6 чёрный конь · f5 белая ладья · h5 чёрный ферзь · c4 белый король · d4 чёрная пешка · e4 чёрный король · f4 чёрная пешка · g4 белый слон · h4 чёрная пешка · d3 белый конь · h3 белая ладья · e2 белая пешка · h2 белый ферзь · c1 чёрный слон · d1 чёрная ладья · f1 чёрная ладья | g7 чёрный конь · c6 белый конь · e6 чёрный конь · f5 белая ладья · h5 чёрный ферзь · c4 белый король · d4 чёрная пешка · e4 чёрный король · f4 чёрная пешка · g4 белый слон · h4 чёрная пешка · d3 белый конь · h3 белая ладья · e2 белая пешка · h2 белый ферзь · c1 чёрный слон · d1 чёрная ладья · f1 чёрная ладья | g7 чёрный конь · c6 белый конь · e6 чёрный конь · f5 белая ладья · h5 чёрный ферзь · c4 белый король · d4 чёрная пешка · e4 чёрный король · f4 чёрная пешка · g4 белый слон · h4 чёрная пешка · d3 белый конь · h3 белая ладья · e2 белая пешка · h2 белый ферзь · c1 чёрный слон · d1 чёрная ладья · f1 чёрная ладья | g7 чёрный конь · c6 белый конь · e6 чёрный конь · f5 белая ладья · h5 чёрный ферзь · c4 белый король · d4 чёрная пешка · e4 чёрный король · f4 чёрная пешка · g4 белый слон · h4 чёрная пешка · d3 белый конь · h3 белая ладья · e2 белая пешка · h2 белый ферзь · c1 чёрный слон · d1 чёрная ладья · f1 чёрная ладья | 4 |
| 3 | g7 чёрный конь · c6 белый конь · e6 чёрный конь · f5 белая ладья · h5 чёрный ферзь · c4 белый король · d4 чёрная пешка · e4 чёрный король · f4 чёрная пешка · g4 белый слон · h4 чёрная пешка · d3 белый конь · h3 белая ладья · e2 белая пешка · h2 белый ферзь · c1 чёрный слон · d1 чёрная ладья · f1 чёрная ладья | g7 чёрный конь · c6 белый конь · e6 чёрный конь · f5 белая ладья · h5 чёрный ферзь · c4 белый король · d4 чёрная пешка · e4 чёрный король · f4 чёрная пешка · g4 белый слон · h4 чёрная пешка · d3 белый конь · h3 белая ладья · e2 белая пешка · h2 белый ферзь · c1 чёрный слон · d1 чёрная ладья · f1 чёрная ладья | g7 чёрный конь · c6 белый конь · e6 чёрный конь · f5 белая ладья · h5 чёрный ферзь · c4 белый король · d4 чёрная пешка · e4 чёрный король · f4 чёрная пешка · g4 белый слон · h4 чёрная пешка · d3 белый конь · h3 белая ладья · e2 белая пешка · h2 белый ферзь · c1 чёрный слон · d1 чёрная ладья · f1 чёрная ладья | g7 чёрный конь · c6 белый конь · e6 чёрный конь · f5 белая ладья · h5 чёрный ферзь · c4 белый король · d4 чёрная пешка · e4 чёрный король · f4 чёрная пешка · g4 белый слон · h4 чёрная пешка · d3 белый конь · h3 белая ладья · e2 белая пешка · h2 белый ферзь · c1 чёрный слон · d1 чёрная ладья · f1 чёрная ладья | g7 чёрный конь · c6 белый конь · e6 чёрный конь · f5 белая ладья · h5 чёрный ферзь · c4 белый король · d4 чёрная пешка · e4 чёрный король · f4 чёрная пешка · g4 белый слон · h4 чёрная пешка · d3 белый конь · h3 белая ладья · e2 белая пешка · h2 белый ферзь · c1 чёрный слон · d1 чёрная ладья · f1 чёрная ладья | g7 чёрный конь · c6 белый конь · e6 чёрный конь · f5 белая ладья · h5 чёрный ферзь · c4 белый король · d4 чёрная пешка · e4 чёрный король · f4 чёрная пешка · g4 белый слон · h4 чёрная пешка · d3 белый конь · h3 белая ладья · e2 белая пешка · h2 белый ферзь · c1 чёрный слон · d1 чёрная ладья · f1 чёрная ладья | g7 чёрный конь · c6 белый конь · e6 чёрный конь · f5 белая ладья · h5 чёрный ферзь · c4 белый король · d4 чёрная пешка · e4 чёрный король · f4 чёрная пешка · g4 белый слон · h4 чёрная пешка · d3 белый конь · h3 белая ладья · e2 белая пешка · h2 белый ферзь · c1 чёрный слон · d1 чёрная ладья · f1 чёрная ладья | g7 чёрный конь · c6 белый конь · e6 чёрный конь · f5 белая ладья · h5 чёрный ферзь · c4 белый король · d4 чёрная пешка · e4 чёрный король · f4 чёрная пешка · g4 белый слон · h4 чёрная пешка · d3 белый конь · h3 белая ладья · e2 белая пешка · h2 белый ферзь · c1 чёрный слон · d1 чёрная ладья · f1 чёрная ладья | 3 |
| 2 | g7 чёрный конь · c6 белый конь · e6 чёрный конь · f5 белая ладья · h5 чёрный ферзь · c4 белый король · d4 чёрная пешка · e4 чёрный король · f4 чёрная пешка · g4 белый слон · h4 чёрная пешка · d3 белый конь · h3 белая ладья · e2 белая пешка · h2 белый ферзь · c1 чёрный слон · d1 чёрная ладья · f1 чёрная ладья | g7 чёрный конь · c6 белый конь · e6 чёрный конь · f5 белая ладья · h5 чёрный ферзь · c4 белый король · d4 чёрная пешка · e4 чёрный король · f4 чёрная пешка · g4 белый слон · h4 чёрная пешка · d3 белый конь · h3 белая ладья · e2 белая пешка · h2 белый ферзь · c1 чёрный слон · d1 чёрная ладья · f1 чёрная ладья | g7 чёрный конь · c6 белый конь · e6 чёрный конь · f5 белая ладья · h5 чёрный ферзь · c4 белый король · d4 чёрная пешка · e4 чёрный король · f4 чёрная пешка · g4 белый слон · h4 чёрная пешка · d3 белый конь · h3 белая ладья · e2 белая пешка · h2 белый ферзь · c1 чёрный слон · d1 чёрная ладья · f1 чёрная ладья | g7 чёрный конь · c6 белый конь · e6 чёрный конь · f5 белая ладья · h5 чёрный ферзь · c4 белый король · d4 чёрная пешка · e4 чёрный король · f4 чёрная пешка · g4 белый слон · h4 чёрная пешка · d3 белый конь · h3 белая ладья · e2 белая пешка · h2 белый ферзь · c1 чёрный слон · d1 чёрная ладья · f1 чёрная ладья | g7 чёрный конь · c6 белый конь · e6 чёрный конь · f5 белая ладья · h5 чёрный ферзь · c4 белый король · d4 чёрная пешка · e4 чёрный король · f4 чёрная пешка · g4 белый слон · h4 чёрная пешка · d3 белый конь · h3 белая ладья · e2 белая пешка · h2 белый ферзь · c1 чёрный слон · d1 чёрная ладья · f1 чёрная ладья | g7 чёрный конь · c6 белый конь · e6 чёрный конь · f5 белая ладья · h5 чёрный ферзь · c4 белый король · d4 чёрная пешка · e4 чёрный король · f4 чёрная пешка · g4 белый слон · h4 чёрная пешка · d3 белый конь · h3 белая ладья · e2 белая пешка · h2 белый ферзь · c1 чёрный слон · d1 чёрная ладья · f1 чёрная ладья | g7 чёрный конь · c6 белый конь · e6 чёрный конь · f5 белая ладья · h5 чёрный ферзь · c4 белый король · d4 чёрная пешка · e4 чёрный король · f4 чёрная пешка · g4 белый слон · h4 чёрная пешка · d3 белый конь · h3 белая ладья · e2 белая пешка · h2 белый ферзь · c1 чёрный слон · d1 чёрная ладья · f1 чёрная ладья | g7 чёрный конь · c6 белый конь · e6 чёрный конь · f5 белая ладья · h5 чёрный ферзь · c4 белый король · d4 чёрная пешка · e4 чёрный король · f4 чёрная пешка · g4 белый слон · h4 чёрная пешка · d3 белый конь · h3 белая ладья · e2 белая пешка · h2 белый ферзь · c1 чёрный слон · d1 чёрная ладья · f1 чёрная ладья | 2 |
| 1 | g7 чёрный конь · c6 белый конь · e6 чёрный конь · f5 белая ладья · h5 чёрный ферзь · c4 белый король · d4 чёрная пешка · e4 чёрный король · f4 чёрная пешка · g4 белый слон · h4 чёрная пешка · d3 белый конь · h3 белая ладья · e2 белая пешка · h2 белый ферзь · c1 чёрный слон · d1 чёрная ладья · f1 чёрная ладья | g7 чёрный конь · c6 белый конь · e6 чёрный конь · f5 белая ладья · h5 чёрный ферзь · c4 белый король · d4 чёрная пешка · e4 чёрный король · f4 чёрная пешка · g4 белый слон · h4 чёрная пешка · d3 белый конь · h3 белая ладья · e2 белая пешка · h2 белый ферзь · c1 чёрный слон · d1 чёрная ладья · f1 чёрная ладья | g7 чёрный конь · c6 белый конь · e6 чёрный конь · f5 белая ладья · h5 чёрный ферзь · c4 белый король · d4 чёрная пешка · e4 чёрный король · f4 чёрная пешка · g4 белый слон · h4 чёрная пешка · d3 белый конь · h3 белая ладья · e2 белая пешка · h2 белый ферзь · c1 чёрный слон · d1 чёрная ладья · f1 чёрная ладья | g7 чёрный конь · c6 белый конь · e6 чёрный конь · f5 белая ладья · h5 чёрный ферзь · c4 белый король · d4 чёрная пешка · e4 чёрный король · f4 чёрная пешка · g4 белый слон · h4 чёрная пешка · d3 белый конь · h3 белая ладья · e2 белая пешка · h2 белый ферзь · c1 чёрный слон · d1 чёрная ладья · f1 чёрная ладья | g7 чёрный конь · c6 белый конь · e6 чёрный конь · f5 белая ладья · h5 чёрный ферзь · c4 белый король · d4 чёрная пешка · e4 чёрный король · f4 чёрная пешка · g4 белый слон · h4 чёрная пешка · d3 белый конь · h3 белая ладья · e2 белая пешка · h2 белый ферзь · c1 чёрный слон · d1 чёрная ладья · f1 чёрная ладья | g7 чёрный конь · c6 белый конь · e6 чёрный конь · f5 белая ладья · h5 чёрный ферзь · c4 белый король · d4 чёрная пешка · e4 чёрный король · f4 чёрная пешка · g4 белый слон · h4 чёрная пешка · d3 белый конь · h3 белая ладья · e2 белая пешка · h2 белый ферзь · c1 чёрный слон · d1 чёрная ладья · f1 чёрная ладья | g7 чёрный конь · c6 белый конь · e6 чёрный конь · f5 белая ладья · h5 чёрный ферзь · c4 белый король · d4 чёрная пешка · e4 чёрный король · f4 чёрная пешка · g4 белый слон · h4 чёрная пешка · d3 белый конь · h3 белая ладья · e2 белая пешка · h2 белый ферзь · c1 чёрный слон · d1 чёрная ладья · f1 чёрная ладья | g7 чёрный конь · c6 белый конь · e6 чёрный конь · f5 белая ладья · h5 чёрный ферзь · c4 белый король · d4 чёрная пешка · e4 чёрный король · f4 чёрная пешка · g4 белый слон · h4 чёрная пешка · d3 белый конь · h3 белая ладья · e2 белая пешка · h2 белый ферзь · c1 чёрный слон · d1 чёрная ладья · f1 чёрная ладья | 1 |
|   | a | b | c | d | e | f | g | h |   |

1.Фf2! угроза 2.Ф:d4+ (A) K:d4 3.Kc5# (B)

1...Cb2 2.Kc5+ (B) K:c5 3.Л:f4# (C)

1...Ca3 2.Л:f4+ (C) K:f4 3.Ф:d4# (A)
(1...Сe3 2.Фf3+ Л:f3 3.ef#

1...K:f5 2.Cf3+ Ф:f3 3.ef#)
Циклическое чередование вторых и третьих ходов белых.
|   | a | b | c | d | e | f | g | h |   |
| - | --- | --- | --- | --- | --- | --- | --- | --- | - |
| 8 | d7 белый ферзь · f7 чёрная пешка · g7 чёрная пешка · h7 белый слон · b6 чёрный слон · c6 белая ладья · f6 белая пешка · g6 белый конь · h6 чёрная пешка · b5 чёрная ладья · e5 чёрная пешка · e4 чёрный король · f4 белый слон · h4 белый король · a3 чёрный конь · f3 белый конь · g3 белая ладья · a2 чёрная ладья · e2 чёрная пешка · g2 белая пешка · h2 чёрный конь · b1 чёрный ферзь | d7 белый ферзь · f7 чёрная пешка · g7 чёрная пешка · h7 белый слон · b6 чёрный слон · c6 белая ладья · f6 белая пешка · g6 белый конь · h6 чёрная пешка · b5 чёрная ладья · e5 чёрная пешка · e4 чёрный король · f4 белый слон · h4 белый король · a3 чёрный конь · f3 белый конь · g3 белая ладья · a2 чёрная ладья · e2 чёрная пешка · g2 белая пешка · h2 чёрный конь · b1 чёрный ферзь | d7 белый ферзь · f7 чёрная пешка · g7 чёрная пешка · h7 белый слон · b6 чёрный слон · c6 белая ладья · f6 белая пешка · g6 белый конь · h6 чёрная пешка · b5 чёрная ладья · e5 чёрная пешка · e4 чёрный король · f4 белый слон · h4 белый король · a3 чёрный конь · f3 белый конь · g3 белая ладья · a2 чёрная ладья · e2 чёрная пешка · g2 белая пешка · h2 чёрный конь · b1 чёрный ферзь | d7 белый ферзь · f7 чёрная пешка · g7 чёрная пешка · h7 белый слон · b6 чёрный слон · c6 белая ладья · f6 белая пешка · g6 белый конь · h6 чёрная пешка · b5 чёрная ладья · e5 чёрная пешка · e4 чёрный король · f4 белый слон · h4 белый король · a3 чёрный конь · f3 белый конь · g3 белая ладья · a2 чёрная ладья · e2 чёрная пешка · g2 белая пешка · h2 чёрный конь · b1 чёрный ферзь | d7 белый ферзь · f7 чёрная пешка · g7 чёрная пешка · h7 белый слон · b6 чёрный слон · c6 белая ладья · f6 белая пешка · g6 белый конь · h6 чёрная пешка · b5 чёрная ладья · e5 чёрная пешка · e4 чёрный король · f4 белый слон · h4 белый король · a3 чёрный конь · f3 белый конь · g3 белая ладья · a2 чёрная ладья · e2 чёрная пешка · g2 белая пешка · h2 чёрный конь · b1 чёрный ферзь | d7 белый ферзь · f7 чёрная пешка · g7 чёрная пешка · h7 белый слон · b6 чёрный слон · c6 белая ладья · f6 белая пешка · g6 белый конь · h6 чёрная пешка · b5 чёрная ладья · e5 чёрная пешка · e4 чёрный король · f4 белый слон · h4 белый король · a3 чёрный конь · f3 белый конь · g3 белая ладья · a2 чёрная ладья · e2 чёрная пешка · g2 белая пешка · h2 чёрный конь · b1 чёрный ферзь | d7 белый ферзь · f7 чёрная пешка · g7 чёрная пешка · h7 белый слон · b6 чёрный слон · c6 белая ладья · f6 белая пешка · g6 белый конь · h6 чёрная пешка · b5 чёрная ладья · e5 чёрная пешка · e4 чёрный король · f4 белый слон · h4 белый король · a3 чёрный конь · f3 белый конь · g3 белая ладья · a2 чёрная ладья · e2 чёрная пешка · g2 белая пешка · h2 чёрный конь · b1 чёрный ферзь | d7 белый ферзь · f7 чёрная пешка · g7 чёрная пешка · h7 белый слон · b6 чёрный слон · c6 белая ладья · f6 белая пешка · g6 белый конь · h6 чёрная пешка · b5 чёрная ладья · e5 чёрная пешка · e4 чёрный король · f4 белый слон · h4 белый король · a3 чёрный конь · f3 белый конь · g3 белая ладья · a2 чёрная ладья · e2 чёрная пешка · g2 белая пешка · h2 чёрный конь · b1 чёрный ферзь | 8 |
| 7 | d7 белый ферзь · f7 чёрная пешка · g7 чёрная пешка · h7 белый слон · b6 чёрный слон · c6 белая ладья · f6 белая пешка · g6 белый конь · h6 чёрная пешка · b5 чёрная ладья · e5 чёрная пешка · e4 чёрный король · f4 белый слон · h4 белый король · a3 чёрный конь · f3 белый конь · g3 белая ладья · a2 чёрная ладья · e2 чёрная пешка · g2 белая пешка · h2 чёрный конь · b1 чёрный ферзь | d7 белый ферзь · f7 чёрная пешка · g7 чёрная пешка · h7 белый слон · b6 чёрный слон · c6 белая ладья · f6 белая пешка · g6 белый конь · h6 чёрная пешка · b5 чёрная ладья · e5 чёрная пешка · e4 чёрный король · f4 белый слон · h4 белый король · a3 чёрный конь · f3 белый конь · g3 белая ладья · a2 чёрная ладья · e2 чёрная пешка · g2 белая пешка · h2 чёрный конь · b1 чёрный ферзь | d7 белый ферзь · f7 чёрная пешка · g7 чёрная пешка · h7 белый слон · b6 чёрный слон · c6 белая ладья · f6 белая пешка · g6 белый конь · h6 чёрная пешка · b5 чёрная ладья · e5 чёрная пешка · e4 чёрный король · f4 белый слон · h4 белый король · a3 чёрный конь · f3 белый конь · g3 белая ладья · a2 чёрная ладья · e2 чёрная пешка · g2 белая пешка · h2 чёрный конь · b1 чёрный ферзь | d7 белый ферзь · f7 чёрная пешка · g7 чёрная пешка · h7 белый слон · b6 чёрный слон · c6 белая ладья · f6 белая пешка · g6 белый конь · h6 чёрная пешка · b5 чёрная ладья · e5 чёрная пешка · e4 чёрный король · f4 белый слон · h4 белый король · a3 чёрный конь · f3 белый конь · g3 белая ладья · a2 чёрная ладья · e2 чёрная пешка · g2 белая пешка · h2 чёрный конь · b1 чёрный ферзь | d7 белый ферзь · f7 чёрная пешка · g7 чёрная пешка · h7 белый слон · b6 чёрный слон · c6 белая ладья · f6 белая пешка · g6 белый конь · h6 чёрная пешка · b5 чёрная ладья · e5 чёрная пешка · e4 чёрный король · f4 белый слон · h4 белый король · a3 чёрный конь · f3 белый конь · g3 белая ладья · a2 чёрная ладья · e2 чёрная пешка · g2 белая пешка · h2 чёрный конь · b1 чёрный ферзь | d7 белый ферзь · f7 чёрная пешка · g7 чёрная пешка · h7 белый слон · b6 чёрный слон · c6 белая ладья · f6 белая пешка · g6 белый конь · h6 чёрная пешка · b5 чёрная ладья · e5 чёрная пешка · e4 чёрный король · f4 белый слон · h4 белый король · a3 чёрный конь · f3 белый конь · g3 белая ладья · a2 чёрная ладья · e2 чёрная пешка · g2 белая пешка · h2 чёрный конь · b1 чёрный ферзь | d7 белый ферзь · f7 чёрная пешка · g7 чёрная пешка · h7 белый слон · b6 чёрный слон · c6 белая ладья · f6 белая пешка · g6 белый конь · h6 чёрная пешка · b5 чёрная ладья · e5 чёрная пешка · e4 чёрный король · f4 белый слон · h4 белый король · a3 чёрный конь · f3 белый конь · g3 белая ладья · a2 чёрная ладья · e2 чёрная пешка · g2 белая пешка · h2 чёрный конь · b1 чёрный ферзь | d7 белый ферзь · f7 чёрная пешка · g7 чёрная пешка · h7 белый слон · b6 чёрный слон · c6 белая ладья · f6 белая пешка · g6 белый конь · h6 чёрная пешка · b5 чёрная ладья · e5 чёрная пешка · e4 чёрный король · f4 белый слон · h4 белый король · a3 чёрный конь · f3 белый конь · g3 белая ладья · a2 чёрная ладья · e2 чёрная пешка · g2 белая пешка · h2 чёрный конь · b1 чёрный ферзь | 7 |
| 6 | d7 белый ферзь · f7 чёрная пешка · g7 чёрная пешка · h7 белый слон · b6 чёрный слон · c6 белая ладья · f6 белая пешка · g6 белый конь · h6 чёрная пешка · b5 чёрная ладья · e5 чёрная пешка · e4 чёрный король · f4 белый слон · h4 белый король · a3 чёрный конь · f3 белый конь · g3 белая ладья · a2 чёрная ладья · e2 чёрная пешка · g2 белая пешка · h2 чёрный конь · b1 чёрный ферзь | d7 белый ферзь · f7 чёрная пешка · g7 чёрная пешка · h7 белый слон · b6 чёрный слон · c6 белая ладья · f6 белая пешка · g6 белый конь · h6 чёрная пешка · b5 чёрная ладья · e5 чёрная пешка · e4 чёрный король · f4 белый слон · h4 белый король · a3 чёрный конь · f3 белый конь · g3 белая ладья · a2 чёрная ладья · e2 чёрная пешка · g2 белая пешка · h2 чёрный конь · b1 чёрный ферзь | d7 белый ферзь · f7 чёрная пешка · g7 чёрная пешка · h7 белый слон · b6 чёрный слон · c6 белая ладья · f6 белая пешка · g6 белый конь · h6 чёрная пешка · b5 чёрная ладья · e5 чёрная пешка · e4 чёрный король · f4 белый слон · h4 белый король · a3 чёрный конь · f3 белый конь · g3 белая ладья · a2 чёрная ладья · e2 чёрная пешка · g2 белая пешка · h2 чёрный конь · b1 чёрный ферзь | d7 белый ферзь · f7 чёрная пешка · g7 чёрная пешка · h7 белый слон · b6 чёрный слон · c6 белая ладья · f6 белая пешка · g6 белый конь · h6 чёрная пешка · b5 чёрная ладья · e5 чёрная пешка · e4 чёрный король · f4 белый слон · h4 белый король · a3 чёрный конь · f3 белый конь · g3 белая ладья · a2 чёрная ладья · e2 чёрная пешка · g2 белая пешка · h2 чёрный конь · b1 чёрный ферзь | d7 белый ферзь · f7 чёрная пешка · g7 чёрная пешка · h7 белый слон · b6 чёрный слон · c6 белая ладья · f6 белая пешка · g6 белый конь · h6 чёрная пешка · b5 чёрная ладья · e5 чёрная пешка · e4 чёрный король · f4 белый слон · h4 белый король · a3 чёрный конь · f3 белый конь · g3 белая ладья · a2 чёрная ладья · e2 чёрная пешка · g2 белая пешка · h2 чёрный конь · b1 чёрный ферзь | d7 белый ферзь · f7 чёрная пешка · g7 чёрная пешка · h7 белый слон · b6 чёрный слон · c6 белая ладья · f6 белая пешка · g6 белый конь · h6 чёрная пешка · b5 чёрная ладья · e5 чёрная пешка · e4 чёрный король · f4 белый слон · h4 белый король · a3 чёрный конь · f3 белый конь · g3 белая ладья · a2 чёрная ладья · e2 чёрная пешка · g2 белая пешка · h2 чёрный конь · b1 чёрный ферзь | d7 белый ферзь · f7 чёрная пешка · g7 чёрная пешка · h7 белый слон · b6 чёрный слон · c6 белая ладья · f6 белая пешка · g6 белый конь · h6 чёрная пешка · b5 чёрная ладья · e5 чёрная пешка · e4 чёрный король · f4 белый слон · h4 белый король · a3 чёрный конь · f3 белый конь · g3 белая ладья · a2 чёрная ладья · e2 чёрная пешка · g2 белая пешка · h2 чёрный конь · b1 чёрный ферзь | d7 белый ферзь · f7 чёрная пешка · g7 чёрная пешка · h7 белый слон · b6 чёрный слон · c6 белая ладья · f6 белая пешка · g6 белый конь · h6 чёрная пешка · b5 чёрная ладья · e5 чёрная пешка · e4 чёрный король · f4 белый слон · h4 белый король · a3 чёрный конь · f3 белый конь · g3 белая ладья · a2 чёрная ладья · e2 чёрная пешка · g2 белая пешка · h2 чёрный конь · b1 чёрный ферзь | 6 |
| 5 | d7 белый ферзь · f7 чёрная пешка · g7 чёрная пешка · h7 белый слон · b6 чёрный слон · c6 белая ладья · f6 белая пешка · g6 белый конь · h6 чёрная пешка · b5 чёрная ладья · e5 чёрная пешка · e4 чёрный король · f4 белый слон · h4 белый король · a3 чёрный конь · f3 белый конь · g3 белая ладья · a2 чёрная ладья · e2 чёрная пешка · g2 белая пешка · h2 чёрный конь · b1 чёрный ферзь | d7 белый ферзь · f7 чёрная пешка · g7 чёрная пешка · h7 белый слон · b6 чёрный слон · c6 белая ладья · f6 белая пешка · g6 белый конь · h6 чёрная пешка · b5 чёрная ладья · e5 чёрная пешка · e4 чёрный король · f4 белый слон · h4 белый король · a3 чёрный конь · f3 белый конь · g3 белая ладья · a2 чёрная ладья · e2 чёрная пешка · g2 белая пешка · h2 чёрный конь · b1 чёрный ферзь | d7 белый ферзь · f7 чёрная пешка · g7 чёрная пешка · h7 белый слон · b6 чёрный слон · c6 белая ладья · f6 белая пешка · g6 белый конь · h6 чёрная пешка · b5 чёрная ладья · e5 чёрная пешка · e4 чёрный король · f4 белый слон · h4 белый король · a3 чёрный конь · f3 белый конь · g3 белая ладья · a2 чёрная ладья · e2 чёрная пешка · g2 белая пешка · h2 чёрный конь · b1 чёрный ферзь | d7 белый ферзь · f7 чёрная пешка · g7 чёрная пешка · h7 белый слон · b6 чёрный слон · c6 белая ладья · f6 белая пешка · g6 белый конь · h6 чёрная пешка · b5 чёрная ладья · e5 чёрная пешка · e4 чёрный король · f4 белый слон · h4 белый король · a3 чёрный конь · f3 белый конь · g3 белая ладья · a2 чёрная ладья · e2 чёрная пешка · g2 белая пешка · h2 чёрный конь · b1 чёрный ферзь | d7 белый ферзь · f7 чёрная пешка · g7 чёрная пешка · h7 белый слон · b6 чёрный слон · c6 белая ладья · f6 белая пешка · g6 белый конь · h6 чёрная пешка · b5 чёрная ладья · e5 чёрная пешка · e4 чёрный король · f4 белый слон · h4 белый король · a3 чёрный конь · f3 белый конь · g3 белая ладья · a2 чёрная ладья · e2 чёрная пешка · g2 белая пешка · h2 чёрный конь · b1 чёрный ферзь | d7 белый ферзь · f7 чёрная пешка · g7 чёрная пешка · h7 белый слон · b6 чёрный слон · c6 белая ладья · f6 белая пешка · g6 белый конь · h6 чёрная пешка · b5 чёрная ладья · e5 чёрная пешка · e4 чёрный король · f4 белый слон · h4 белый король · a3 чёрный конь · f3 белый конь · g3 белая ладья · a2 чёрная ладья · e2 чёрная пешка · g2 белая пешка · h2 чёрный конь · b1 чёрный ферзь | d7 белый ферзь · f7 чёрная пешка · g7 чёрная пешка · h7 белый слон · b6 чёрный слон · c6 белая ладья · f6 белая пешка · g6 белый конь · h6 чёрная пешка · b5 чёрная ладья · e5 чёрная пешка · e4 чёрный король · f4 белый слон · h4 белый король · a3 чёрный конь · f3 белый конь · g3 белая ладья · a2 чёрная ладья · e2 чёрная пешка · g2 белая пешка · h2 чёрный конь · b1 чёрный ферзь | d7 белый ферзь · f7 чёрная пешка · g7 чёрная пешка · h7 белый слон · b6 чёрный слон · c6 белая ладья · f6 белая пешка · g6 белый конь · h6 чёрная пешка · b5 чёрная ладья · e5 чёрная пешка · e4 чёрный король · f4 белый слон · h4 белый король · a3 чёрный конь · f3 белый конь · g3 белая ладья · a2 чёрная ладья · e2 чёрная пешка · g2 белая пешка · h2 чёрный конь · b1 чёрный ферзь | 5 |
| 4 | d7 белый ферзь · f7 чёрная пешка · g7 чёрная пешка · h7 белый слон · b6 чёрный слон · c6 белая ладья · f6 белая пешка · g6 белый конь · h6 чёрная пешка · b5 чёрная ладья · e5 чёрная пешка · e4 чёрный король · f4 белый слон · h4 белый король · a3 чёрный конь · f3 белый конь · g3 белая ладья · a2 чёрная ладья · e2 чёрная пешка · g2 белая пешка · h2 чёрный конь · b1 чёрный ферзь | d7 белый ферзь · f7 чёрная пешка · g7 чёрная пешка · h7 белый слон · b6 чёрный слон · c6 белая ладья · f6 белая пешка · g6 белый конь · h6 чёрная пешка · b5 чёрная ладья · e5 чёрная пешка · e4 чёрный король · f4 белый слон · h4 белый король · a3 чёрный конь · f3 белый конь · g3 белая ладья · a2 чёрная ладья · e2 чёрная пешка · g2 белая пешка · h2 чёрный конь · b1 чёрный ферзь | d7 белый ферзь · f7 чёрная пешка · g7 чёрная пешка · h7 белый слон · b6 чёрный слон · c6 белая ладья · f6 белая пешка · g6 белый конь · h6 чёрная пешка · b5 чёрная ладья · e5 чёрная пешка · e4 чёрный король · f4 белый слон · h4 белый король · a3 чёрный конь · f3 белый конь · g3 белая ладья · a2 чёрная ладья · e2 чёрная пешка · g2 белая пешка · h2 чёрный конь · b1 чёрный ферзь | d7 белый ферзь · f7 чёрная пешка · g7 чёрная пешка · h7 белый слон · b6 чёрный слон · c6 белая ладья · f6 белая пешка · g6 белый конь · h6 чёрная пешка · b5 чёрная ладья · e5 чёрная пешка · e4 чёрный король · f4 белый слон · h4 белый король · a3 чёрный конь · f3 белый конь · g3 белая ладья · a2 чёрная ладья · e2 чёрная пешка · g2 белая пешка · h2 чёрный конь · b1 чёрный ферзь | d7 белый ферзь · f7 чёрная пешка · g7 чёрная пешка · h7 белый слон · b6 чёрный слон · c6 белая ладья · f6 белая пешка · g6 белый конь · h6 чёрная пешка · b5 чёрная ладья · e5 чёрная пешка · e4 чёрный король · f4 белый слон · h4 белый король · a3 чёрный конь · f3 белый конь · g3 белая ладья · a2 чёрная ладья · e2 чёрная пешка · g2 белая пешка · h2 чёрный конь · b1 чёрный ферзь | d7 белый ферзь · f7 чёрная пешка · g7 чёрная пешка · h7 белый слон · b6 чёрный слон · c6 белая ладья · f6 белая пешка · g6 белый конь · h6 чёрная пешка · b5 чёрная ладья · e5 чёрная пешка · e4 чёрный король · f4 белый слон · h4 белый король · a3 чёрный конь · f3 белый конь · g3 белая ладья · a2 чёрная ладья · e2 чёрная пешка · g2 белая пешка · h2 чёрный конь · b1 чёрный ферзь | d7 белый ферзь · f7 чёрная пешка · g7 чёрная пешка · h7 белый слон · b6 чёрный слон · c6 белая ладья · f6 белая пешка · g6 белый конь · h6 чёрная пешка · b5 чёрная ладья · e5 чёрная пешка · e4 чёрный король · f4 белый слон · h4 белый король · a3 чёрный конь · f3 белый конь · g3 белая ладья · a2 чёрная ладья · e2 чёрная пешка · g2 белая пешка · h2 чёрный конь · b1 чёрный ферзь | d7 белый ферзь · f7 чёрная пешка · g7 чёрная пешка · h7 белый слон · b6 чёрный слон · c6 белая ладья · f6 белая пешка · g6 белый конь · h6 чёрная пешка · b5 чёрная ладья · e5 чёрная пешка · e4 чёрный король · f4 белый слон · h4 белый король · a3 чёрный конь · f3 белый конь · g3 белая ладья · a2 чёрная ладья · e2 чёрная пешка · g2 белая пешка · h2 чёрный конь · b1 чёрный ферзь | 4 |
| 3 | d7 белый ферзь · f7 чёрная пешка · g7 чёрная пешка · h7 белый слон · b6 чёрный слон · c6 белая ладья · f6 белая пешка · g6 белый конь · h6 чёрная пешка · b5 чёрная ладья · e5 чёрная пешка · e4 чёрный король · f4 белый слон · h4 белый король · a3 чёрный конь · f3 белый конь · g3 белая ладья · a2 чёрная ладья · e2 чёрная пешка · g2 белая пешка · h2 чёрный конь · b1 чёрный ферзь | d7 белый ферзь · f7 чёрная пешка · g7 чёрная пешка · h7 белый слон · b6 чёрный слон · c6 белая ладья · f6 белая пешка · g6 белый конь · h6 чёрная пешка · b5 чёрная ладья · e5 чёрная пешка · e4 чёрный король · f4 белый слон · h4 белый король · a3 чёрный конь · f3 белый конь · g3 белая ладья · a2 чёрная ладья · e2 чёрная пешка · g2 белая пешка · h2 чёрный конь · b1 чёрный ферзь | d7 белый ферзь · f7 чёрная пешка · g7 чёрная пешка · h7 белый слон · b6 чёрный слон · c6 белая ладья · f6 белая пешка · g6 белый конь · h6 чёрная пешка · b5 чёрная ладья · e5 чёрная пешка · e4 чёрный король · f4 белый слон · h4 белый король · a3 чёрный конь · f3 белый конь · g3 белая ладья · a2 чёрная ладья · e2 чёрная пешка · g2 белая пешка · h2 чёрный конь · b1 чёрный ферзь | d7 белый ферзь · f7 чёрная пешка · g7 чёрная пешка · h7 белый слон · b6 чёрный слон · c6 белая ладья · f6 белая пешка · g6 белый конь · h6 чёрная пешка · b5 чёрная ладья · e5 чёрная пешка · e4 чёрный король · f4 белый слон · h4 белый король · a3 чёрный конь · f3 белый конь · g3 белая ладья · a2 чёрная ладья · e2 чёрная пешка · g2 белая пешка · h2 чёрный конь · b1 чёрный ферзь | d7 белый ферзь · f7 чёрная пешка · g7 чёрная пешка · h7 белый слон · b6 чёрный слон · c6 белая ладья · f6 белая пешка · g6 белый конь · h6 чёрная пешка · b5 чёрная ладья · e5 чёрная пешка · e4 чёрный король · f4 белый слон · h4 белый король · a3 чёрный конь · f3 белый конь · g3 белая ладья · a2 чёрная ладья · e2 чёрная пешка · g2 белая пешка · h2 чёрный конь · b1 чёрный ферзь | d7 белый ферзь · f7 чёрная пешка · g7 чёрная пешка · h7 белый слон · b6 чёрный слон · c6 белая ладья · f6 белая пешка · g6 белый конь · h6 чёрная пешка · b5 чёрная ладья · e5 чёрная пешка · e4 чёрный король · f4 белый слон · h4 белый король · a3 чёрный конь · f3 белый конь · g3 белая ладья · a2 чёрная ладья · e2 чёрная пешка · g2 белая пешка · h2 чёрный конь · b1 чёрный ферзь | d7 белый ферзь · f7 чёрная пешка · g7 чёрная пешка · h7 белый слон · b6 чёрный слон · c6 белая ладья · f6 белая пешка · g6 белый конь · h6 чёрная пешка · b5 чёрная ладья · e5 чёрная пешка · e4 чёрный король · f4 белый слон · h4 белый король · a3 чёрный конь · f3 белый конь · g3 белая ладья · a2 чёрная ладья · e2 чёрная пешка · g2 белая пешка · h2 чёрный конь · b1 чёрный ферзь | d7 белый ферзь · f7 чёрная пешка · g7 чёрная пешка · h7 белый слон · b6 чёрный слон · c6 белая ладья · f6 белая пешка · g6 белый конь · h6 чёрная пешка · b5 чёрная ладья · e5 чёрная пешка · e4 чёрный король · f4 белый слон · h4 белый король · a3 чёрный конь · f3 белый конь · g3 белая ладья · a2 чёрная ладья · e2 чёрная пешка · g2 белая пешка · h2 чёрный конь · b1 чёрный ферзь | 3 |
| 2 | d7 белый ферзь · f7 чёрная пешка · g7 чёрная пешка · h7 белый слон · b6 чёрный слон · c6 белая ладья · f6 белая пешка · g6 белый конь · h6 чёрная пешка · b5 чёрная ладья · e5 чёрная пешка · e4 чёрный король · f4 белый слон · h4 белый король · a3 чёрный конь · f3 белый конь · g3 белая ладья · a2 чёрная ладья · e2 чёрная пешка · g2 белая пешка · h2 чёрный конь · b1 чёрный ферзь | d7 белый ферзь · f7 чёрная пешка · g7 чёрная пешка · h7 белый слон · b6 чёрный слон · c6 белая ладья · f6 белая пешка · g6 белый конь · h6 чёрная пешка · b5 чёрная ладья · e5 чёрная пешка · e4 чёрный король · f4 белый слон · h4 белый король · a3 чёрный конь · f3 белый конь · g3 белая ладья · a2 чёрная ладья · e2 чёрная пешка · g2 белая пешка · h2 чёрный конь · b1 чёрный ферзь | d7 белый ферзь · f7 чёрная пешка · g7 чёрная пешка · h7 белый слон · b6 чёрный слон · c6 белая ладья · f6 белая пешка · g6 белый конь · h6 чёрная пешка · b5 чёрная ладья · e5 чёрная пешка · e4 чёрный король · f4 белый слон · h4 белый король · a3 чёрный конь · f3 белый конь · g3 белая ладья · a2 чёрная ладья · e2 чёрная пешка · g2 белая пешка · h2 чёрный конь · b1 чёрный ферзь | d7 белый ферзь · f7 чёрная пешка · g7 чёрная пешка · h7 белый слон · b6 чёрный слон · c6 белая ладья · f6 белая пешка · g6 белый конь · h6 чёрная пешка · b5 чёрная ладья · e5 чёрная пешка · e4 чёрный король · f4 белый слон · h4 белый король · a3 чёрный конь · f3 белый конь · g3 белая ладья · a2 чёрная ладья · e2 чёрная пешка · g2 белая пешка · h2 чёрный конь · b1 чёрный ферзь | d7 белый ферзь · f7 чёрная пешка · g7 чёрная пешка · h7 белый слон · b6 чёрный слон · c6 белая ладья · f6 белая пешка · g6 белый конь · h6 чёрная пешка · b5 чёрная ладья · e5 чёрная пешка · e4 чёрный король · f4 белый слон · h4 белый король · a3 чёрный конь · f3 белый конь · g3 белая ладья · a2 чёрная ладья · e2 чёрная пешка · g2 белая пешка · h2 чёрный конь · b1 чёрный ферзь | d7 белый ферзь · f7 чёрная пешка · g7 чёрная пешка · h7 белый слон · b6 чёрный слон · c6 белая ладья · f6 белая пешка · g6 белый конь · h6 чёрная пешка · b5 чёрная ладья · e5 чёрная пешка · e4 чёрный король · f4 белый слон · h4 белый король · a3 чёрный конь · f3 белый конь · g3 белая ладья · a2 чёрная ладья · e2 чёрная пешка · g2 белая пешка · h2 чёрный конь · b1 чёрный ферзь | d7 белый ферзь · f7 чёрная пешка · g7 чёрная пешка · h7 белый слон · b6 чёрный слон · c6 белая ладья · f6 белая пешка · g6 белый конь · h6 чёрная пешка · b5 чёрная ладья · e5 чёрная пешка · e4 чёрный король · f4 белый слон · h4 белый король · a3 чёрный конь · f3 белый конь · g3 белая ладья · a2 чёрная ладья · e2 чёрная пешка · g2 белая пешка · h2 чёрный конь · b1 чёрный ферзь | d7 белый ферзь · f7 чёрная пешка · g7 чёрная пешка · h7 белый слон · b6 чёрный слон · c6 белая ладья · f6 белая пешка · g6 белый конь · h6 чёрная пешка · b5 чёрная ладья · e5 чёрная пешка · e4 чёрный король · f4 белый слон · h4 белый король · a3 чёрный конь · f3 белый конь · g3 белая ладья · a2 чёрная ладья · e2 чёрная пешка · g2 белая пешка · h2 чёрный конь · b1 чёрный ферзь | 2 |
| 1 | d7 белый ферзь · f7 чёрная пешка · g7 чёрная пешка · h7 белый слон · b6 чёрный слон · c6 белая ладья · f6 белая пешка · g6 белый конь · h6 чёрная пешка · b5 чёрная ладья · e5 чёрная пешка · e4 чёрный король · f4 белый слон · h4 белый король · a3 чёрный конь · f3 белый конь · g3 белая ладья · a2 чёрная ладья · e2 чёрная пешка · g2 белая пешка · h2 чёрный конь · b1 чёрный ферзь | d7 белый ферзь · f7 чёрная пешка · g7 чёрная пешка · h7 белый слон · b6 чёрный слон · c6 белая ладья · f6 белая пешка · g6 белый конь · h6 чёрная пешка · b5 чёрная ладья · e5 чёрная пешка · e4 чёрный король · f4 белый слон · h4 белый король · a3 чёрный конь · f3 белый конь · g3 белая ладья · a2 чёрная ладья · e2 чёрная пешка · g2 белая пешка · h2 чёрный конь · b1 чёрный ферзь | d7 белый ферзь · f7 чёрная пешка · g7 чёрная пешка · h7 белый слон · b6 чёрный слон · c6 белая ладья · f6 белая пешка · g6 белый конь · h6 чёрная пешка · b5 чёрная ладья · e5 чёрная пешка · e4 чёрный король · f4 белый слон · h4 белый король · a3 чёрный конь · f3 белый конь · g3 белая ладья · a2 чёрная ладья · e2 чёрная пешка · g2 белая пешка · h2 чёрный конь · b1 чёрный ферзь | d7 белый ферзь · f7 чёрная пешка · g7 чёрная пешка · h7 белый слон · b6 чёрный слон · c6 белая ладья · f6 белая пешка · g6 белый конь · h6 чёрная пешка · b5 чёрная ладья · e5 чёрная пешка · e4 чёрный король · f4 белый слон · h4 белый король · a3 чёрный конь · f3 белый конь · g3 белая ладья · a2 чёрная ладья · e2 чёрная пешка · g2 белая пешка · h2 чёрный конь · b1 чёрный ферзь | d7 белый ферзь · f7 чёрная пешка · g7 чёрная пешка · h7 белый слон · b6 чёрный слон · c6 белая ладья · f6 белая пешка · g6 белый конь · h6 чёрная пешка · b5 чёрная ладья · e5 чёрная пешка · e4 чёрный король · f4 белый слон · h4 белый король · a3 чёрный конь · f3 белый конь · g3 белая ладья · a2 чёрная ладья · e2 чёрная пешка · g2 белая пешка · h2 чёрный конь · b1 чёрный ферзь | d7 белый ферзь · f7 чёрная пешка · g7 чёрная пешка · h7 белый слон · b6 чёрный слон · c6 белая ладья · f6 белая пешка · g6 белый конь · h6 чёрная пешка · b5 чёрная ладья · e5 чёрная пешка · e4 чёрный король · f4 белый слон · h4 белый король · a3 чёрный конь · f3 белый конь · g3 белая ладья · a2 чёрная ладья · e2 чёрная пешка · g2 белая пешка · h2 чёрный конь · b1 чёрный ферзь | d7 белый ферзь · f7 чёрная пешка · g7 чёрная пешка · h7 белый слон · b6 чёрный слон · c6 белая ладья · f6 белая пешка · g6 белый конь · h6 чёрная пешка · b5 чёрная ладья · e5 чёрная пешка · e4 чёрный король · f4 белый слон · h4 белый король · a3 чёрный конь · f3 белый конь · g3 белая ладья · a2 чёрная ладья · e2 чёрная пешка · g2 белая пешка · h2 чёрный конь · b1 чёрный ферзь | d7 белый ферзь · f7 чёрная пешка · g7 чёрная пешка · h7 белый слон · b6 чёрный слон · c6 белая ладья · f6 белая пешка · g6 белый конь · h6 чёрная пешка · b5 чёрная ладья · e5 чёрная пешка · e4 чёрный король · f4 белый слон · h4 белый король · a3 чёрный конь · f3 белый конь · g3 белая ладья · a2 чёрная ладья · e2 чёрная пешка · g2 белая пешка · h2 чёрный конь · b1 чёрный ферзь | 1 |
|   | a | b | c | d | e | f | g | h |   |

1.Сg5! угроза 2.Фf5+ Кр:f5/Крd5 3.Кe7#

1...Лc5(Сd8) 2.Кd2+ Л:d2 3.Лe3#

1...Сc5(Лb4) 2.Кe7+ g6 3.Фd5#

1...Фb4 2.Кg:e5+ g6 3.Фd3#
Перекрытие Гримшоу.

### Задачи на кооперативный мат
|   | a | b | c | d | e | f | g | h |   |
| - | --- | --- | --- | --- | --- | --- | --- | --- | - |
| 8 | h8 белый король · a6 чёрный слон · a5 чёрный король · a2 белая пешка · b2 белый ферзь · d2 чёрная пешка · a1 чёрный слон | h8 белый король · a6 чёрный слон · a5 чёрный король · a2 белая пешка · b2 белый ферзь · d2 чёрная пешка · a1 чёрный слон | h8 белый король · a6 чёрный слон · a5 чёрный король · a2 белая пешка · b2 белый ферзь · d2 чёрная пешка · a1 чёрный слон | h8 белый король · a6 чёрный слон · a5 чёрный король · a2 белая пешка · b2 белый ферзь · d2 чёрная пешка · a1 чёрный слон | h8 белый король · a6 чёрный слон · a5 чёрный король · a2 белая пешка · b2 белый ферзь · d2 чёрная пешка · a1 чёрный слон | h8 белый король · a6 чёрный слон · a5 чёрный король · a2 белая пешка · b2 белый ферзь · d2 чёрная пешка · a1 чёрный слон | h8 белый король · a6 чёрный слон · a5 чёрный король · a2 белая пешка · b2 белый ферзь · d2 чёрная пешка · a1 чёрный слон | h8 белый король · a6 чёрный слон · a5 чёрный король · a2 белая пешка · b2 белый ферзь · d2 чёрная пешка · a1 чёрный слон | 8 |
| 7 | h8 белый король · a6 чёрный слон · a5 чёрный король · a2 белая пешка · b2 белый ферзь · d2 чёрная пешка · a1 чёрный слон | h8 белый король · a6 чёрный слон · a5 чёрный король · a2 белая пешка · b2 белый ферзь · d2 чёрная пешка · a1 чёрный слон | h8 белый король · a6 чёрный слон · a5 чёрный король · a2 белая пешка · b2 белый ферзь · d2 чёрная пешка · a1 чёрный слон | h8 белый король · a6 чёрный слон · a5 чёрный король · a2 белая пешка · b2 белый ферзь · d2 чёрная пешка · a1 чёрный слон | h8 белый король · a6 чёрный слон · a5 чёрный король · a2 белая пешка · b2 белый ферзь · d2 чёрная пешка · a1 чёрный слон | h8 белый король · a6 чёрный слон · a5 чёрный король · a2 белая пешка · b2 белый ферзь · d2 чёрная пешка · a1 чёрный слон | h8 белый король · a6 чёрный слон · a5 чёрный король · a2 белая пешка · b2 белый ферзь · d2 чёрная пешка · a1 чёрный слон | h8 белый король · a6 чёрный слон · a5 чёрный король · a2 белая пешка · b2 белый ферзь · d2 чёрная пешка · a1 чёрный слон | 7 |
| 6 | h8 белый король · a6 чёрный слон · a5 чёрный король · a2 белая пешка · b2 белый ферзь · d2 чёрная пешка · a1 чёрный слон | h8 белый король · a6 чёрный слон · a5 чёрный король · a2 белая пешка · b2 белый ферзь · d2 чёрная пешка · a1 чёрный слон | h8 белый король · a6 чёрный слон · a5 чёрный король · a2 белая пешка · b2 белый ферзь · d2 чёрная пешка · a1 чёрный слон | h8 белый король · a6 чёрный слон · a5 чёрный король · a2 белая пешка · b2 белый ферзь · d2 чёрная пешка · a1 чёрный слон | h8 белый король · a6 чёрный слон · a5 чёрный король · a2 белая пешка · b2 белый ферзь · d2 чёрная пешка · a1 чёрный слон | h8 белый король · a6 чёрный слон · a5 чёрный король · a2 белая пешка · b2 белый ферзь · d2 чёрная пешка · a1 чёрный слон | h8 белый король · a6 чёрный слон · a5 чёрный король · a2 белая пешка · b2 белый ферзь · d2 чёрная пешка · a1 чёрный слон | h8 белый король · a6 чёрный слон · a5 чёрный король · a2 белая пешка · b2 белый ферзь · d2 чёрная пешка · a1 чёрный слон | 6 |
| 5 | h8 белый король · a6 чёрный слон · a5 чёрный король · a2 белая пешка · b2 белый ферзь · d2 чёрная пешка · a1 чёрный слон | h8 белый король · a6 чёрный слон · a5 чёрный король · a2 белая пешка · b2 белый ферзь · d2 чёрная пешка · a1 чёрный слон | h8 белый король · a6 чёрный слон · a5 чёрный король · a2 белая пешка · b2 белый ферзь · d2 чёрная пешка · a1 чёрный слон | h8 белый король · a6 чёрный слон · a5 чёрный король · a2 белая пешка · b2 белый ферзь · d2 чёрная пешка · a1 чёрный слон | h8 белый король · a6 чёрный слон · a5 чёрный король · a2 белая пешка · b2 белый ферзь · d2 чёрная пешка · a1 чёрный слон | h8 белый король · a6 чёрный слон · a5 чёрный король · a2 белая пешка · b2 белый ферзь · d2 чёрная пешка · a1 чёрный слон | h8 белый король · a6 чёрный слон · a5 чёрный король · a2 белая пешка · b2 белый ферзь · d2 чёрная пешка · a1 чёрный слон | h8 белый король · a6 чёрный слон · a5 чёрный король · a2 белая пешка · b2 белый ферзь · d2 чёрная пешка · a1 чёрный слон | 5 |
| 4 | h8 белый король · a6 чёрный слон · a5 чёрный король · a2 белая пешка · b2 белый ферзь · d2 чёрная пешка · a1 чёрный слон | h8 белый король · a6 чёрный слон · a5 чёрный король · a2 белая пешка · b2 белый ферзь · d2 чёрная пешка · a1 чёрный слон | h8 белый король · a6 чёрный слон · a5 чёрный король · a2 белая пешка · b2 белый ферзь · d2 чёрная пешка · a1 чёрный слон | h8 белый король · a6 чёрный слон · a5 чёрный король · a2 белая пешка · b2 белый ферзь · d2 чёрная пешка · a1 чёрный слон | h8 белый король · a6 чёрный слон · a5 чёрный король · a2 белая пешка · b2 белый ферзь · d2 чёрная пешка · a1 чёрный слон | h8 белый король · a6 чёрный слон · a5 чёрный король · a2 белая пешка · b2 белый ферзь · d2 чёрная пешка · a1 чёрный слон | h8 белый король · a6 чёрный слон · a5 чёрный король · a2 белая пешка · b2 белый ферзь · d2 чёрная пешка · a1 чёрный слон | h8 белый король · a6 чёрный слон · a5 чёрный король · a2 белая пешка · b2 белый ферзь · d2 чёрная пешка · a1 чёрный слон | 4 |
| 3 | h8 белый король · a6 чёрный слон · a5 чёрный король · a2 белая пешка · b2 белый ферзь · d2 чёрная пешка · a1 чёрный слон | h8 белый король · a6 чёрный слон · a5 чёрный король · a2 белая пешка · b2 белый ферзь · d2 чёрная пешка · a1 чёрный слон | h8 белый король · a6 чёрный слон · a5 чёрный король · a2 белая пешка · b2 белый ферзь · d2 чёрная пешка · a1 чёрный слон | h8 белый король · a6 чёрный слон · a5 чёрный король · a2 белая пешка · b2 белый ферзь · d2 чёрная пешка · a1 чёрный слон | h8 белый король · a6 чёрный слон · a5 чёрный король · a2 белая пешка · b2 белый ферзь · d2 чёрная пешка · a1 чёрный слон | h8 белый король · a6 чёрный слон · a5 чёрный король · a2 белая пешка · b2 белый ферзь · d2 чёрная пешка · a1 чёрный слон | h8 белый король · a6 чёрный слон · a5 чёрный король · a2 белая пешка · b2 белый ферзь · d2 чёрная пешка · a1 чёрный слон | h8 белый король · a6 чёрный слон · a5 чёрный король · a2 белая пешка · b2 белый ферзь · d2 чёрная пешка · a1 чёрный слон | 3 |
| 2 | h8 белый король · a6 чёрный слон · a5 чёрный король · a2 белая пешка · b2 белый ферзь · d2 чёрная пешка · a1 чёрный слон | h8 белый король · a6 чёрный слон · a5 чёрный король · a2 белая пешка · b2 белый ферзь · d2 чёрная пешка · a1 чёрный слон | h8 белый король · a6 чёрный слон · a5 чёрный король · a2 белая пешка · b2 белый ферзь · d2 чёрная пешка · a1 чёрный слон | h8 белый король · a6 чёрный слон · a5 чёрный король · a2 белая пешка · b2 белый ферзь · d2 чёрная пешка · a1 чёрный слон | h8 белый король · a6 чёрный слон · a5 чёрный король · a2 белая пешка · b2 белый ферзь · d2 чёрная пешка · a1 чёрный слон | h8 белый король · a6 чёрный слон · a5 чёрный король · a2 белая пешка · b2 белый ферзь · d2 чёрная пешка · a1 чёрный слон | h8 белый король · a6 чёрный слон · a5 чёрный король · a2 белая пешка · b2 белый ферзь · d2 чёрная пешка · a1 чёрный слон | h8 белый король · a6 чёрный слон · a5 чёрный король · a2 белая пешка · b2 белый ферзь · d2 чёрная пешка · a1 чёрный слон | 2 |
| 1 | h8 белый король · a6 чёрный слон · a5 чёрный король · a2 белая пешка · b2 белый ферзь · d2 чёрная пешка · a1 чёрный слон | h8 белый король · a6 чёрный слон · a5 чёрный король · a2 белая пешка · b2 белый ферзь · d2 чёрная пешка · a1 чёрный слон | h8 белый король · a6 чёрный слон · a5 чёрный король · a2 белая пешка · b2 белый ферзь · d2 чёрная пешка · a1 чёрный слон | h8 белый король · a6 чёрный слон · a5 чёрный король · a2 белая пешка · b2 белый ферзь · d2 чёрная пешка · a1 чёрный слон | h8 белый король · a6 чёрный слон · a5 чёрный король · a2 белая пешка · b2 белый ферзь · d2 чёрная пешка · a1 чёрный слон | h8 белый король · a6 чёрный слон · a5 чёрный король · a2 белая пешка · b2 белый ферзь · d2 чёрная пешка · a1 чёрный слон | h8 белый король · a6 чёрный слон · a5 чёрный король · a2 белая пешка · b2 белый ферзь · d2 чёрная пешка · a1 чёрный слон | h8 белый король · a6 чёрный слон · a5 чёрный король · a2 белая пешка · b2 белый ферзь · d2 чёрная пешка · a1 чёрный слон | 1 |
|   | a | b | c | d | e | f | g | h |   |

a) 1.d1K! (1.d1Л?) a3 2.Kc3 Фb4#
b) 1.d1Л! (1.d1K?) a4 2.Лd4 Фb5#
Слабые превращения, развязывания, антидуали.
|   | a | b | c | d | e | f | g | h |   |
| - | --- | --- | --- | --- | --- | --- | --- | --- | - |
| 8 | h7 белый слон · a6 белый конь · d6 чёрная пешка · d5 чёрный король · e5 чёрный конь · c4 чёрная пешка · d4 чёрная ладья · f3 чёрная пешка · a2 чёрная пешка · a1 чёрный ферзь · b1 чёрный слон · c1 белый король · e1 чёрный слон · f1 чёрная ладья · g1 белый слон | h7 белый слон · a6 белый конь · d6 чёрная пешка · d5 чёрный король · e5 чёрный конь · c4 чёрная пешка · d4 чёрная ладья · f3 чёрная пешка · a2 чёрная пешка · a1 чёрный ферзь · b1 чёрный слон · c1 белый король · e1 чёрный слон · f1 чёрная ладья · g1 белый слон | h7 белый слон · a6 белый конь · d6 чёрная пешка · d5 чёрный король · e5 чёрный конь · c4 чёрная пешка · d4 чёрная ладья · f3 чёрная пешка · a2 чёрная пешка · a1 чёрный ферзь · b1 чёрный слон · c1 белый король · e1 чёрный слон · f1 чёрная ладья · g1 белый слон | h7 белый слон · a6 белый конь · d6 чёрная пешка · d5 чёрный король · e5 чёрный конь · c4 чёрная пешка · d4 чёрная ладья · f3 чёрная пешка · a2 чёрная пешка · a1 чёрный ферзь · b1 чёрный слон · c1 белый король · e1 чёрный слон · f1 чёрная ладья · g1 белый слон | h7 белый слон · a6 белый конь · d6 чёрная пешка · d5 чёрный король · e5 чёрный конь · c4 чёрная пешка · d4 чёрная ладья · f3 чёрная пешка · a2 чёрная пешка · a1 чёрный ферзь · b1 чёрный слон · c1 белый король · e1 чёрный слон · f1 чёрная ладья · g1 белый слон | h7 белый слон · a6 белый конь · d6 чёрная пешка · d5 чёрный король · e5 чёрный конь · c4 чёрная пешка · d4 чёрная ладья · f3 чёрная пешка · a2 чёрная пешка · a1 чёрный ферзь · b1 чёрный слон · c1 белый король · e1 чёрный слон · f1 чёрная ладья · g1 белый слон | h7 белый слон · a6 белый конь · d6 чёрная пешка · d5 чёрный король · e5 чёрный конь · c4 чёрная пешка · d4 чёрная ладья · f3 чёрная пешка · a2 чёрная пешка · a1 чёрный ферзь · b1 чёрный слон · c1 белый король · e1 чёрный слон · f1 чёрная ладья · g1 белый слон | h7 белый слон · a6 белый конь · d6 чёрная пешка · d5 чёрный король · e5 чёрный конь · c4 чёрная пешка · d4 чёрная ладья · f3 чёрная пешка · a2 чёрная пешка · a1 чёрный ферзь · b1 чёрный слон · c1 белый король · e1 чёрный слон · f1 чёрная ладья · g1 белый слон | 8 |
| 7 | h7 белый слон · a6 белый конь · d6 чёрная пешка · d5 чёрный король · e5 чёрный конь · c4 чёрная пешка · d4 чёрная ладья · f3 чёрная пешка · a2 чёрная пешка · a1 чёрный ферзь · b1 чёрный слон · c1 белый король · e1 чёрный слон · f1 чёрная ладья · g1 белый слон | h7 белый слон · a6 белый конь · d6 чёрная пешка · d5 чёрный король · e5 чёрный конь · c4 чёрная пешка · d4 чёрная ладья · f3 чёрная пешка · a2 чёрная пешка · a1 чёрный ферзь · b1 чёрный слон · c1 белый король · e1 чёрный слон · f1 чёрная ладья · g1 белый слон | h7 белый слон · a6 белый конь · d6 чёрная пешка · d5 чёрный король · e5 чёрный конь · c4 чёрная пешка · d4 чёрная ладья · f3 чёрная пешка · a2 чёрная пешка · a1 чёрный ферзь · b1 чёрный слон · c1 белый король · e1 чёрный слон · f1 чёрная ладья · g1 белый слон | h7 белый слон · a6 белый конь · d6 чёрная пешка · d5 чёрный король · e5 чёрный конь · c4 чёрная пешка · d4 чёрная ладья · f3 чёрная пешка · a2 чёрная пешка · a1 чёрный ферзь · b1 чёрный слон · c1 белый король · e1 чёрный слон · f1 чёрная ладья · g1 белый слон | h7 белый слон · a6 белый конь · d6 чёрная пешка · d5 чёрный король · e5 чёрный конь · c4 чёрная пешка · d4 чёрная ладья · f3 чёрная пешка · a2 чёрная пешка · a1 чёрный ферзь · b1 чёрный слон · c1 белый король · e1 чёрный слон · f1 чёрная ладья · g1 белый слон | h7 белый слон · a6 белый конь · d6 чёрная пешка · d5 чёрный король · e5 чёрный конь · c4 чёрная пешка · d4 чёрная ладья · f3 чёрная пешка · a2 чёрная пешка · a1 чёрный ферзь · b1 чёрный слон · c1 белый король · e1 чёрный слон · f1 чёрная ладья · g1 белый слон | h7 белый слон · a6 белый конь · d6 чёрная пешка · d5 чёрный король · e5 чёрный конь · c4 чёрная пешка · d4 чёрная ладья · f3 чёрная пешка · a2 чёрная пешка · a1 чёрный ферзь · b1 чёрный слон · c1 белый король · e1 чёрный слон · f1 чёрная ладья · g1 белый слон | h7 белый слон · a6 белый конь · d6 чёрная пешка · d5 чёрный король · e5 чёрный конь · c4 чёрная пешка · d4 чёрная ладья · f3 чёрная пешка · a2 чёрная пешка · a1 чёрный ферзь · b1 чёрный слон · c1 белый король · e1 чёрный слон · f1 чёрная ладья · g1 белый слон | 7 |
| 6 | h7 белый слон · a6 белый конь · d6 чёрная пешка · d5 чёрный король · e5 чёрный конь · c4 чёрная пешка · d4 чёрная ладья · f3 чёрная пешка · a2 чёрная пешка · a1 чёрный ферзь · b1 чёрный слон · c1 белый король · e1 чёрный слон · f1 чёрная ладья · g1 белый слон | h7 белый слон · a6 белый конь · d6 чёрная пешка · d5 чёрный король · e5 чёрный конь · c4 чёрная пешка · d4 чёрная ладья · f3 чёрная пешка · a2 чёрная пешка · a1 чёрный ферзь · b1 чёрный слон · c1 белый король · e1 чёрный слон · f1 чёрная ладья · g1 белый слон | h7 белый слон · a6 белый конь · d6 чёрная пешка · d5 чёрный король · e5 чёрный конь · c4 чёрная пешка · d4 чёрная ладья · f3 чёрная пешка · a2 чёрная пешка · a1 чёрный ферзь · b1 чёрный слон · c1 белый король · e1 чёрный слон · f1 чёрная ладья · g1 белый слон | h7 белый слон · a6 белый конь · d6 чёрная пешка · d5 чёрный король · e5 чёрный конь · c4 чёрная пешка · d4 чёрная ладья · f3 чёрная пешка · a2 чёрная пешка · a1 чёрный ферзь · b1 чёрный слон · c1 белый король · e1 чёрный слон · f1 чёрная ладья · g1 белый слон | h7 белый слон · a6 белый конь · d6 чёрная пешка · d5 чёрный король · e5 чёрный конь · c4 чёрная пешка · d4 чёрная ладья · f3 чёрная пешка · a2 чёрная пешка · a1 чёрный ферзь · b1 чёрный слон · c1 белый король · e1 чёрный слон · f1 чёрная ладья · g1 белый слон | h7 белый слон · a6 белый конь · d6 чёрная пешка · d5 чёрный король · e5 чёрный конь · c4 чёрная пешка · d4 чёрная ладья · f3 чёрная пешка · a2 чёрная пешка · a1 чёрный ферзь · b1 чёрный слон · c1 белый король · e1 чёрный слон · f1 чёрная ладья · g1 белый слон | h7 белый слон · a6 белый конь · d6 чёрная пешка · d5 чёрный король · e5 чёрный конь · c4 чёрная пешка · d4 чёрная ладья · f3 чёрная пешка · a2 чёрная пешка · a1 чёрный ферзь · b1 чёрный слон · c1 белый король · e1 чёрный слон · f1 чёрная ладья · g1 белый слон | h7 белый слон · a6 белый конь · d6 чёрная пешка · d5 чёрный король · e5 чёрный конь · c4 чёрная пешка · d4 чёрная ладья · f3 чёрная пешка · a2 чёрная пешка · a1 чёрный ферзь · b1 чёрный слон · c1 белый король · e1 чёрный слон · f1 чёрная ладья · g1 белый слон | 6 |
| 5 | h7 белый слон · a6 белый конь · d6 чёрная пешка · d5 чёрный король · e5 чёрный конь · c4 чёрная пешка · d4 чёрная ладья · f3 чёрная пешка · a2 чёрная пешка · a1 чёрный ферзь · b1 чёрный слон · c1 белый король · e1 чёрный слон · f1 чёрная ладья · g1 белый слон | h7 белый слон · a6 белый конь · d6 чёрная пешка · d5 чёрный король · e5 чёрный конь · c4 чёрная пешка · d4 чёрная ладья · f3 чёрная пешка · a2 чёрная пешка · a1 чёрный ферзь · b1 чёрный слон · c1 белый король · e1 чёрный слон · f1 чёрная ладья · g1 белый слон | h7 белый слон · a6 белый конь · d6 чёрная пешка · d5 чёрный король · e5 чёрный конь · c4 чёрная пешка · d4 чёрная ладья · f3 чёрная пешка · a2 чёрная пешка · a1 чёрный ферзь · b1 чёрный слон · c1 белый король · e1 чёрный слон · f1 чёрная ладья · g1 белый слон | h7 белый слон · a6 белый конь · d6 чёрная пешка · d5 чёрный король · e5 чёрный конь · c4 чёрная пешка · d4 чёрная ладья · f3 чёрная пешка · a2 чёрная пешка · a1 чёрный ферзь · b1 чёрный слон · c1 белый король · e1 чёрный слон · f1 чёрная ладья · g1 белый слон | h7 белый слон · a6 белый конь · d6 чёрная пешка · d5 чёрный король · e5 чёрный конь · c4 чёрная пешка · d4 чёрная ладья · f3 чёрная пешка · a2 чёрная пешка · a1 чёрный ферзь · b1 чёрный слон · c1 белый король · e1 чёрный слон · f1 чёрная ладья · g1 белый слон | h7 белый слон · a6 белый конь · d6 чёрная пешка · d5 чёрный король · e5 чёрный конь · c4 чёрная пешка · d4 чёрная ладья · f3 чёрная пешка · a2 чёрная пешка · a1 чёрный ферзь · b1 чёрный слон · c1 белый король · e1 чёрный слон · f1 чёрная ладья · g1 белый слон | h7 белый слон · a6 белый конь · d6 чёрная пешка · d5 чёрный король · e5 чёрный конь · c4 чёрная пешка · d4 чёрная ладья · f3 чёрная пешка · a2 чёрная пешка · a1 чёрный ферзь · b1 чёрный слон · c1 белый король · e1 чёрный слон · f1 чёрная ладья · g1 белый слон | h7 белый слон · a6 белый конь · d6 чёрная пешка · d5 чёрный король · e5 чёрный конь · c4 чёрная пешка · d4 чёрная ладья · f3 чёрная пешка · a2 чёрная пешка · a1 чёрный ферзь · b1 чёрный слон · c1 белый король · e1 чёрный слон · f1 чёрная ладья · g1 белый слон | 5 |
| 4 | h7 белый слон · a6 белый конь · d6 чёрная пешка · d5 чёрный король · e5 чёрный конь · c4 чёрная пешка · d4 чёрная ладья · f3 чёрная пешка · a2 чёрная пешка · a1 чёрный ферзь · b1 чёрный слон · c1 белый король · e1 чёрный слон · f1 чёрная ладья · g1 белый слон | h7 белый слон · a6 белый конь · d6 чёрная пешка · d5 чёрный король · e5 чёрный конь · c4 чёрная пешка · d4 чёрная ладья · f3 чёрная пешка · a2 чёрная пешка · a1 чёрный ферзь · b1 чёрный слон · c1 белый король · e1 чёрный слон · f1 чёрная ладья · g1 белый слон | h7 белый слон · a6 белый конь · d6 чёрная пешка · d5 чёрный король · e5 чёрный конь · c4 чёрная пешка · d4 чёрная ладья · f3 чёрная пешка · a2 чёрная пешка · a1 чёрный ферзь · b1 чёрный слон · c1 белый король · e1 чёрный слон · f1 чёрная ладья · g1 белый слон | h7 белый слон · a6 белый конь · d6 чёрная пешка · d5 чёрный король · e5 чёрный конь · c4 чёрная пешка · d4 чёрная ладья · f3 чёрная пешка · a2 чёрная пешка · a1 чёрный ферзь · b1 чёрный слон · c1 белый король · e1 чёрный слон · f1 чёрная ладья · g1 белый слон | h7 белый слон · a6 белый конь · d6 чёрная пешка · d5 чёрный король · e5 чёрный конь · c4 чёрная пешка · d4 чёрная ладья · f3 чёрная пешка · a2 чёрная пешка · a1 чёрный ферзь · b1 чёрный слон · c1 белый король · e1 чёрный слон · f1 чёрная ладья · g1 белый слон | h7 белый слон · a6 белый конь · d6 чёрная пешка · d5 чёрный король · e5 чёрный конь · c4 чёрная пешка · d4 чёрная ладья · f3 чёрная пешка · a2 чёрная пешка · a1 чёрный ферзь · b1 чёрный слон · c1 белый король · e1 чёрный слон · f1 чёрная ладья · g1 белый слон | h7 белый слон · a6 белый конь · d6 чёрная пешка · d5 чёрный король · e5 чёрный конь · c4 чёрная пешка · d4 чёрная ладья · f3 чёрная пешка · a2 чёрная пешка · a1 чёрный ферзь · b1 чёрный слон · c1 белый король · e1 чёрный слон · f1 чёрная ладья · g1 белый слон | h7 белый слон · a6 белый конь · d6 чёрная пешка · d5 чёрный король · e5 чёрный конь · c4 чёрная пешка · d4 чёрная ладья · f3 чёрная пешка · a2 чёрная пешка · a1 чёрный ферзь · b1 чёрный слон · c1 белый король · e1 чёрный слон · f1 чёрная ладья · g1 белый слон | 4 |
| 3 | h7 белый слон · a6 белый конь · d6 чёрная пешка · d5 чёрный король · e5 чёрный конь · c4 чёрная пешка · d4 чёрная ладья · f3 чёрная пешка · a2 чёрная пешка · a1 чёрный ферзь · b1 чёрный слон · c1 белый король · e1 чёрный слон · f1 чёрная ладья · g1 белый слон | h7 белый слон · a6 белый конь · d6 чёрная пешка · d5 чёрный король · e5 чёрный конь · c4 чёрная пешка · d4 чёрная ладья · f3 чёрная пешка · a2 чёрная пешка · a1 чёрный ферзь · b1 чёрный слон · c1 белый король · e1 чёрный слон · f1 чёрная ладья · g1 белый слон | h7 белый слон · a6 белый конь · d6 чёрная пешка · d5 чёрный король · e5 чёрный конь · c4 чёрная пешка · d4 чёрная ладья · f3 чёрная пешка · a2 чёрная пешка · a1 чёрный ферзь · b1 чёрный слон · c1 белый король · e1 чёрный слон · f1 чёрная ладья · g1 белый слон | h7 белый слон · a6 белый конь · d6 чёрная пешка · d5 чёрный король · e5 чёрный конь · c4 чёрная пешка · d4 чёрная ладья · f3 чёрная пешка · a2 чёрная пешка · a1 чёрный ферзь · b1 чёрный слон · c1 белый король · e1 чёрный слон · f1 чёрная ладья · g1 белый слон | h7 белый слон · a6 белый конь · d6 чёрная пешка · d5 чёрный король · e5 чёрный конь · c4 чёрная пешка · d4 чёрная ладья · f3 чёрная пешка · a2 чёрная пешка · a1 чёрный ферзь · b1 чёрный слон · c1 белый король · e1 чёрный слон · f1 чёрная ладья · g1 белый слон | h7 белый слон · a6 белый конь · d6 чёрная пешка · d5 чёрный король · e5 чёрный конь · c4 чёрная пешка · d4 чёрная ладья · f3 чёрная пешка · a2 чёрная пешка · a1 чёрный ферзь · b1 чёрный слон · c1 белый король · e1 чёрный слон · f1 чёрная ладья · g1 белый слон | h7 белый слон · a6 белый конь · d6 чёрная пешка · d5 чёрный король · e5 чёрный конь · c4 чёрная пешка · d4 чёрная ладья · f3 чёрная пешка · a2 чёрная пешка · a1 чёрный ферзь · b1 чёрный слон · c1 белый король · e1 чёрный слон · f1 чёрная ладья · g1 белый слон | h7 белый слон · a6 белый конь · d6 чёрная пешка · d5 чёрный король · e5 чёрный конь · c4 чёрная пешка · d4 чёрная ладья · f3 чёрная пешка · a2 чёрная пешка · a1 чёрный ферзь · b1 чёрный слон · c1 белый король · e1 чёрный слон · f1 чёрная ладья · g1 белый слон | 3 |
| 2 | h7 белый слон · a6 белый конь · d6 чёрная пешка · d5 чёрный король · e5 чёрный конь · c4 чёрная пешка · d4 чёрная ладья · f3 чёрная пешка · a2 чёрная пешка · a1 чёрный ферзь · b1 чёрный слон · c1 белый король · e1 чёрный слон · f1 чёрная ладья · g1 белый слон | h7 белый слон · a6 белый конь · d6 чёрная пешка · d5 чёрный король · e5 чёрный конь · c4 чёрная пешка · d4 чёрная ладья · f3 чёрная пешка · a2 чёрная пешка · a1 чёрный ферзь · b1 чёрный слон · c1 белый король · e1 чёрный слон · f1 чёрная ладья · g1 белый слон | h7 белый слон · a6 белый конь · d6 чёрная пешка · d5 чёрный король · e5 чёрный конь · c4 чёрная пешка · d4 чёрная ладья · f3 чёрная пешка · a2 чёрная пешка · a1 чёрный ферзь · b1 чёрный слон · c1 белый король · e1 чёрный слон · f1 чёрная ладья · g1 белый слон | h7 белый слон · a6 белый конь · d6 чёрная пешка · d5 чёрный король · e5 чёрный конь · c4 чёрная пешка · d4 чёрная ладья · f3 чёрная пешка · a2 чёрная пешка · a1 чёрный ферзь · b1 чёрный слон · c1 белый король · e1 чёрный слон · f1 чёрная ладья · g1 белый слон | h7 белый слон · a6 белый конь · d6 чёрная пешка · d5 чёрный король · e5 чёрный конь · c4 чёрная пешка · d4 чёрная ладья · f3 чёрная пешка · a2 чёрная пешка · a1 чёрный ферзь · b1 чёрный слон · c1 белый король · e1 чёрный слон · f1 чёрная ладья · g1 белый слон | h7 белый слон · a6 белый конь · d6 чёрная пешка · d5 чёрный король · e5 чёрный конь · c4 чёрная пешка · d4 чёрная ладья · f3 чёрная пешка · a2 чёрная пешка · a1 чёрный ферзь · b1 чёрный слон · c1 белый король · e1 чёрный слон · f1 чёрная ладья · g1 белый слон | h7 белый слон · a6 белый конь · d6 чёрная пешка · d5 чёрный король · e5 чёрный конь · c4 чёрная пешка · d4 чёрная ладья · f3 чёрная пешка · a2 чёрная пешка · a1 чёрный ферзь · b1 чёрный слон · c1 белый король · e1 чёрный слон · f1 чёрная ладья · g1 белый слон | h7 белый слон · a6 белый конь · d6 чёрная пешка · d5 чёрный король · e5 чёрный конь · c4 чёрная пешка · d4 чёрная ладья · f3 чёрная пешка · a2 чёрная пешка · a1 чёрный ферзь · b1 чёрный слон · c1 белый король · e1 чёрный слон · f1 чёрная ладья · g1 белый слон | 2 |
| 1 | h7 белый слон · a6 белый конь · d6 чёрная пешка · d5 чёрный король · e5 чёрный конь · c4 чёрная пешка · d4 чёрная ладья · f3 чёрная пешка · a2 чёрная пешка · a1 чёрный ферзь · b1 чёрный слон · c1 белый король · e1 чёрный слон · f1 чёрная ладья · g1 белый слон | h7 белый слон · a6 белый конь · d6 чёрная пешка · d5 чёрный король · e5 чёрный конь · c4 чёрная пешка · d4 чёрная ладья · f3 чёрная пешка · a2 чёрная пешка · a1 чёрный ферзь · b1 чёрный слон · c1 белый король · e1 чёрный слон · f1 чёрная ладья · g1 белый слон | h7 белый слон · a6 белый конь · d6 чёрная пешка · d5 чёрный король · e5 чёрный конь · c4 чёрная пешка · d4 чёрная ладья · f3 чёрная пешка · a2 чёрная пешка · a1 чёрный ферзь · b1 чёрный слон · c1 белый король · e1 чёрный слон · f1 чёрная ладья · g1 белый слон | h7 белый слон · a6 белый конь · d6 чёрная пешка · d5 чёрный король · e5 чёрный конь · c4 чёрная пешка · d4 чёрная ладья · f3 чёрная пешка · a2 чёрная пешка · a1 чёрный ферзь · b1 чёрный слон · c1 белый король · e1 чёрный слон · f1 чёрная ладья · g1 белый слон | h7 белый слон · a6 белый конь · d6 чёрная пешка · d5 чёрный король · e5 чёрный конь · c4 чёрная пешка · d4 чёрная ладья · f3 чёрная пешка · a2 чёрная пешка · a1 чёрный ферзь · b1 чёрный слон · c1 белый король · e1 чёрный слон · f1 чёрная ладья · g1 белый слон | h7 белый слон · a6 белый конь · d6 чёрная пешка · d5 чёрный король · e5 чёрный конь · c4 чёрная пешка · d4 чёрная ладья · f3 чёрная пешка · a2 чёрная пешка · a1 чёрный ферзь · b1 чёрный слон · c1 белый король · e1 чёрный слон · f1 чёрная ладья · g1 белый слон | h7 белый слон · a6 белый конь · d6 чёрная пешка · d5 чёрный король · e5 чёрный конь · c4 чёрная пешка · d4 чёрная ладья · f3 чёрная пешка · a2 чёрная пешка · a1 чёрный ферзь · b1 чёрный слон · c1 белый король · e1 чёрный слон · f1 чёрная ладья · g1 белый слон | h7 белый слон · a6 белый конь · d6 чёрная пешка · d5 чёрный король · e5 чёрный конь · c4 чёрная пешка · d4 чёрная ладья · f3 чёрная пешка · a2 чёрная пешка · a1 чёрный ферзь · b1 чёрный слон · c1 белый король · e1 чёрный слон · f1 чёрная ладья · g1 белый слон | 1 |
|   | a | b | c | d | e | f | g | h |   |

1.Лd2 Kc5! (1...Cf5? 2.??? Kb4#) 2.Лd3 Ce4#
1.Лd3 Cf5! (1...Kc5? 2.??? Ce4#) 2.Лd2 Kb4#
Темпоходы, антидуали.

### Задачи на обратный мат
|   | a | b | c | d | e | f | g | h |   |
| - | --- | --- | --- | --- | --- | --- | --- | --- | - |
| 8 | g7 чёрная пешка · h6 белая ладья · c5 чёрная пешка · c4 белый слон · f4 белая ладья · c3 белый конь · d3 чёрный конь · e3 белая пешка · f3 белый король · b2 чёрная пешка · c2 белый конь · g2 чёрный конь · h2 чёрная пешка · b1 белый ферзь · c1 чёрный слон · f1 чёрный король · g1 чёрная ладья · h1 чёрный ферзь | g7 чёрная пешка · h6 белая ладья · c5 чёрная пешка · c4 белый слон · f4 белая ладья · c3 белый конь · d3 чёрный конь · e3 белая пешка · f3 белый король · b2 чёрная пешка · c2 белый конь · g2 чёрный конь · h2 чёрная пешка · b1 белый ферзь · c1 чёрный слон · f1 чёрный король · g1 чёрная ладья · h1 чёрный ферзь | g7 чёрная пешка · h6 белая ладья · c5 чёрная пешка · c4 белый слон · f4 белая ладья · c3 белый конь · d3 чёрный конь · e3 белая пешка · f3 белый король · b2 чёрная пешка · c2 белый конь · g2 чёрный конь · h2 чёрная пешка · b1 белый ферзь · c1 чёрный слон · f1 чёрный король · g1 чёрная ладья · h1 чёрный ферзь | g7 чёрная пешка · h6 белая ладья · c5 чёрная пешка · c4 белый слон · f4 белая ладья · c3 белый конь · d3 чёрный конь · e3 белая пешка · f3 белый король · b2 чёрная пешка · c2 белый конь · g2 чёрный конь · h2 чёрная пешка · b1 белый ферзь · c1 чёрный слон · f1 чёрный король · g1 чёрная ладья · h1 чёрный ферзь | g7 чёрная пешка · h6 белая ладья · c5 чёрная пешка · c4 белый слон · f4 белая ладья · c3 белый конь · d3 чёрный конь · e3 белая пешка · f3 белый король · b2 чёрная пешка · c2 белый конь · g2 чёрный конь · h2 чёрная пешка · b1 белый ферзь · c1 чёрный слон · f1 чёрный король · g1 чёрная ладья · h1 чёрный ферзь | g7 чёрная пешка · h6 белая ладья · c5 чёрная пешка · c4 белый слон · f4 белая ладья · c3 белый конь · d3 чёрный конь · e3 белая пешка · f3 белый король · b2 чёрная пешка · c2 белый конь · g2 чёрный конь · h2 чёрная пешка · b1 белый ферзь · c1 чёрный слон · f1 чёрный король · g1 чёрная ладья · h1 чёрный ферзь | g7 чёрная пешка · h6 белая ладья · c5 чёрная пешка · c4 белый слон · f4 белая ладья · c3 белый конь · d3 чёрный конь · e3 белая пешка · f3 белый король · b2 чёрная пешка · c2 белый конь · g2 чёрный конь · h2 чёрная пешка · b1 белый ферзь · c1 чёрный слон · f1 чёрный король · g1 чёрная ладья · h1 чёрный ферзь | g7 чёрная пешка · h6 белая ладья · c5 чёрная пешка · c4 белый слон · f4 белая ладья · c3 белый конь · d3 чёрный конь · e3 белая пешка · f3 белый король · b2 чёрная пешка · c2 белый конь · g2 чёрный конь · h2 чёрная пешка · b1 белый ферзь · c1 чёрный слон · f1 чёрный король · g1 чёрная ладья · h1 чёрный ферзь | 8 |
| 7 | g7 чёрная пешка · h6 белая ладья · c5 чёрная пешка · c4 белый слон · f4 белая ладья · c3 белый конь · d3 чёрный конь · e3 белая пешка · f3 белый король · b2 чёрная пешка · c2 белый конь · g2 чёрный конь · h2 чёрная пешка · b1 белый ферзь · c1 чёрный слон · f1 чёрный король · g1 чёрная ладья · h1 чёрный ферзь | g7 чёрная пешка · h6 белая ладья · c5 чёрная пешка · c4 белый слон · f4 белая ладья · c3 белый конь · d3 чёрный конь · e3 белая пешка · f3 белый король · b2 чёрная пешка · c2 белый конь · g2 чёрный конь · h2 чёрная пешка · b1 белый ферзь · c1 чёрный слон · f1 чёрный король · g1 чёрная ладья · h1 чёрный ферзь | g7 чёрная пешка · h6 белая ладья · c5 чёрная пешка · c4 белый слон · f4 белая ладья · c3 белый конь · d3 чёрный конь · e3 белая пешка · f3 белый король · b2 чёрная пешка · c2 белый конь · g2 чёрный конь · h2 чёрная пешка · b1 белый ферзь · c1 чёрный слон · f1 чёрный король · g1 чёрная ладья · h1 чёрный ферзь | g7 чёрная пешка · h6 белая ладья · c5 чёрная пешка · c4 белый слон · f4 белая ладья · c3 белый конь · d3 чёрный конь · e3 белая пешка · f3 белый король · b2 чёрная пешка · c2 белый конь · g2 чёрный конь · h2 чёрная пешка · b1 белый ферзь · c1 чёрный слон · f1 чёрный король · g1 чёрная ладья · h1 чёрный ферзь | g7 чёрная пешка · h6 белая ладья · c5 чёрная пешка · c4 белый слон · f4 белая ладья · c3 белый конь · d3 чёрный конь · e3 белая пешка · f3 белый король · b2 чёрная пешка · c2 белый конь · g2 чёрный конь · h2 чёрная пешка · b1 белый ферзь · c1 чёрный слон · f1 чёрный король · g1 чёрная ладья · h1 чёрный ферзь | g7 чёрная пешка · h6 белая ладья · c5 чёрная пешка · c4 белый слон · f4 белая ладья · c3 белый конь · d3 чёрный конь · e3 белая пешка · f3 белый король · b2 чёрная пешка · c2 белый конь · g2 чёрный конь · h2 чёрная пешка · b1 белый ферзь · c1 чёрный слон · f1 чёрный король · g1 чёрная ладья · h1 чёрный ферзь | g7 чёрная пешка · h6 белая ладья · c5 чёрная пешка · c4 белый слон · f4 белая ладья · c3 белый конь · d3 чёрный конь · e3 белая пешка · f3 белый король · b2 чёрная пешка · c2 белый конь · g2 чёрный конь · h2 чёрная пешка · b1 белый ферзь · c1 чёрный слон · f1 чёрный король · g1 чёрная ладья · h1 чёрный ферзь | g7 чёрная пешка · h6 белая ладья · c5 чёрная пешка · c4 белый слон · f4 белая ладья · c3 белый конь · d3 чёрный конь · e3 белая пешка · f3 белый король · b2 чёрная пешка · c2 белый конь · g2 чёрный конь · h2 чёрная пешка · b1 белый ферзь · c1 чёрный слон · f1 чёрный король · g1 чёрная ладья · h1 чёрный ферзь | 7 |
| 6 | g7 чёрная пешка · h6 белая ладья · c5 чёрная пешка · c4 белый слон · f4 белая ладья · c3 белый конь · d3 чёрный конь · e3 белая пешка · f3 белый король · b2 чёрная пешка · c2 белый конь · g2 чёрный конь · h2 чёрная пешка · b1 белый ферзь · c1 чёрный слон · f1 чёрный король · g1 чёрная ладья · h1 чёрный ферзь | g7 чёрная пешка · h6 белая ладья · c5 чёрная пешка · c4 белый слон · f4 белая ладья · c3 белый конь · d3 чёрный конь · e3 белая пешка · f3 белый король · b2 чёрная пешка · c2 белый конь · g2 чёрный конь · h2 чёрная пешка · b1 белый ферзь · c1 чёрный слон · f1 чёрный король · g1 чёрная ладья · h1 чёрный ферзь | g7 чёрная пешка · h6 белая ладья · c5 чёрная пешка · c4 белый слон · f4 белая ладья · c3 белый конь · d3 чёрный конь · e3 белая пешка · f3 белый король · b2 чёрная пешка · c2 белый конь · g2 чёрный конь · h2 чёрная пешка · b1 белый ферзь · c1 чёрный слон · f1 чёрный король · g1 чёрная ладья · h1 чёрный ферзь | g7 чёрная пешка · h6 белая ладья · c5 чёрная пешка · c4 белый слон · f4 белая ладья · c3 белый конь · d3 чёрный конь · e3 белая пешка · f3 белый король · b2 чёрная пешка · c2 белый конь · g2 чёрный конь · h2 чёрная пешка · b1 белый ферзь · c1 чёрный слон · f1 чёрный король · g1 чёрная ладья · h1 чёрный ферзь | g7 чёрная пешка · h6 белая ладья · c5 чёрная пешка · c4 белый слон · f4 белая ладья · c3 белый конь · d3 чёрный конь · e3 белая пешка · f3 белый король · b2 чёрная пешка · c2 белый конь · g2 чёрный конь · h2 чёрная пешка · b1 белый ферзь · c1 чёрный слон · f1 чёрный король · g1 чёрная ладья · h1 чёрный ферзь | g7 чёрная пешка · h6 белая ладья · c5 чёрная пешка · c4 белый слон · f4 белая ладья · c3 белый конь · d3 чёрный конь · e3 белая пешка · f3 белый король · b2 чёрная пешка · c2 белый конь · g2 чёрный конь · h2 чёрная пешка · b1 белый ферзь · c1 чёрный слон · f1 чёрный король · g1 чёрная ладья · h1 чёрный ферзь | g7 чёрная пешка · h6 белая ладья · c5 чёрная пешка · c4 белый слон · f4 белая ладья · c3 белый конь · d3 чёрный конь · e3 белая пешка · f3 белый король · b2 чёрная пешка · c2 белый конь · g2 чёрный конь · h2 чёрная пешка · b1 белый ферзь · c1 чёрный слон · f1 чёрный король · g1 чёрная ладья · h1 чёрный ферзь | g7 чёрная пешка · h6 белая ладья · c5 чёрная пешка · c4 белый слон · f4 белая ладья · c3 белый конь · d3 чёрный конь · e3 белая пешка · f3 белый король · b2 чёрная пешка · c2 белый конь · g2 чёрный конь · h2 чёрная пешка · b1 белый ферзь · c1 чёрный слон · f1 чёрный король · g1 чёрная ладья · h1 чёрный ферзь | 6 |
| 5 | g7 чёрная пешка · h6 белая ладья · c5 чёрная пешка · c4 белый слон · f4 белая ладья · c3 белый конь · d3 чёрный конь · e3 белая пешка · f3 белый король · b2 чёрная пешка · c2 белый конь · g2 чёрный конь · h2 чёрная пешка · b1 белый ферзь · c1 чёрный слон · f1 чёрный король · g1 чёрная ладья · h1 чёрный ферзь | g7 чёрная пешка · h6 белая ладья · c5 чёрная пешка · c4 белый слон · f4 белая ладья · c3 белый конь · d3 чёрный конь · e3 белая пешка · f3 белый король · b2 чёрная пешка · c2 белый конь · g2 чёрный конь · h2 чёрная пешка · b1 белый ферзь · c1 чёрный слон · f1 чёрный король · g1 чёрная ладья · h1 чёрный ферзь | g7 чёрная пешка · h6 белая ладья · c5 чёрная пешка · c4 белый слон · f4 белая ладья · c3 белый конь · d3 чёрный конь · e3 белая пешка · f3 белый король · b2 чёрная пешка · c2 белый конь · g2 чёрный конь · h2 чёрная пешка · b1 белый ферзь · c1 чёрный слон · f1 чёрный король · g1 чёрная ладья · h1 чёрный ферзь | g7 чёрная пешка · h6 белая ладья · c5 чёрная пешка · c4 белый слон · f4 белая ладья · c3 белый конь · d3 чёрный конь · e3 белая пешка · f3 белый король · b2 чёрная пешка · c2 белый конь · g2 чёрный конь · h2 чёрная пешка · b1 белый ферзь · c1 чёрный слон · f1 чёрный король · g1 чёрная ладья · h1 чёрный ферзь | g7 чёрная пешка · h6 белая ладья · c5 чёрная пешка · c4 белый слон · f4 белая ладья · c3 белый конь · d3 чёрный конь · e3 белая пешка · f3 белый король · b2 чёрная пешка · c2 белый конь · g2 чёрный конь · h2 чёрная пешка · b1 белый ферзь · c1 чёрный слон · f1 чёрный король · g1 чёрная ладья · h1 чёрный ферзь | g7 чёрная пешка · h6 белая ладья · c5 чёрная пешка · c4 белый слон · f4 белая ладья · c3 белый конь · d3 чёрный конь · e3 белая пешка · f3 белый король · b2 чёрная пешка · c2 белый конь · g2 чёрный конь · h2 чёрная пешка · b1 белый ферзь · c1 чёрный слон · f1 чёрный король · g1 чёрная ладья · h1 чёрный ферзь | g7 чёрная пешка · h6 белая ладья · c5 чёрная пешка · c4 белый слон · f4 белая ладья · c3 белый конь · d3 чёрный конь · e3 белая пешка · f3 белый король · b2 чёрная пешка · c2 белый конь · g2 чёрный конь · h2 чёрная пешка · b1 белый ферзь · c1 чёрный слон · f1 чёрный король · g1 чёрная ладья · h1 чёрный ферзь | g7 чёрная пешка · h6 белая ладья · c5 чёрная пешка · c4 белый слон · f4 белая ладья · c3 белый конь · d3 чёрный конь · e3 белая пешка · f3 белый король · b2 чёрная пешка · c2 белый конь · g2 чёрный конь · h2 чёрная пешка · b1 белый ферзь · c1 чёрный слон · f1 чёрный король · g1 чёрная ладья · h1 чёрный ферзь | 5 |
| 4 | g7 чёрная пешка · h6 белая ладья · c5 чёрная пешка · c4 белый слон · f4 белая ладья · c3 белый конь · d3 чёрный конь · e3 белая пешка · f3 белый король · b2 чёрная пешка · c2 белый конь · g2 чёрный конь · h2 чёрная пешка · b1 белый ферзь · c1 чёрный слон · f1 чёрный король · g1 чёрная ладья · h1 чёрный ферзь | g7 чёрная пешка · h6 белая ладья · c5 чёрная пешка · c4 белый слон · f4 белая ладья · c3 белый конь · d3 чёрный конь · e3 белая пешка · f3 белый король · b2 чёрная пешка · c2 белый конь · g2 чёрный конь · h2 чёрная пешка · b1 белый ферзь · c1 чёрный слон · f1 чёрный король · g1 чёрная ладья · h1 чёрный ферзь | g7 чёрная пешка · h6 белая ладья · c5 чёрная пешка · c4 белый слон · f4 белая ладья · c3 белый конь · d3 чёрный конь · e3 белая пешка · f3 белый король · b2 чёрная пешка · c2 белый конь · g2 чёрный конь · h2 чёрная пешка · b1 белый ферзь · c1 чёрный слон · f1 чёрный король · g1 чёрная ладья · h1 чёрный ферзь | g7 чёрная пешка · h6 белая ладья · c5 чёрная пешка · c4 белый слон · f4 белая ладья · c3 белый конь · d3 чёрный конь · e3 белая пешка · f3 белый король · b2 чёрная пешка · c2 белый конь · g2 чёрный конь · h2 чёрная пешка · b1 белый ферзь · c1 чёрный слон · f1 чёрный король · g1 чёрная ладья · h1 чёрный ферзь | g7 чёрная пешка · h6 белая ладья · c5 чёрная пешка · c4 белый слон · f4 белая ладья · c3 белый конь · d3 чёрный конь · e3 белая пешка · f3 белый король · b2 чёрная пешка · c2 белый конь · g2 чёрный конь · h2 чёрная пешка · b1 белый ферзь · c1 чёрный слон · f1 чёрный король · g1 чёрная ладья · h1 чёрный ферзь | g7 чёрная пешка · h6 белая ладья · c5 чёрная пешка · c4 белый слон · f4 белая ладья · c3 белый конь · d3 чёрный конь · e3 белая пешка · f3 белый король · b2 чёрная пешка · c2 белый конь · g2 чёрный конь · h2 чёрная пешка · b1 белый ферзь · c1 чёрный слон · f1 чёрный король · g1 чёрная ладья · h1 чёрный ферзь | g7 чёрная пешка · h6 белая ладья · c5 чёрная пешка · c4 белый слон · f4 белая ладья · c3 белый конь · d3 чёрный конь · e3 белая пешка · f3 белый король · b2 чёрная пешка · c2 белый конь · g2 чёрный конь · h2 чёрная пешка · b1 белый ферзь · c1 чёрный слон · f1 чёрный король · g1 чёрная ладья · h1 чёрный ферзь | g7 чёрная пешка · h6 белая ладья · c5 чёрная пешка · c4 белый слон · f4 белая ладья · c3 белый конь · d3 чёрный конь · e3 белая пешка · f3 белый король · b2 чёрная пешка · c2 белый конь · g2 чёрный конь · h2 чёрная пешка · b1 белый ферзь · c1 чёрный слон · f1 чёрный король · g1 чёрная ладья · h1 чёрный ферзь | 4 |
| 3 | g7 чёрная пешка · h6 белая ладья · c5 чёрная пешка · c4 белый слон · f4 белая ладья · c3 белый конь · d3 чёрный конь · e3 белая пешка · f3 белый король · b2 чёрная пешка · c2 белый конь · g2 чёрный конь · h2 чёрная пешка · b1 белый ферзь · c1 чёрный слон · f1 чёрный король · g1 чёрная ладья · h1 чёрный ферзь | g7 чёрная пешка · h6 белая ладья · c5 чёрная пешка · c4 белый слон · f4 белая ладья · c3 белый конь · d3 чёрный конь · e3 белая пешка · f3 белый король · b2 чёрная пешка · c2 белый конь · g2 чёрный конь · h2 чёрная пешка · b1 белый ферзь · c1 чёрный слон · f1 чёрный король · g1 чёрная ладья · h1 чёрный ферзь | g7 чёрная пешка · h6 белая ладья · c5 чёрная пешка · c4 белый слон · f4 белая ладья · c3 белый конь · d3 чёрный конь · e3 белая пешка · f3 белый король · b2 чёрная пешка · c2 белый конь · g2 чёрный конь · h2 чёрная пешка · b1 белый ферзь · c1 чёрный слон · f1 чёрный король · g1 чёрная ладья · h1 чёрный ферзь | g7 чёрная пешка · h6 белая ладья · c5 чёрная пешка · c4 белый слон · f4 белая ладья · c3 белый конь · d3 чёрный конь · e3 белая пешка · f3 белый король · b2 чёрная пешка · c2 белый конь · g2 чёрный конь · h2 чёрная пешка · b1 белый ферзь · c1 чёрный слон · f1 чёрный король · g1 чёрная ладья · h1 чёрный ферзь | g7 чёрная пешка · h6 белая ладья · c5 чёрная пешка · c4 белый слон · f4 белая ладья · c3 белый конь · d3 чёрный конь · e3 белая пешка · f3 белый король · b2 чёрная пешка · c2 белый конь · g2 чёрный конь · h2 чёрная пешка · b1 белый ферзь · c1 чёрный слон · f1 чёрный король · g1 чёрная ладья · h1 чёрный ферзь | g7 чёрная пешка · h6 белая ладья · c5 чёрная пешка · c4 белый слон · f4 белая ладья · c3 белый конь · d3 чёрный конь · e3 белая пешка · f3 белый король · b2 чёрная пешка · c2 белый конь · g2 чёрный конь · h2 чёрная пешка · b1 белый ферзь · c1 чёрный слон · f1 чёрный король · g1 чёрная ладья · h1 чёрный ферзь | g7 чёрная пешка · h6 белая ладья · c5 чёрная пешка · c4 белый слон · f4 белая ладья · c3 белый конь · d3 чёрный конь · e3 белая пешка · f3 белый король · b2 чёрная пешка · c2 белый конь · g2 чёрный конь · h2 чёрная пешка · b1 белый ферзь · c1 чёрный слон · f1 чёрный король · g1 чёрная ладья · h1 чёрный ферзь | g7 чёрная пешка · h6 белая ладья · c5 чёрная пешка · c4 белый слон · f4 белая ладья · c3 белый конь · d3 чёрный конь · e3 белая пешка · f3 белый король · b2 чёрная пешка · c2 белый конь · g2 чёрный конь · h2 чёрная пешка · b1 белый ферзь · c1 чёрный слон · f1 чёрный король · g1 чёрная ладья · h1 чёрный ферзь | 3 |
| 2 | g7 чёрная пешка · h6 белая ладья · c5 чёрная пешка · c4 белый слон · f4 белая ладья · c3 белый конь · d3 чёрный конь · e3 белая пешка · f3 белый король · b2 чёрная пешка · c2 белый конь · g2 чёрный конь · h2 чёрная пешка · b1 белый ферзь · c1 чёрный слон · f1 чёрный король · g1 чёрная ладья · h1 чёрный ферзь | g7 чёрная пешка · h6 белая ладья · c5 чёрная пешка · c4 белый слон · f4 белая ладья · c3 белый конь · d3 чёрный конь · e3 белая пешка · f3 белый король · b2 чёрная пешка · c2 белый конь · g2 чёрный конь · h2 чёрная пешка · b1 белый ферзь · c1 чёрный слон · f1 чёрный король · g1 чёрная ладья · h1 чёрный ферзь | g7 чёрная пешка · h6 белая ладья · c5 чёрная пешка · c4 белый слон · f4 белая ладья · c3 белый конь · d3 чёрный конь · e3 белая пешка · f3 белый король · b2 чёрная пешка · c2 белый конь · g2 чёрный конь · h2 чёрная пешка · b1 белый ферзь · c1 чёрный слон · f1 чёрный король · g1 чёрная ладья · h1 чёрный ферзь | g7 чёрная пешка · h6 белая ладья · c5 чёрная пешка · c4 белый слон · f4 белая ладья · c3 белый конь · d3 чёрный конь · e3 белая пешка · f3 белый король · b2 чёрная пешка · c2 белый конь · g2 чёрный конь · h2 чёрная пешка · b1 белый ферзь · c1 чёрный слон · f1 чёрный король · g1 чёрная ладья · h1 чёрный ферзь | g7 чёрная пешка · h6 белая ладья · c5 чёрная пешка · c4 белый слон · f4 белая ладья · c3 белый конь · d3 чёрный конь · e3 белая пешка · f3 белый король · b2 чёрная пешка · c2 белый конь · g2 чёрный конь · h2 чёрная пешка · b1 белый ферзь · c1 чёрный слон · f1 чёрный король · g1 чёрная ладья · h1 чёрный ферзь | g7 чёрная пешка · h6 белая ладья · c5 чёрная пешка · c4 белый слон · f4 белая ладья · c3 белый конь · d3 чёрный конь · e3 белая пешка · f3 белый король · b2 чёрная пешка · c2 белый конь · g2 чёрный конь · h2 чёрная пешка · b1 белый ферзь · c1 чёрный слон · f1 чёрный король · g1 чёрная ладья · h1 чёрный ферзь | g7 чёрная пешка · h6 белая ладья · c5 чёрная пешка · c4 белый слон · f4 белая ладья · c3 белый конь · d3 чёрный конь · e3 белая пешка · f3 белый король · b2 чёрная пешка · c2 белый конь · g2 чёрный конь · h2 чёрная пешка · b1 белый ферзь · c1 чёрный слон · f1 чёрный король · g1 чёрная ладья · h1 чёрный ферзь | g7 чёрная пешка · h6 белая ладья · c5 чёрная пешка · c4 белый слон · f4 белая ладья · c3 белый конь · d3 чёрный конь · e3 белая пешка · f3 белый король · b2 чёрная пешка · c2 белый конь · g2 чёрный конь · h2 чёрная пешка · b1 белый ферзь · c1 чёрный слон · f1 чёрный король · g1 чёрная ладья · h1 чёрный ферзь | 2 |
| 1 | g7 чёрная пешка · h6 белая ладья · c5 чёрная пешка · c4 белый слон · f4 белая ладья · c3 белый конь · d3 чёрный конь · e3 белая пешка · f3 белый король · b2 чёрная пешка · c2 белый конь · g2 чёрный конь · h2 чёрная пешка · b1 белый ферзь · c1 чёрный слон · f1 чёрный король · g1 чёрная ладья · h1 чёрный ферзь | g7 чёрная пешка · h6 белая ладья · c5 чёрная пешка · c4 белый слон · f4 белая ладья · c3 белый конь · d3 чёрный конь · e3 белая пешка · f3 белый король · b2 чёрная пешка · c2 белый конь · g2 чёрный конь · h2 чёрная пешка · b1 белый ферзь · c1 чёрный слон · f1 чёрный король · g1 чёрная ладья · h1 чёрный ферзь | g7 чёрная пешка · h6 белая ладья · c5 чёрная пешка · c4 белый слон · f4 белая ладья · c3 белый конь · d3 чёрный конь · e3 белая пешка · f3 белый король · b2 чёрная пешка · c2 белый конь · g2 чёрный конь · h2 чёрная пешка · b1 белый ферзь · c1 чёрный слон · f1 чёрный король · g1 чёрная ладья · h1 чёрный ферзь | g7 чёрная пешка · h6 белая ладья · c5 чёрная пешка · c4 белый слон · f4 белая ладья · c3 белый конь · d3 чёрный конь · e3 белая пешка · f3 белый король · b2 чёрная пешка · c2 белый конь · g2 чёрный конь · h2 чёрная пешка · b1 белый ферзь · c1 чёрный слон · f1 чёрный король · g1 чёрная ладья · h1 чёрный ферзь | g7 чёрная пешка · h6 белая ладья · c5 чёрная пешка · c4 белый слон · f4 белая ладья · c3 белый конь · d3 чёрный конь · e3 белая пешка · f3 белый король · b2 чёрная пешка · c2 белый конь · g2 чёрный конь · h2 чёрная пешка · b1 белый ферзь · c1 чёрный слон · f1 чёрный король · g1 чёрная ладья · h1 чёрный ферзь | g7 чёрная пешка · h6 белая ладья · c5 чёрная пешка · c4 белый слон · f4 белая ладья · c3 белый конь · d3 чёрный конь · e3 белая пешка · f3 белый король · b2 чёрная пешка · c2 белый конь · g2 чёрный конь · h2 чёрная пешка · b1 белый ферзь · c1 чёрный слон · f1 чёрный король · g1 чёрная ладья · h1 чёрный ферзь | g7 чёрная пешка · h6 белая ладья · c5 чёрная пешка · c4 белый слон · f4 белая ладья · c3 белый конь · d3 чёрный конь · e3 белая пешка · f3 белый король · b2 чёрная пешка · c2 белый конь · g2 чёрный конь · h2 чёрная пешка · b1 белый ферзь · c1 чёрный слон · f1 чёрный король · g1 чёрная ладья · h1 чёрный ферзь | g7 чёрная пешка · h6 белая ладья · c5 чёрная пешка · c4 белый слон · f4 белая ладья · c3 белый конь · d3 чёрный конь · e3 белая пешка · f3 белый король · b2 чёрная пешка · c2 белый конь · g2 чёрный конь · h2 чёрная пешка · b1 белый ферзь · c1 чёрный слон · f1 чёрный король · g1 чёрная ладья · h1 чёрный ферзь | 1 |
|   | a | b | c | d | e | f | g | h |   |

1.Лhh4? угроза 2.Kpg3+ (A) K:f4#, но 1...g5! (a)
1.Лf5? угроза 2.Kpe4+ (B) Kf4#, но 1...g6! (b)
1.Лff6! цугцванг

1...g5 (a) 2.Kpg3+ (A) Kf4#

1...g6 (b) 2.Kpe4+ (B) Kf4#

1...gh 2.Л:h6 Kg~#

1...gf 2.Л:f6 Kg~#
Тема Домбровскиса, пикенинни.
|   | a | b | c | d | e | f | g | h |   |
| - | --- | --- | --- | --- | --- | --- | --- | --- | - |
| 8 | a4 белый ферзь · g4 чёрная пешка · d3 чёрный король · e3 чёрная пешка · g3 чёрная пешка · d2 белый слон · e2 чёрная пешка · g2 белая пешка · e1 белый король | a4 белый ферзь · g4 чёрная пешка · d3 чёрный король · e3 чёрная пешка · g3 чёрная пешка · d2 белый слон · e2 чёрная пешка · g2 белая пешка · e1 белый король | a4 белый ферзь · g4 чёрная пешка · d3 чёрный король · e3 чёрная пешка · g3 чёрная пешка · d2 белый слон · e2 чёрная пешка · g2 белая пешка · e1 белый король | a4 белый ферзь · g4 чёрная пешка · d3 чёрный король · e3 чёрная пешка · g3 чёрная пешка · d2 белый слон · e2 чёрная пешка · g2 белая пешка · e1 белый король | a4 белый ферзь · g4 чёрная пешка · d3 чёрный король · e3 чёрная пешка · g3 чёрная пешка · d2 белый слон · e2 чёрная пешка · g2 белая пешка · e1 белый король | a4 белый ферзь · g4 чёрная пешка · d3 чёрный король · e3 чёрная пешка · g3 чёрная пешка · d2 белый слон · e2 чёрная пешка · g2 белая пешка · e1 белый король | a4 белый ферзь · g4 чёрная пешка · d3 чёрный король · e3 чёрная пешка · g3 чёрная пешка · d2 белый слон · e2 чёрная пешка · g2 белая пешка · e1 белый король | a4 белый ферзь · g4 чёрная пешка · d3 чёрный король · e3 чёрная пешка · g3 чёрная пешка · d2 белый слон · e2 чёрная пешка · g2 белая пешка · e1 белый король | 8 |
| 7 | a4 белый ферзь · g4 чёрная пешка · d3 чёрный король · e3 чёрная пешка · g3 чёрная пешка · d2 белый слон · e2 чёрная пешка · g2 белая пешка · e1 белый король | a4 белый ферзь · g4 чёрная пешка · d3 чёрный король · e3 чёрная пешка · g3 чёрная пешка · d2 белый слон · e2 чёрная пешка · g2 белая пешка · e1 белый король | a4 белый ферзь · g4 чёрная пешка · d3 чёрный король · e3 чёрная пешка · g3 чёрная пешка · d2 белый слон · e2 чёрная пешка · g2 белая пешка · e1 белый король | a4 белый ферзь · g4 чёрная пешка · d3 чёрный король · e3 чёрная пешка · g3 чёрная пешка · d2 белый слон · e2 чёрная пешка · g2 белая пешка · e1 белый король | a4 белый ферзь · g4 чёрная пешка · d3 чёрный король · e3 чёрная пешка · g3 чёрная пешка · d2 белый слон · e2 чёрная пешка · g2 белая пешка · e1 белый король | a4 белый ферзь · g4 чёрная пешка · d3 чёрный король · e3 чёрная пешка · g3 чёрная пешка · d2 белый слон · e2 чёрная пешка · g2 белая пешка · e1 белый король | a4 белый ферзь · g4 чёрная пешка · d3 чёрный король · e3 чёрная пешка · g3 чёрная пешка · d2 белый слон · e2 чёрная пешка · g2 белая пешка · e1 белый король | a4 белый ферзь · g4 чёрная пешка · d3 чёрный король · e3 чёрная пешка · g3 чёрная пешка · d2 белый слон · e2 чёрная пешка · g2 белая пешка · e1 белый король | 7 |
| 6 | a4 белый ферзь · g4 чёрная пешка · d3 чёрный король · e3 чёрная пешка · g3 чёрная пешка · d2 белый слон · e2 чёрная пешка · g2 белая пешка · e1 белый король | a4 белый ферзь · g4 чёрная пешка · d3 чёрный король · e3 чёрная пешка · g3 чёрная пешка · d2 белый слон · e2 чёрная пешка · g2 белая пешка · e1 белый король | a4 белый ферзь · g4 чёрная пешка · d3 чёрный король · e3 чёрная пешка · g3 чёрная пешка · d2 белый слон · e2 чёрная пешка · g2 белая пешка · e1 белый король | a4 белый ферзь · g4 чёрная пешка · d3 чёрный король · e3 чёрная пешка · g3 чёрная пешка · d2 белый слон · e2 чёрная пешка · g2 белая пешка · e1 белый король | a4 белый ферзь · g4 чёрная пешка · d3 чёрный король · e3 чёрная пешка · g3 чёрная пешка · d2 белый слон · e2 чёрная пешка · g2 белая пешка · e1 белый король | a4 белый ферзь · g4 чёрная пешка · d3 чёрный король · e3 чёрная пешка · g3 чёрная пешка · d2 белый слон · e2 чёрная пешка · g2 белая пешка · e1 белый король | a4 белый ферзь · g4 чёрная пешка · d3 чёрный король · e3 чёрная пешка · g3 чёрная пешка · d2 белый слон · e2 чёрная пешка · g2 белая пешка · e1 белый король | a4 белый ферзь · g4 чёрная пешка · d3 чёрный король · e3 чёрная пешка · g3 чёрная пешка · d2 белый слон · e2 чёрная пешка · g2 белая пешка · e1 белый король | 6 |
| 5 | a4 белый ферзь · g4 чёрная пешка · d3 чёрный король · e3 чёрная пешка · g3 чёрная пешка · d2 белый слон · e2 чёрная пешка · g2 белая пешка · e1 белый король | a4 белый ферзь · g4 чёрная пешка · d3 чёрный король · e3 чёрная пешка · g3 чёрная пешка · d2 белый слон · e2 чёрная пешка · g2 белая пешка · e1 белый король | a4 белый ферзь · g4 чёрная пешка · d3 чёрный король · e3 чёрная пешка · g3 чёрная пешка · d2 белый слон · e2 чёрная пешка · g2 белая пешка · e1 белый король | a4 белый ферзь · g4 чёрная пешка · d3 чёрный король · e3 чёрная пешка · g3 чёрная пешка · d2 белый слон · e2 чёрная пешка · g2 белая пешка · e1 белый король | a4 белый ферзь · g4 чёрная пешка · d3 чёрный король · e3 чёрная пешка · g3 чёрная пешка · d2 белый слон · e2 чёрная пешка · g2 белая пешка · e1 белый король | a4 белый ферзь · g4 чёрная пешка · d3 чёрный король · e3 чёрная пешка · g3 чёрная пешка · d2 белый слон · e2 чёрная пешка · g2 белая пешка · e1 белый король | a4 белый ферзь · g4 чёрная пешка · d3 чёрный король · e3 чёрная пешка · g3 чёрная пешка · d2 белый слон · e2 чёрная пешка · g2 белая пешка · e1 белый король | a4 белый ферзь · g4 чёрная пешка · d3 чёрный король · e3 чёрная пешка · g3 чёрная пешка · d2 белый слон · e2 чёрная пешка · g2 белая пешка · e1 белый король | 5 |
| 4 | a4 белый ферзь · g4 чёрная пешка · d3 чёрный король · e3 чёрная пешка · g3 чёрная пешка · d2 белый слон · e2 чёрная пешка · g2 белая пешка · e1 белый король | a4 белый ферзь · g4 чёрная пешка · d3 чёрный король · e3 чёрная пешка · g3 чёрная пешка · d2 белый слон · e2 чёрная пешка · g2 белая пешка · e1 белый король | a4 белый ферзь · g4 чёрная пешка · d3 чёрный король · e3 чёрная пешка · g3 чёрная пешка · d2 белый слон · e2 чёрная пешка · g2 белая пешка · e1 белый король | a4 белый ферзь · g4 чёрная пешка · d3 чёрный король · e3 чёрная пешка · g3 чёрная пешка · d2 белый слон · e2 чёрная пешка · g2 белая пешка · e1 белый король | a4 белый ферзь · g4 чёрная пешка · d3 чёрный король · e3 чёрная пешка · g3 чёрная пешка · d2 белый слон · e2 чёрная пешка · g2 белая пешка · e1 белый король | a4 белый ферзь · g4 чёрная пешка · d3 чёрный король · e3 чёрная пешка · g3 чёрная пешка · d2 белый слон · e2 чёрная пешка · g2 белая пешка · e1 белый король | a4 белый ферзь · g4 чёрная пешка · d3 чёрный король · e3 чёрная пешка · g3 чёрная пешка · d2 белый слон · e2 чёрная пешка · g2 белая пешка · e1 белый король | a4 белый ферзь · g4 чёрная пешка · d3 чёрный король · e3 чёрная пешка · g3 чёрная пешка · d2 белый слон · e2 чёрная пешка · g2 белая пешка · e1 белый король | 4 |
| 3 | a4 белый ферзь · g4 чёрная пешка · d3 чёрный король · e3 чёрная пешка · g3 чёрная пешка · d2 белый слон · e2 чёрная пешка · g2 белая пешка · e1 белый король | a4 белый ферзь · g4 чёрная пешка · d3 чёрный король · e3 чёрная пешка · g3 чёрная пешка · d2 белый слон · e2 чёрная пешка · g2 белая пешка · e1 белый король | a4 белый ферзь · g4 чёрная пешка · d3 чёрный король · e3 чёрная пешка · g3 чёрная пешка · d2 белый слон · e2 чёрная пешка · g2 белая пешка · e1 белый король | a4 белый ферзь · g4 чёрная пешка · d3 чёрный король · e3 чёрная пешка · g3 чёрная пешка · d2 белый слон · e2 чёрная пешка · g2 белая пешка · e1 белый король | a4 белый ферзь · g4 чёрная пешка · d3 чёрный король · e3 чёрная пешка · g3 чёрная пешка · d2 белый слон · e2 чёрная пешка · g2 белая пешка · e1 белый король | a4 белый ферзь · g4 чёрная пешка · d3 чёрный король · e3 чёрная пешка · g3 чёрная пешка · d2 белый слон · e2 чёрная пешка · g2 белая пешка · e1 белый король | a4 белый ферзь · g4 чёрная пешка · d3 чёрный король · e3 чёрная пешка · g3 чёрная пешка · d2 белый слон · e2 чёрная пешка · g2 белая пешка · e1 белый король | a4 белый ферзь · g4 чёрная пешка · d3 чёрный король · e3 чёрная пешка · g3 чёрная пешка · d2 белый слон · e2 чёрная пешка · g2 белая пешка · e1 белый король | 3 |
| 2 | a4 белый ферзь · g4 чёрная пешка · d3 чёрный король · e3 чёрная пешка · g3 чёрная пешка · d2 белый слон · e2 чёрная пешка · g2 белая пешка · e1 белый король | a4 белый ферзь · g4 чёрная пешка · d3 чёрный король · e3 чёрная пешка · g3 чёрная пешка · d2 белый слон · e2 чёрная пешка · g2 белая пешка · e1 белый король | a4 белый ферзь · g4 чёрная пешка · d3 чёрный король · e3 чёрная пешка · g3 чёрная пешка · d2 белый слон · e2 чёрная пешка · g2 белая пешка · e1 белый король | a4 белый ферзь · g4 чёрная пешка · d3 чёрный король · e3 чёрная пешка · g3 чёрная пешка · d2 белый слон · e2 чёрная пешка · g2 белая пешка · e1 белый король | a4 белый ферзь · g4 чёрная пешка · d3 чёрный король · e3 чёрная пешка · g3 чёрная пешка · d2 белый слон · e2 чёрная пешка · g2 белая пешка · e1 белый король | a4 белый ферзь · g4 чёрная пешка · d3 чёрный король · e3 чёрная пешка · g3 чёрная пешка · d2 белый слон · e2 чёрная пешка · g2 белая пешка · e1 белый король | a4 белый ферзь · g4 чёрная пешка · d3 чёрный король · e3 чёрная пешка · g3 чёрная пешка · d2 белый слон · e2 чёрная пешка · g2 белая пешка · e1 белый король | a4 белый ферзь · g4 чёрная пешка · d3 чёрный король · e3 чёрная пешка · g3 чёрная пешка · d2 белый слон · e2 чёрная пешка · g2 белая пешка · e1 белый король | 2 |
| 1 | a4 белый ферзь · g4 чёрная пешка · d3 чёрный король · e3 чёрная пешка · g3 чёрная пешка · d2 белый слон · e2 чёрная пешка · g2 белая пешка · e1 белый король | a4 белый ферзь · g4 чёрная пешка · d3 чёрный король · e3 чёрная пешка · g3 чёрная пешка · d2 белый слон · e2 чёрная пешка · g2 белая пешка · e1 белый король | a4 белый ферзь · g4 чёрная пешка · d3 чёрный король · e3 чёрная пешка · g3 чёрная пешка · d2 белый слон · e2 чёрная пешка · g2 белая пешка · e1 белый король | a4 белый ферзь · g4 чёрная пешка · d3 чёрный король · e3 чёрная пешка · g3 чёрная пешка · d2 белый слон · e2 чёрная пешка · g2 белая пешка · e1 белый король | a4 белый ферзь · g4 чёрная пешка · d3 чёрный король · e3 чёрная пешка · g3 чёрная пешка · d2 белый слон · e2 чёрная пешка · g2 белая пешка · e1 белый король | a4 белый ферзь · g4 чёрная пешка · d3 чёрный король · e3 чёрная пешка · g3 чёрная пешка · d2 белый слон · e2 чёрная пешка · g2 белая пешка · e1 белый король | a4 белый ферзь · g4 чёрная пешка · d3 чёрный король · e3 чёрная пешка · g3 чёрная пешка · d2 белый слон · e2 чёрная пешка · g2 белая пешка · e1 белый король | a4 белый ферзь · g4 чёрная пешка · d3 чёрный король · e3 чёрная пешка · g3 чёрная пешка · d2 белый слон · e2 чёрная пешка · g2 белая пешка · e1 белый король | 1 |
|   | a | b | c | d | e | f | g | h |   |

Иллюзорная игра:

1...ed#
Решение:

1.Сc1 Крc3 2.Сa3 Крd3 3.Сd6 Крc3 4.Сe5+ Крd3 5.С:g3 Крc3 6.Сe5+ Крd3 7.Сb2 g3 8.Сa3 Крc3 9.Сc1 Крd3 10.Сd2 ed#
Тема возврата.